# 台湾の建築

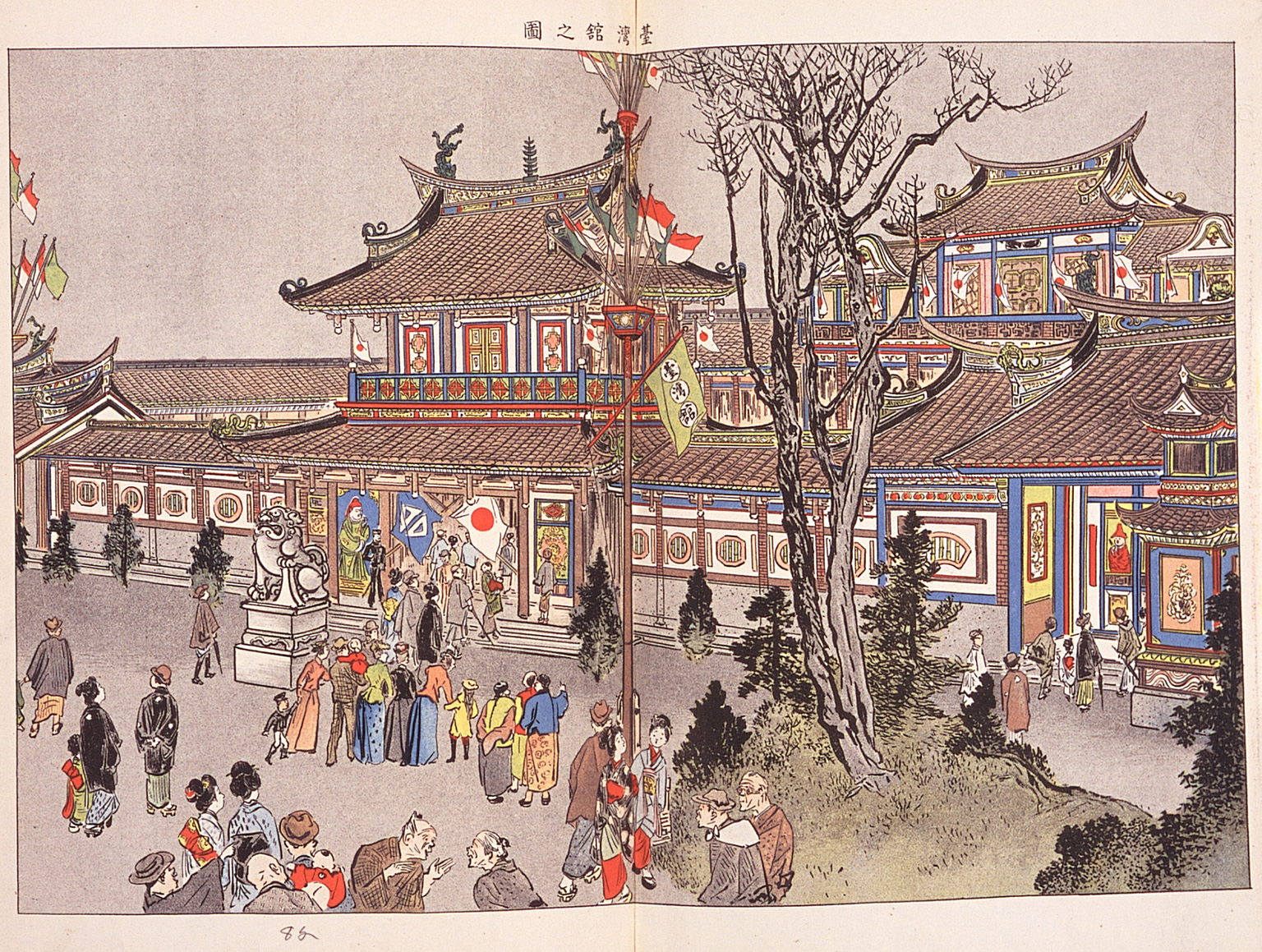
1903年（明治36年）3月1日から7月31日まで、大阪市天王寺今宮で開催された『第5回内国勧業博覧会』では、台湾の要素を詰め込んだ「台湾館」が展示されていた。

台湾の建築（たいわんのけんちく、繁体字中国語: 臺灣建築、旧字体：臺灣ノ建築）とは、台湾において各時代に造形や様式、構造、機能の面で多様に発展してきたものである。
台湾建築は社会、文化、宗教、政治、経済、芸術など多方面にわたる意義を持ち、その変遷を具体的な建築事例からみると、最も古いものは原住民建築であり、先史時代の干欄式建築まで遡ることができる。台湾の先住民族の建築は「南島語族の文化」に属している。
17世紀のオランダ・スペイン統治時代には、植民地支配と布教活動のため、台湾の南北に要塞や教会が建設されていた。鄭成功による明鄭時代には、台湾が清朝への抵抗拠点とされ、閩南建築が導入されていた。清朝統治時代には、中国と西洋の文化が融合した建築が主流となり、清末の洋務運動の影響で軍事的な防衛意識が高まり、砲台建築がさらに発展した。19世紀末の日本統治時代には、日本の統治政策が反映され、閩南・日本・西洋の建築様式が融合した。また、この時期には鉄筋コンクリート技術が導入されていた。
戦後、中華民国政府の台湾移転に伴い、中国の漢式建築が再び流行していたが、同時に米国の援助を受け、国際的なモダニズム建築も取り入れられた。現代では台湾の建築はさらに多様化し、さまざまな建築様式が広がっている。

## 史前時代
台湾の史前時代の建築は、考古学的な遺跡を通じて明らかにされている。この時期の建物は最初に岩洞が利用され、その後、干欄式建築や石造建築が登場した。これらは主にオーストロネシア語族の建築様式である。 

### 穴居型
史前の人々は、天然の岩の穴を住居としてよく利用していました。建築物とは言えないが、住まいと言った方が適切である。例えば、台湾最古の長浜文化の遺跡にあたる台東県長浜郷の八仙洞は、最も古い住居跡として発見されている。この遺跡は約3万年から5千500年前のもので、海蝕によって出来た岩窟である。高さは約10メートル以上あり、洞内には10人ほどが住むことが出来る広さがある。 

### 干欄式建築
干欄式建築は、台湾を含む史前時代の太平洋およびインド洋地域に広く分布しており、その形式も多様である。原住民たちはこれを長老会の会議や涼を取る場所、祖先を祀る祭りの場として利用した。干欄式建築は、通気性が良く涼しいだけでなく、湿気や洪水・瘴気から守り、虫や蛇の侵入を防ぐ役割も果たしていた。さらに、設置が比較的簡単である点も大きな利点である。

## オランダ・スペイン統治時代
16世紀、台湾は原始時代からいきなり大航海時代に突入し、西洋列強によって支配されることとなった。この時期、建築物の多くは統治の中心となる城砦であり、統治の役所・要塞、そして居住地としての役割を担っていた。代表的な城砦として、風櫃尾城、熱蘭遮城、普羅民遮城、聖サルバドール城、聖ドミンゴ城などがある。オランダとスペイン両国は勢力拡大を目指して港を拠点に軍事要塞を築いた。設計は四角形の平面が多く、角には五角形の角堡（砦）が突出しており、主に大砲を配置するために使われた。
特徴として、
- オランダは西欧の国で、特にレンガを主な建材として使用した。
- 一方、スペインは南欧の国で、石材を好んで使いた[出典元の確認が必要]。

オランダは17世紀に現在の安平地区に熱蘭遮城を建設し、その後、普羅民遮城も築いた。スペインは北部の雞籠港外にある社寮島に聖サルバドール城を建設し、後に滬尾（現在の淡水区）に聖ドミンゴ城を建設した。この時期の建築は、台湾の建築が洋風化の頂点を迎えた時期であり、これらの建築遺跡の多くは現在、国定古跡として指定されている。

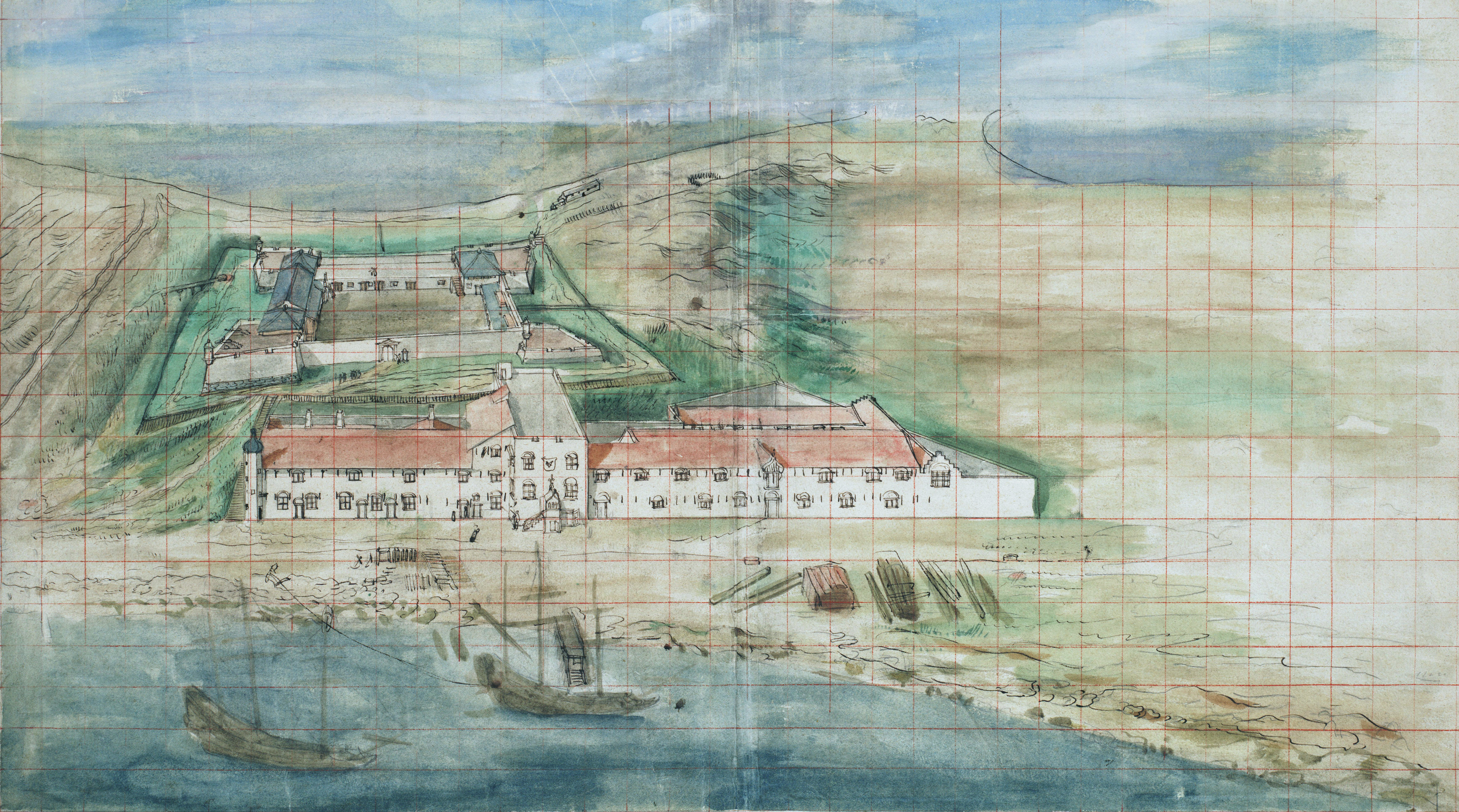
1635年
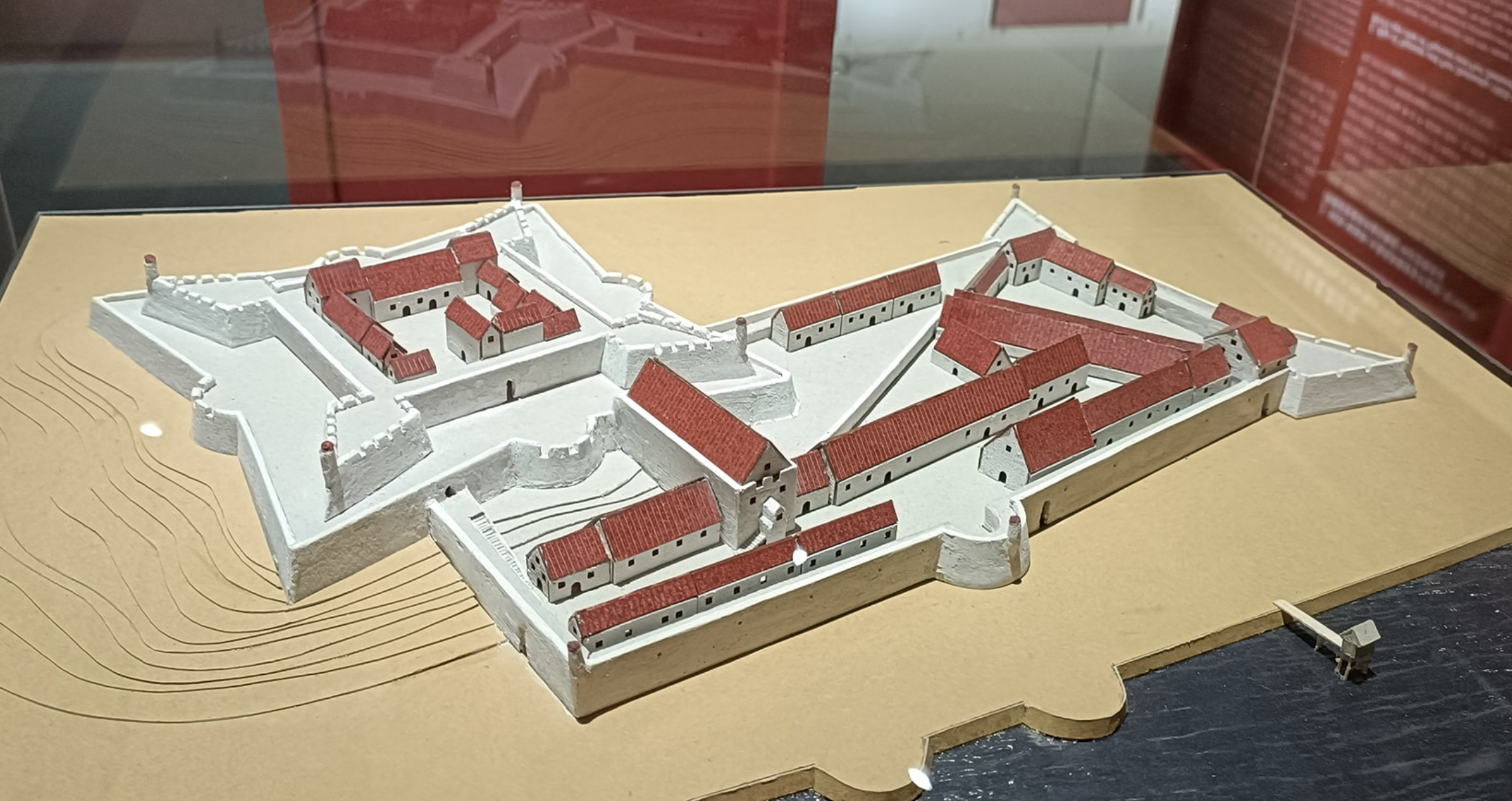
1624年
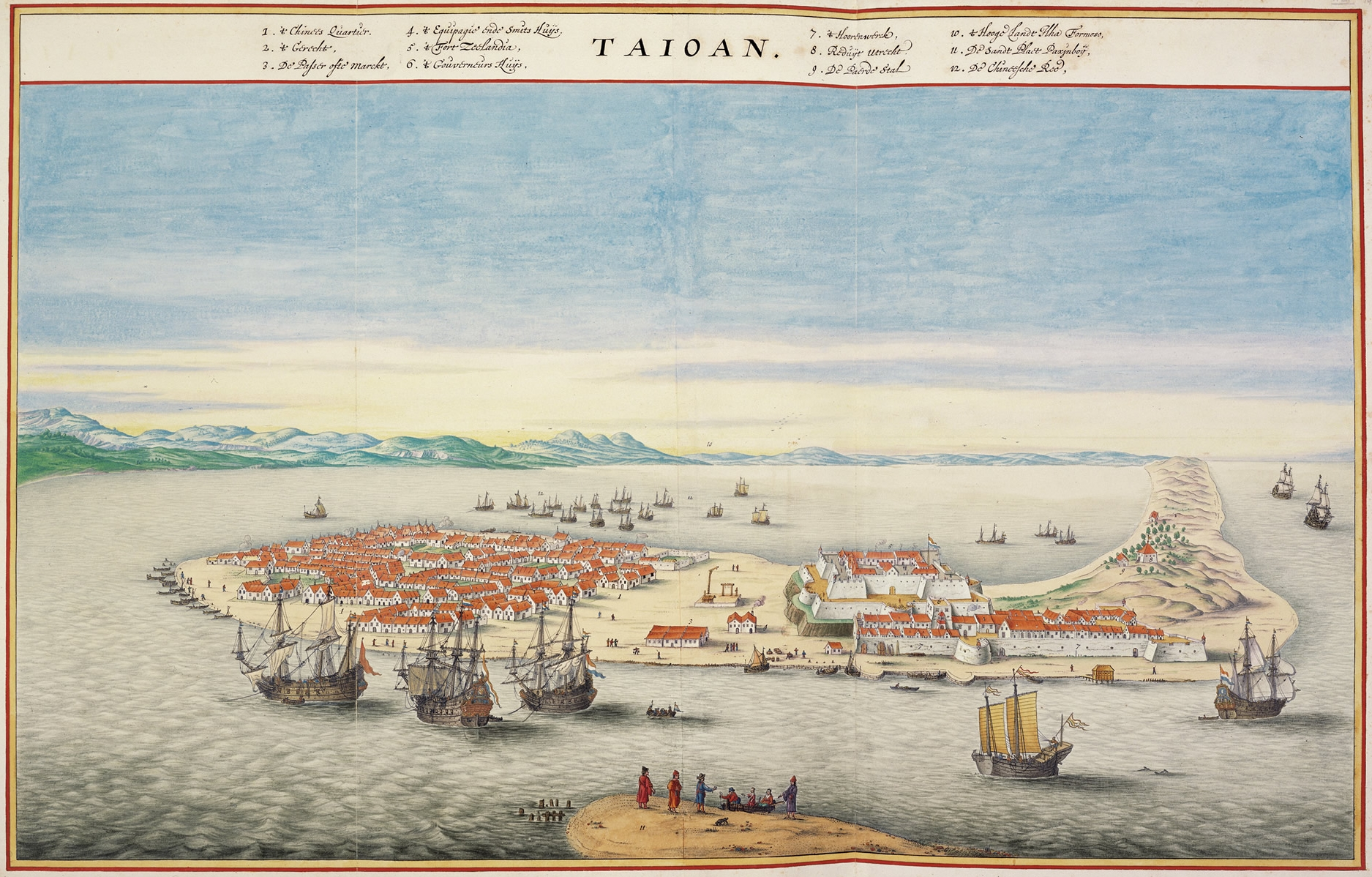
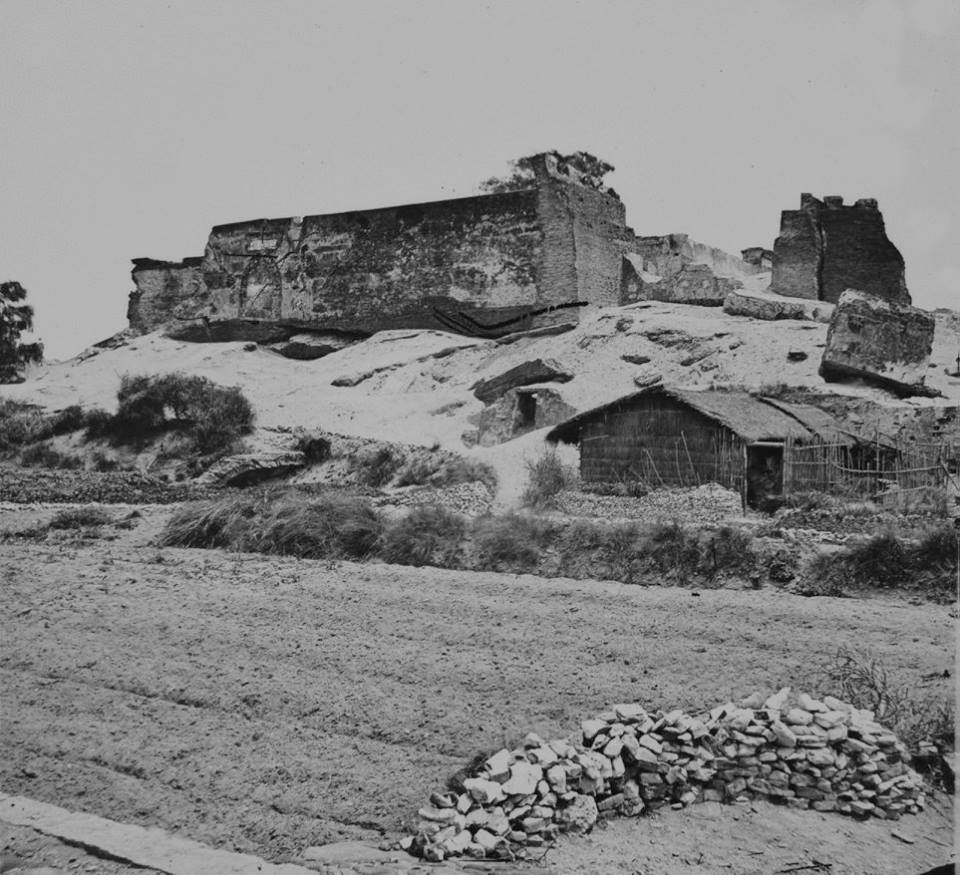
1871年
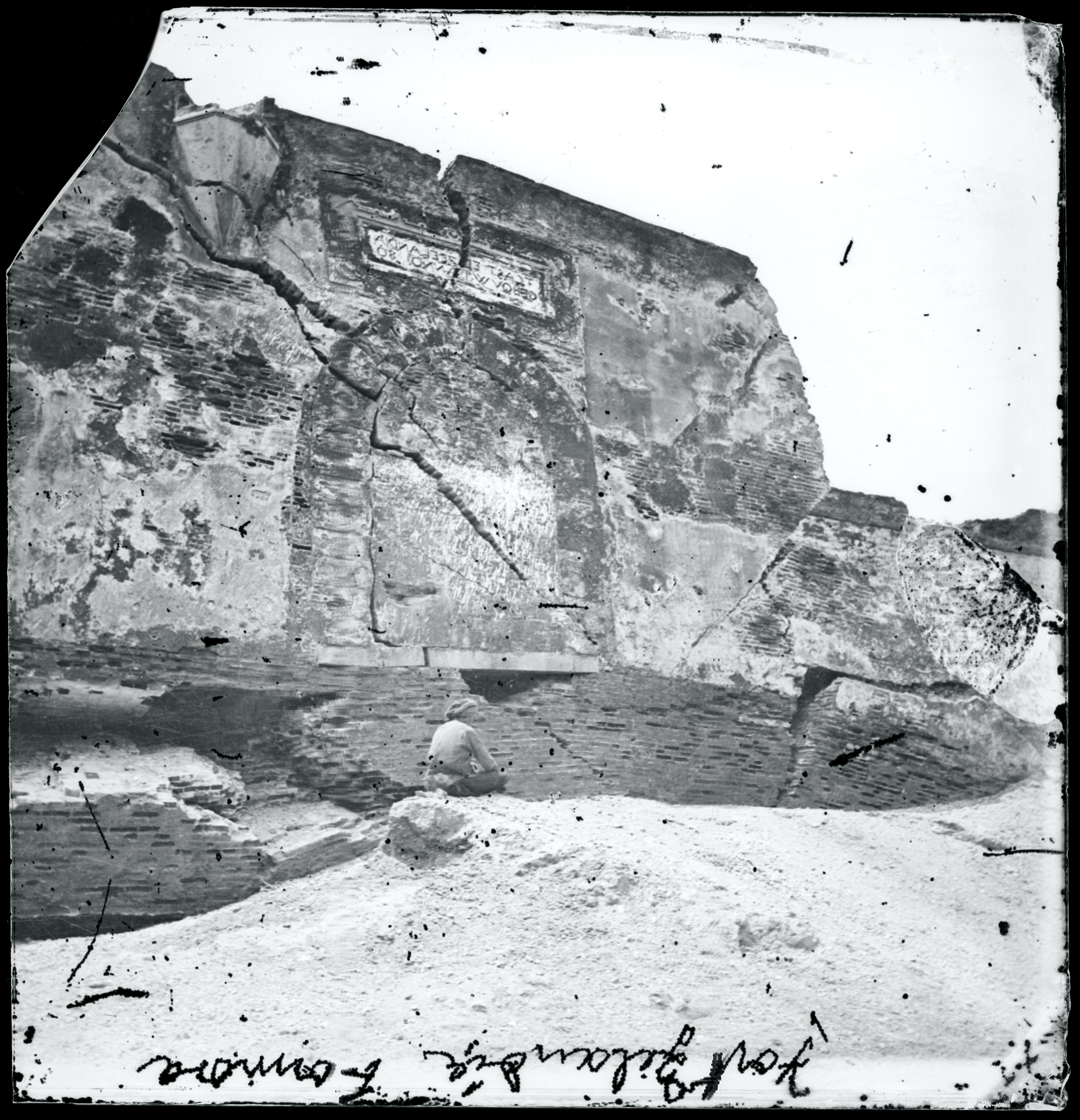
1871年
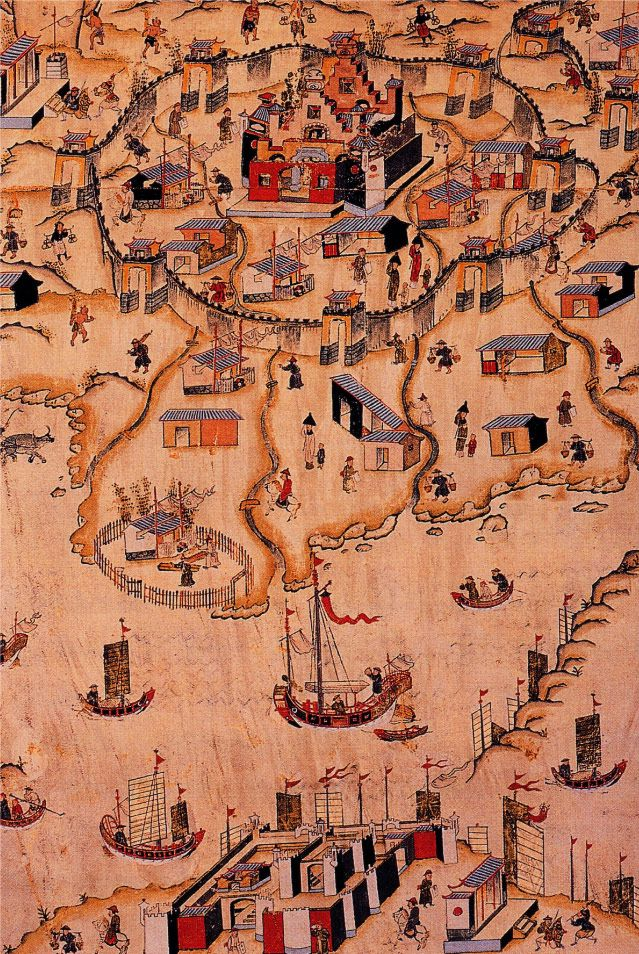
19世紀
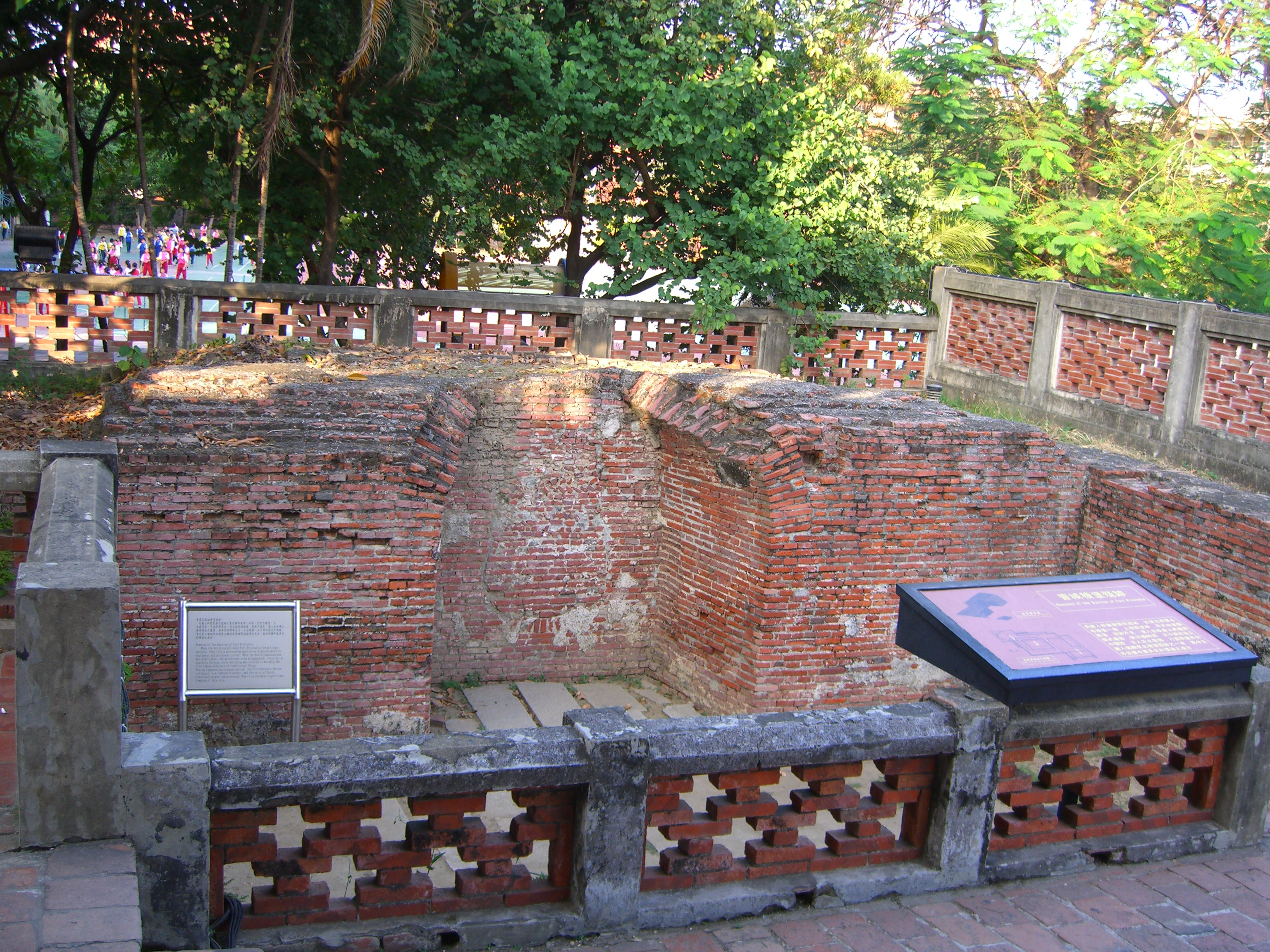
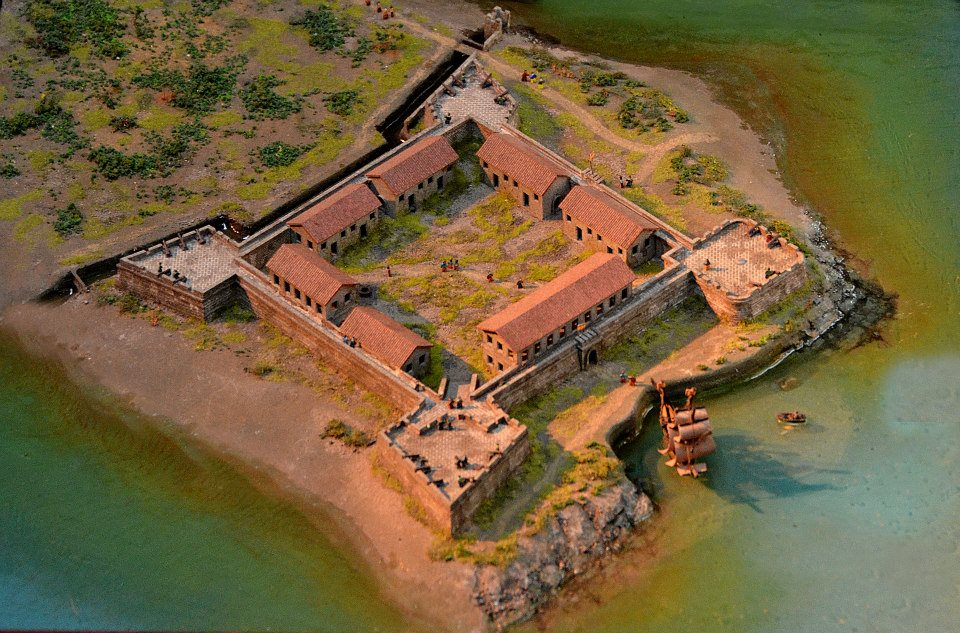
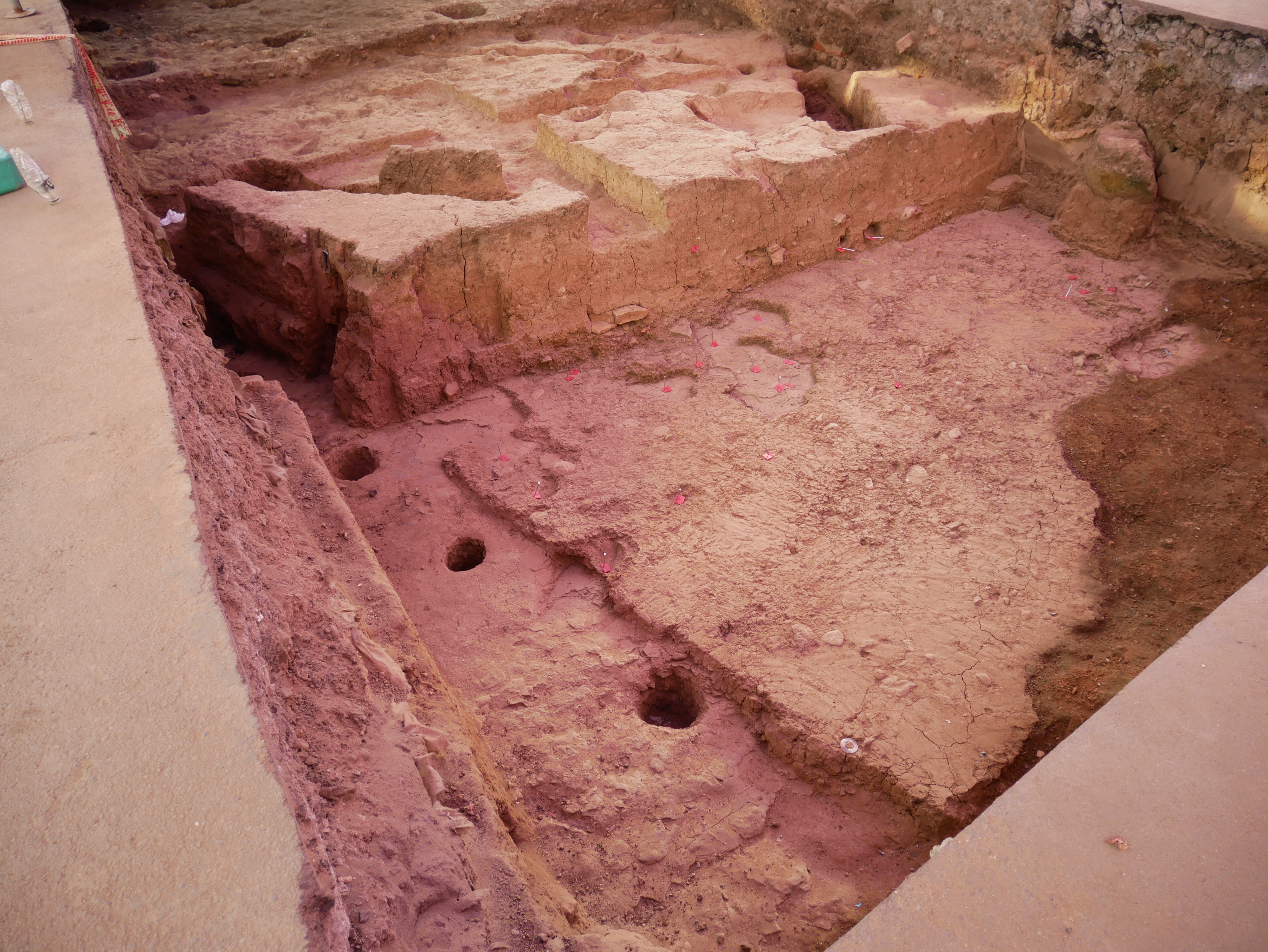
1628年

## 明朝鄭成功時代
台湾の漢人は中国の閩南・広東建築スタイルの影響を受けていた。台湾の地元建材を使用し、一部の平埔族の建築技術も取り入れながら、台式漢人建築の様式を創り上げていた。これらの建物は清朝時代以降、何度も再建されており、明鄭時代の外観や配置はほとんど残っていないが、清代の建築は多くが明代のスタイルを受け継いでいるため、初期の清代建築を通じて、明鄭時代の建築の様子を推察することが出来る。

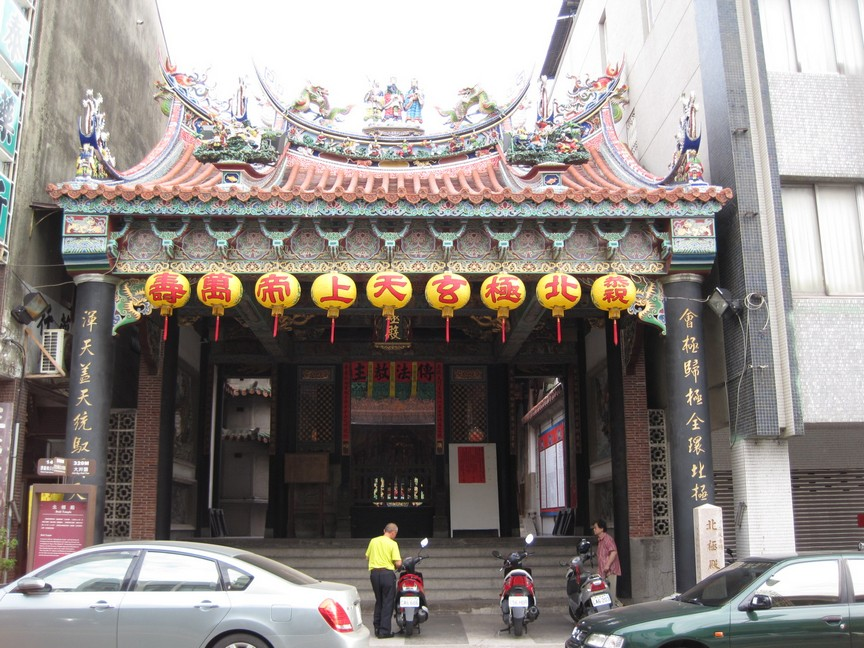
1661年建成。1709年復元。
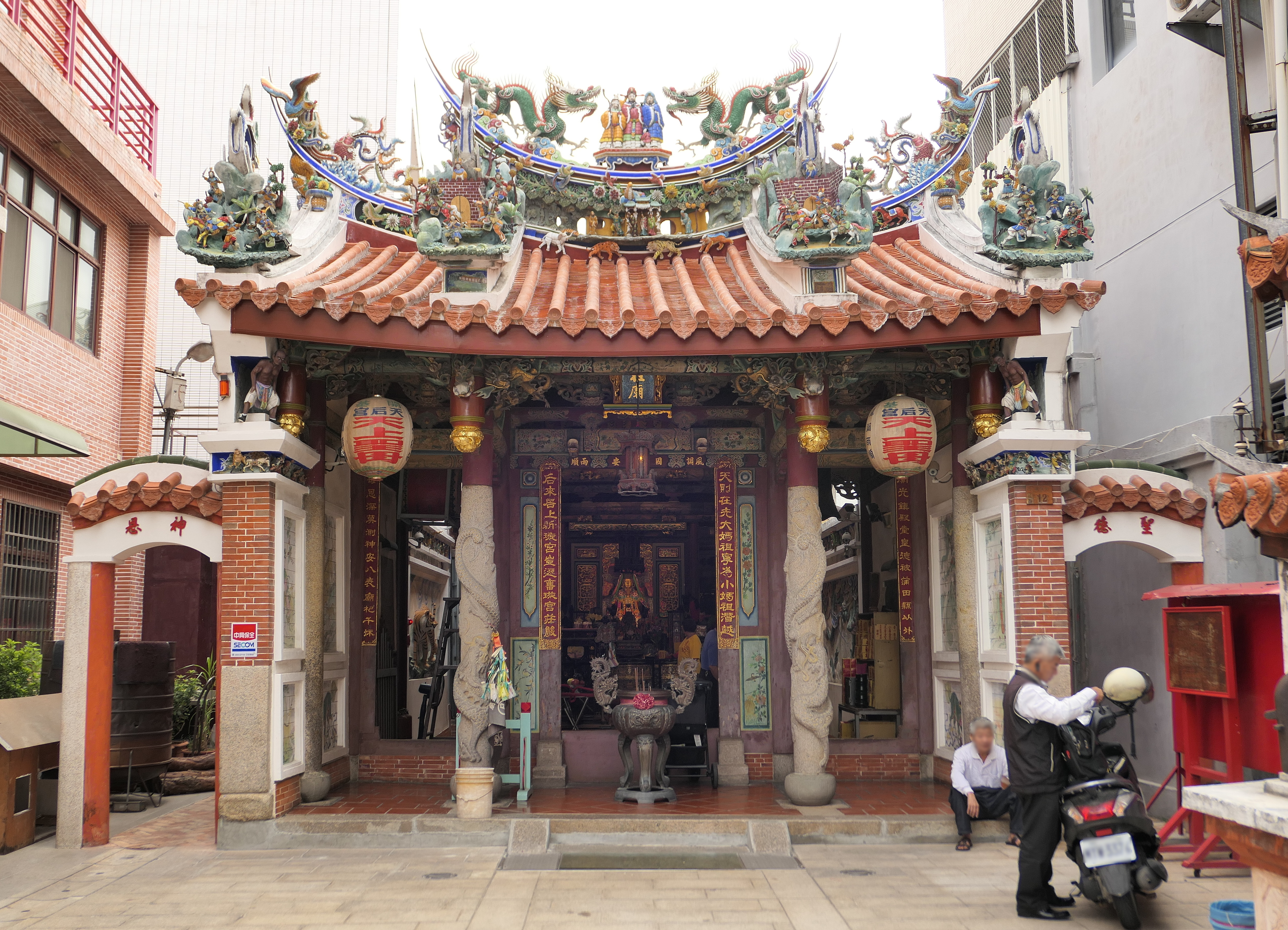
1662年建成。1926年復元。
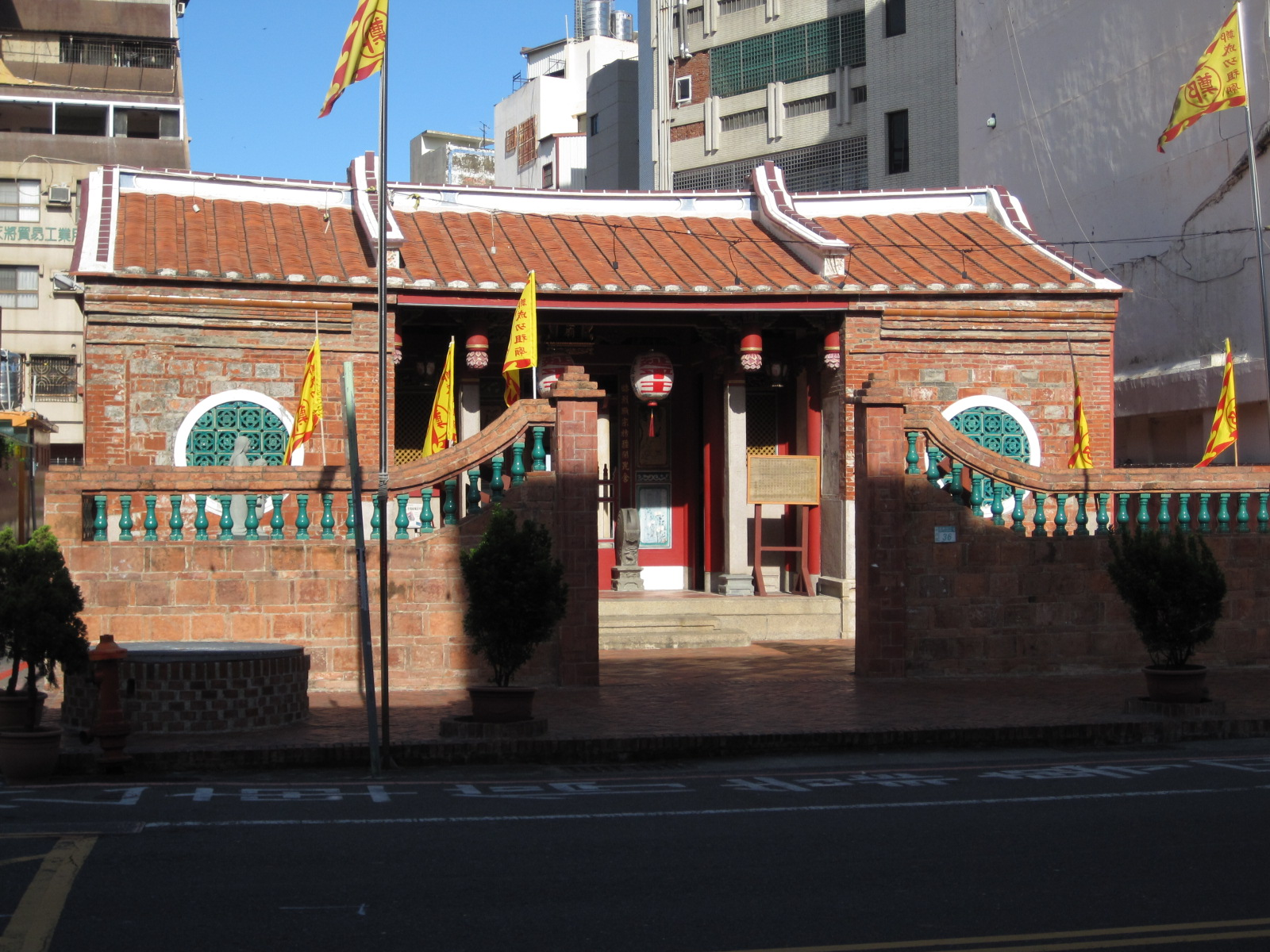
1663年建成。
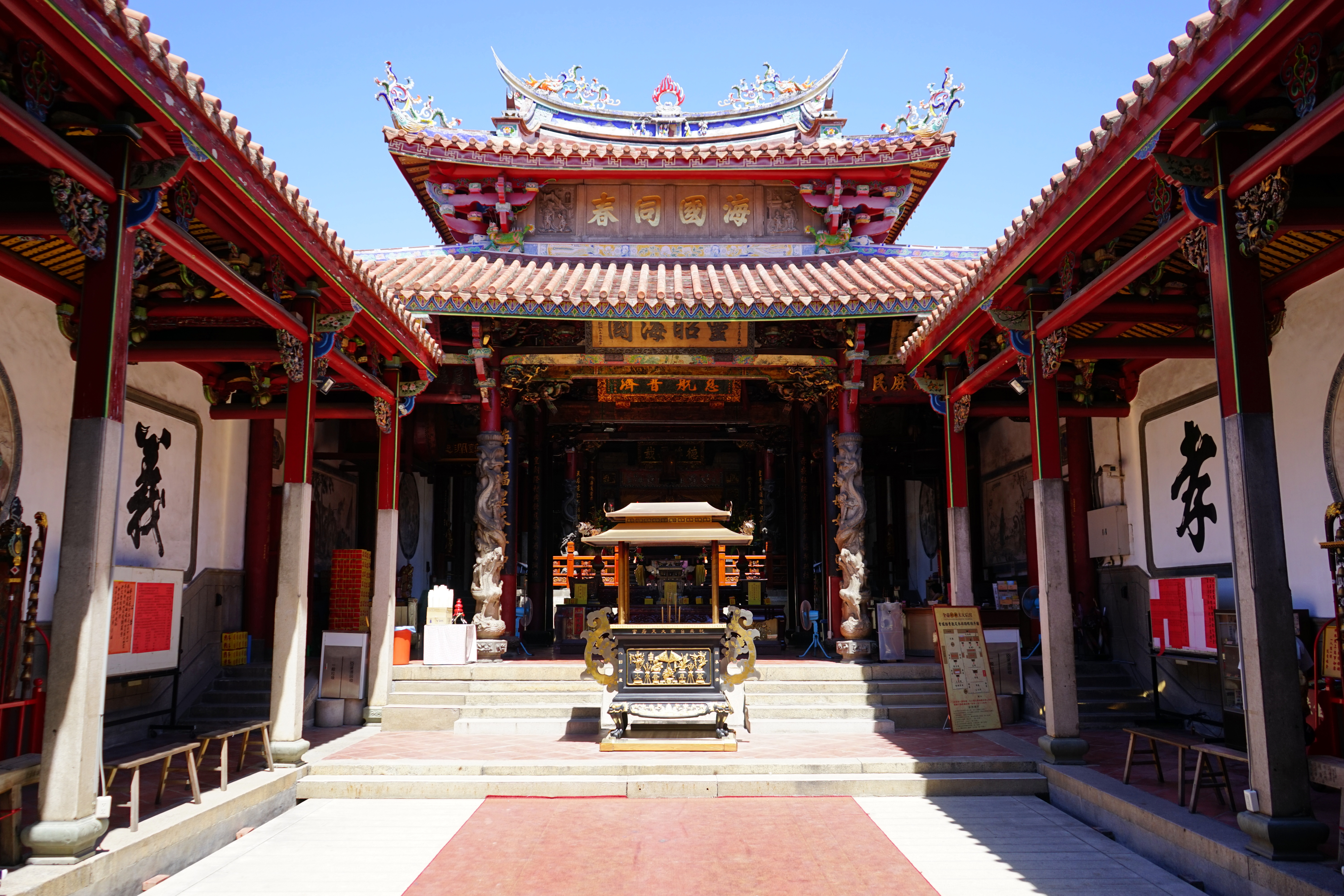
1665年建成。
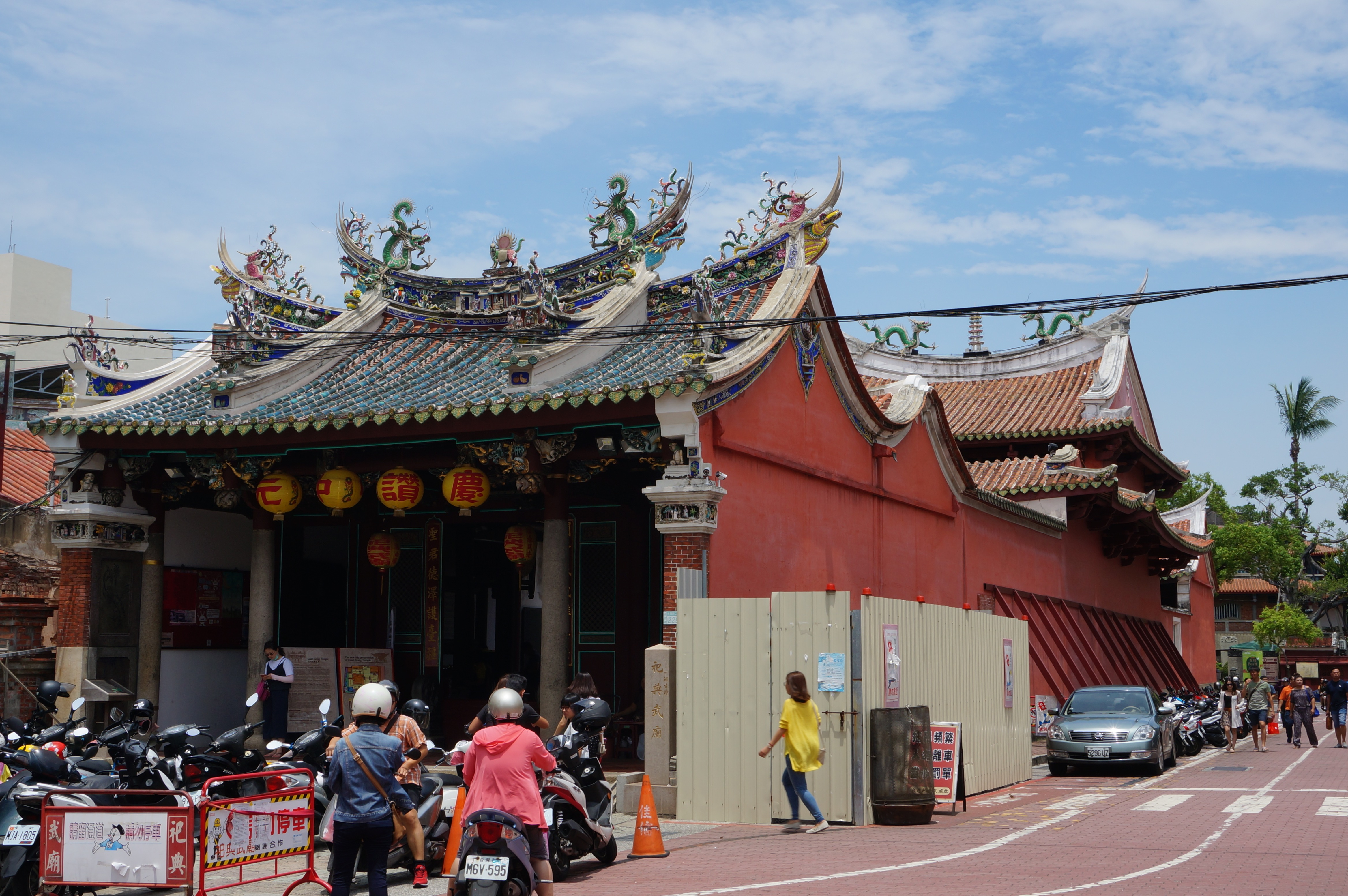
1665年建成。
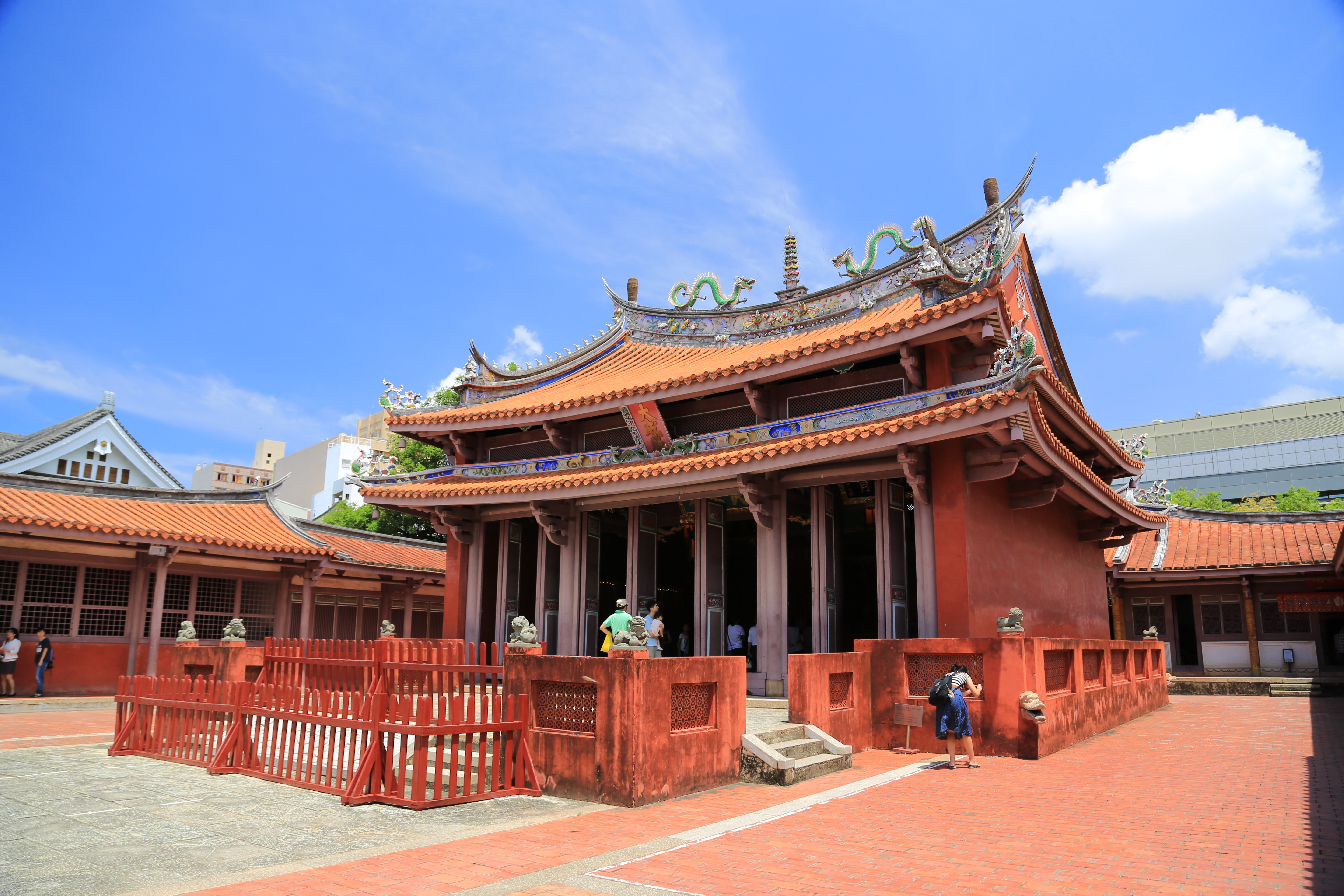
1666年建成。1751年復元。
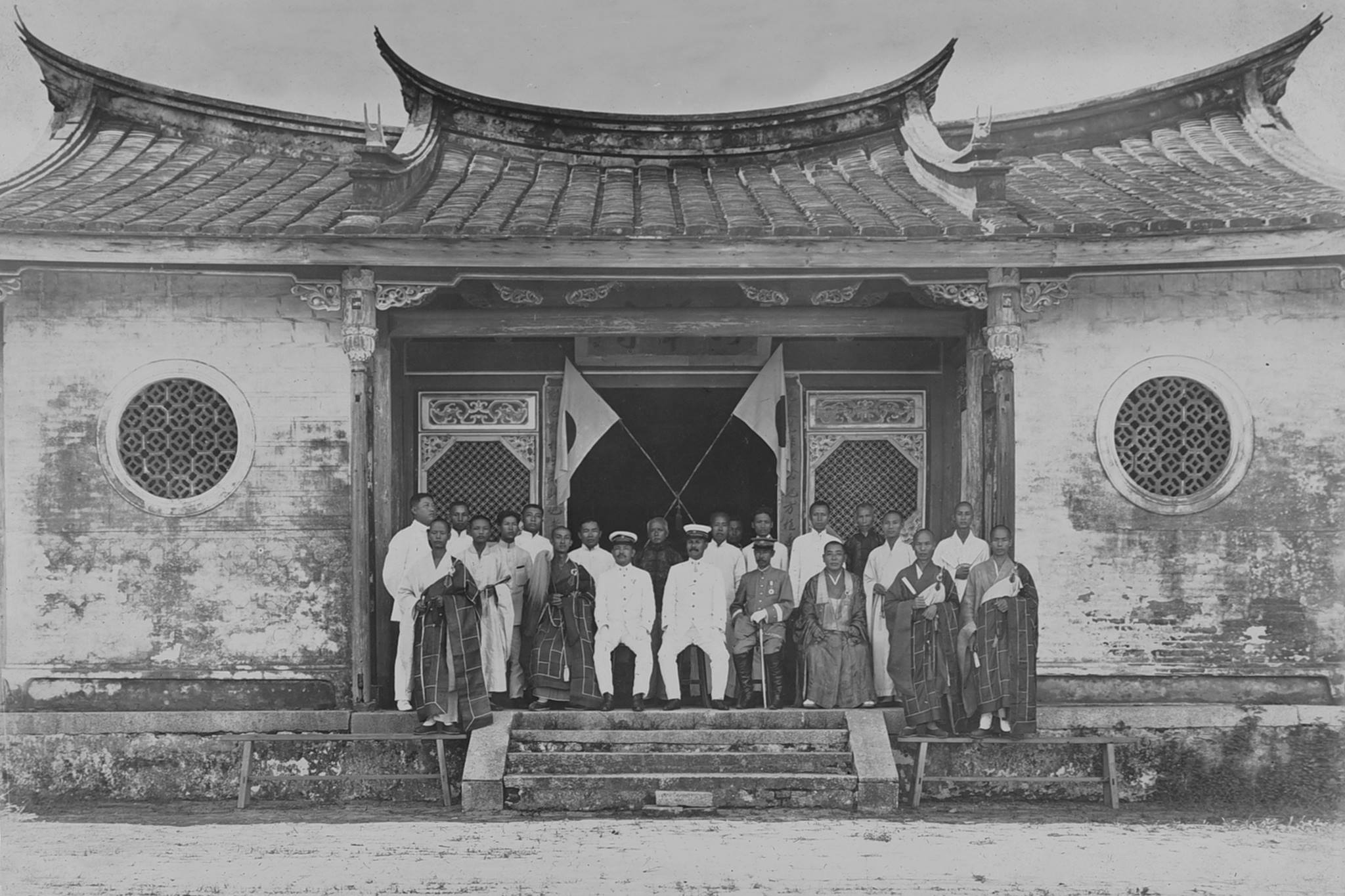
1666年建成。￥
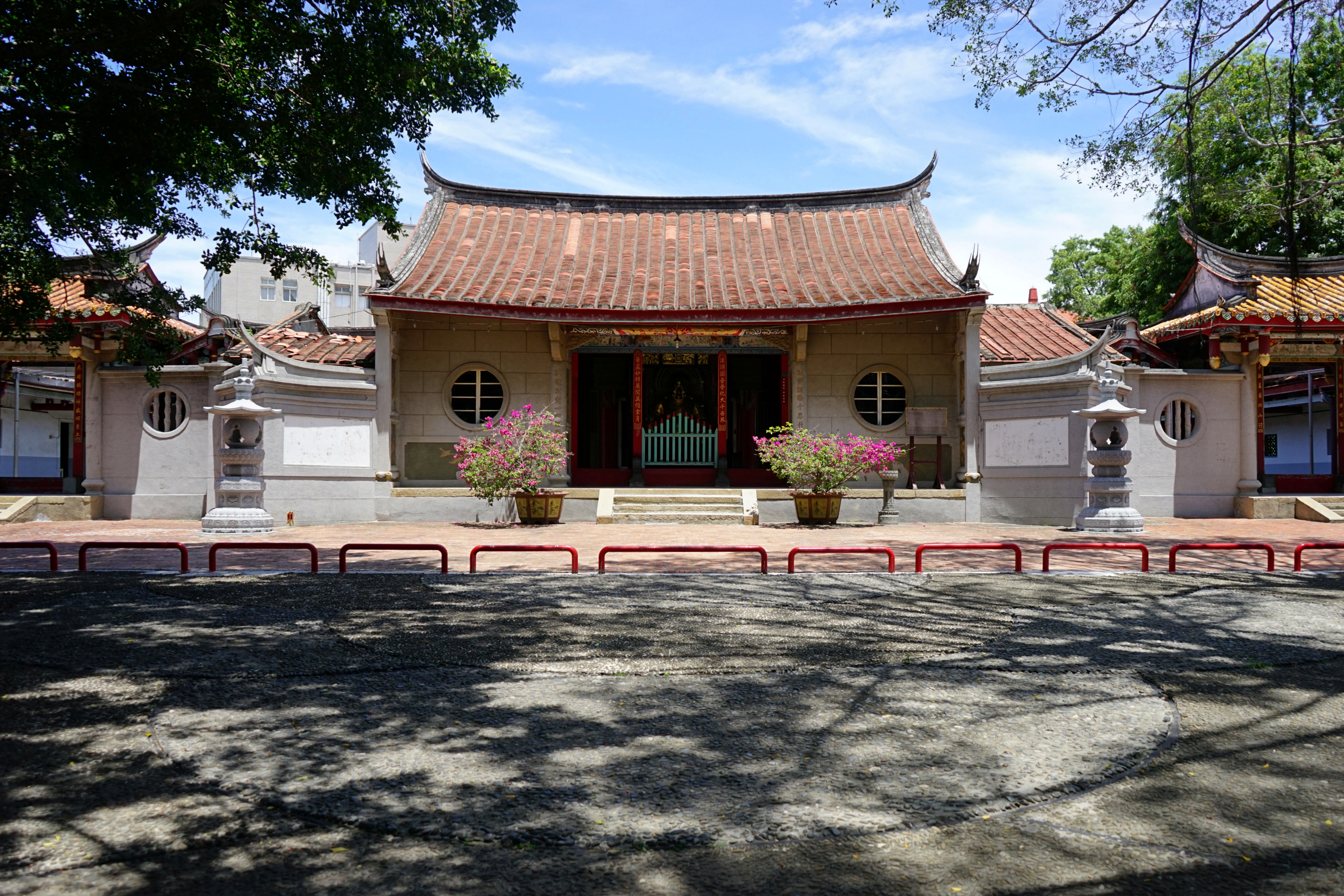
李茂春故居夢蝶園，今法華寺，現貌重建於1959年
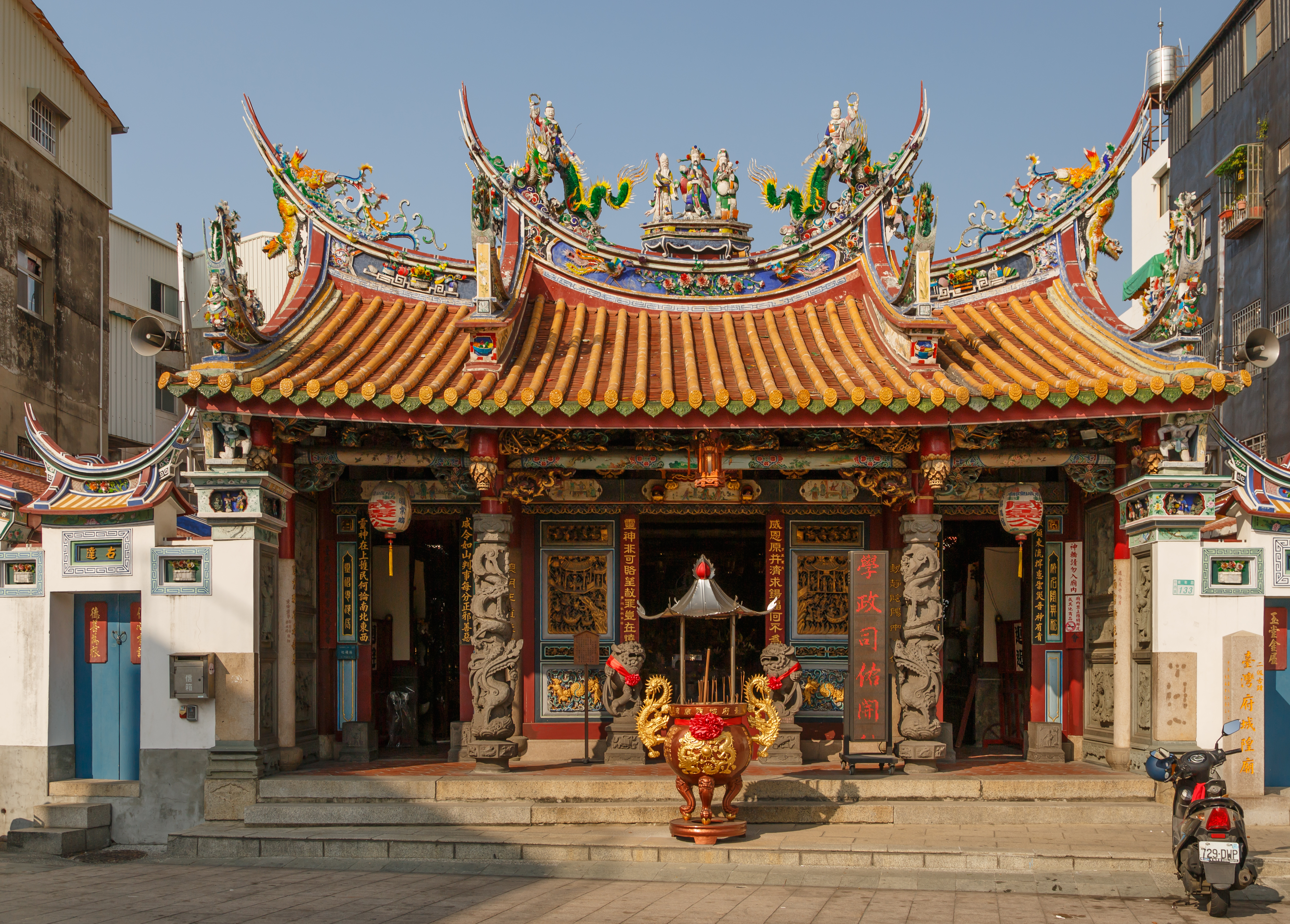
1669年建成。
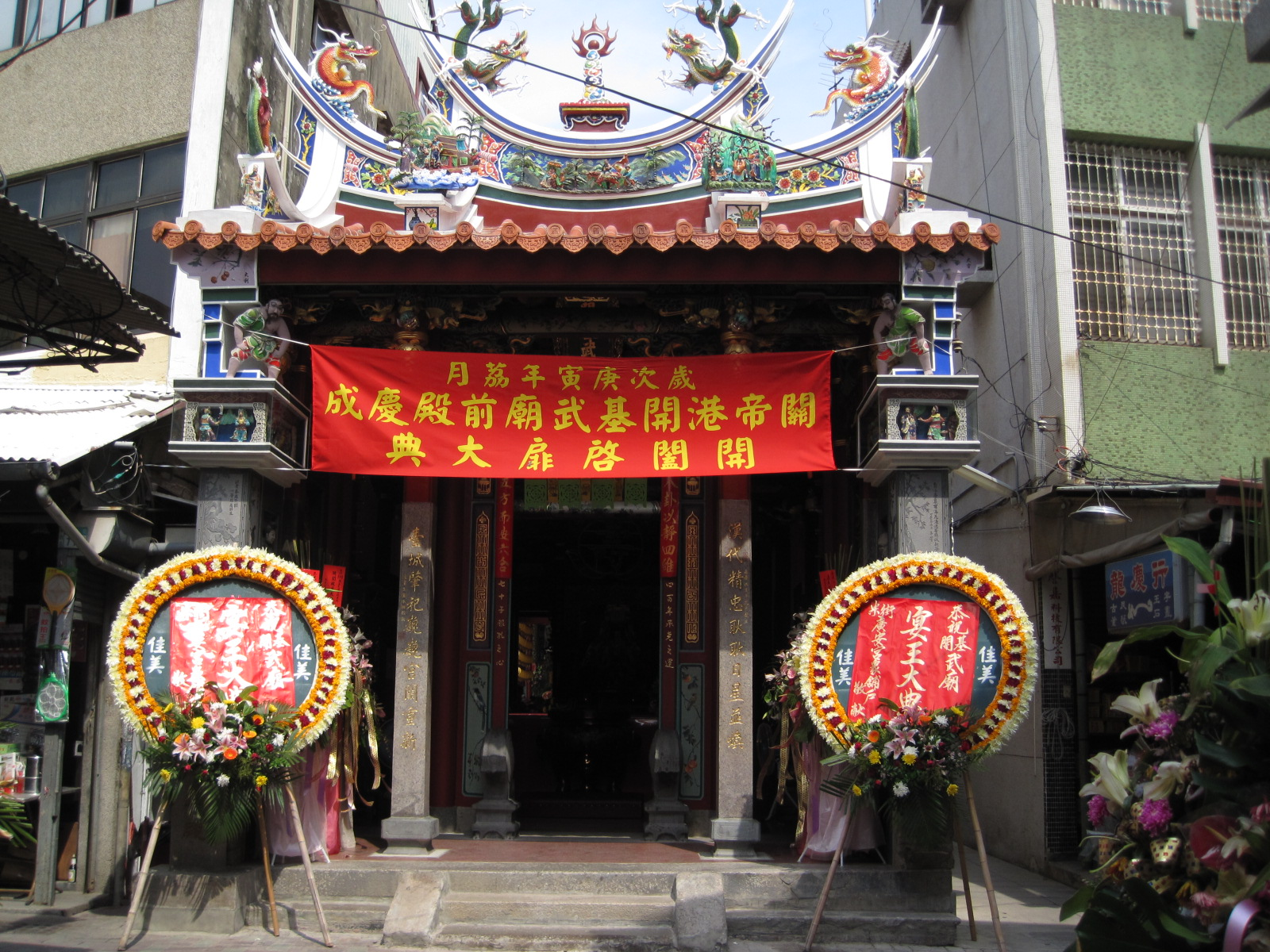
1669年建成。第二次世界大戦後復元。
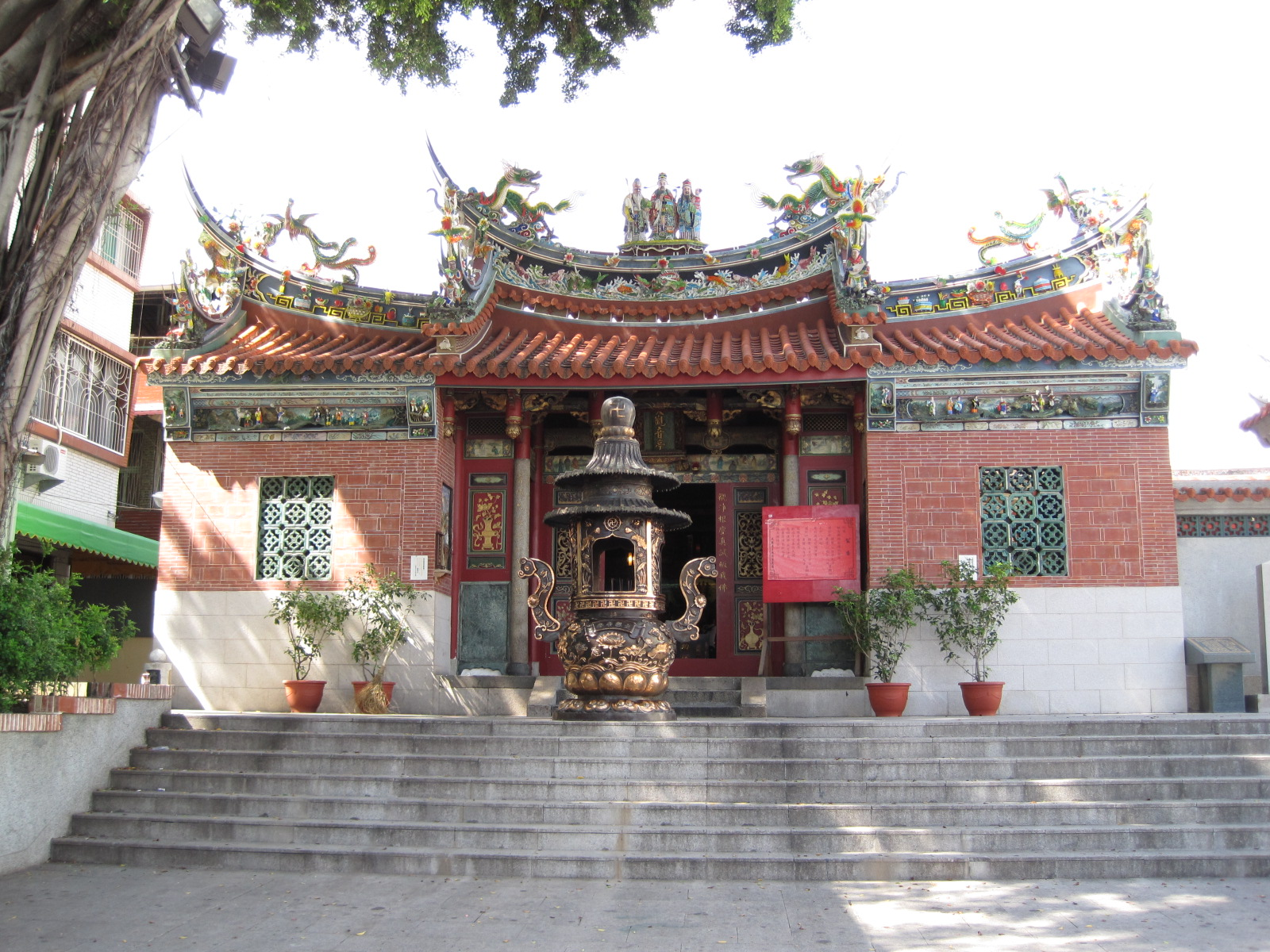
1678年建成。
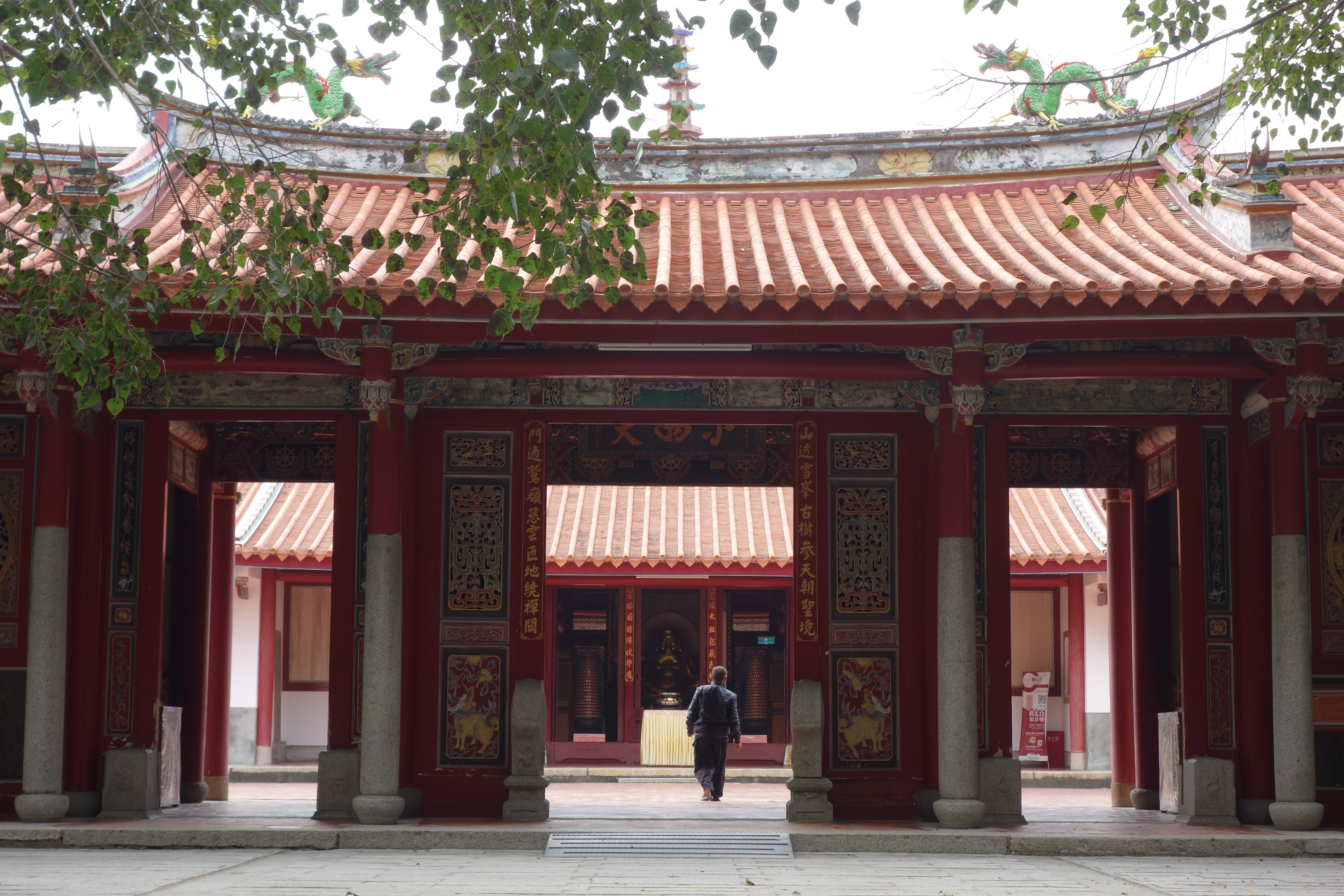
1680年建成。
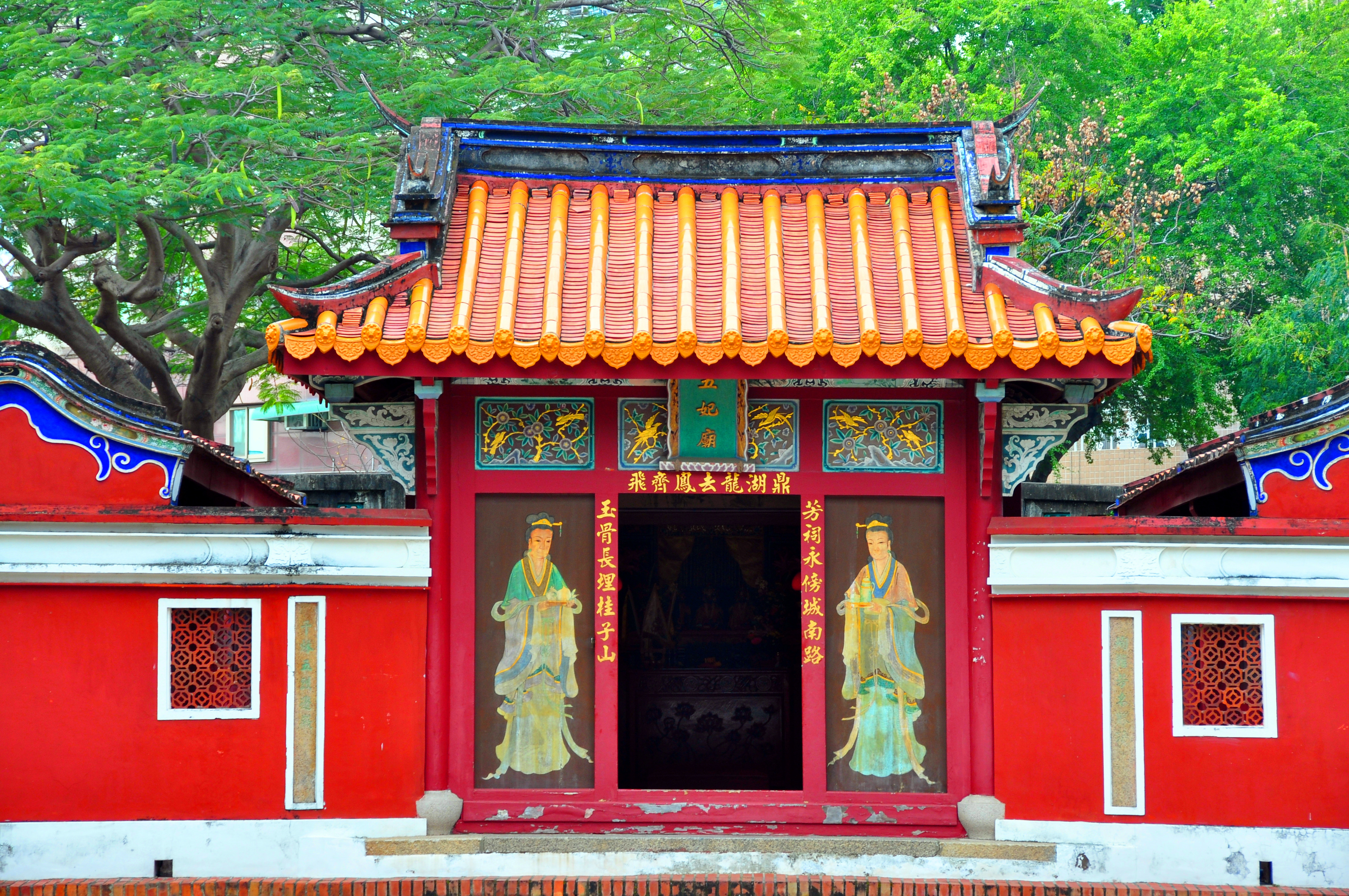
1683年建成。1746年増築完了。
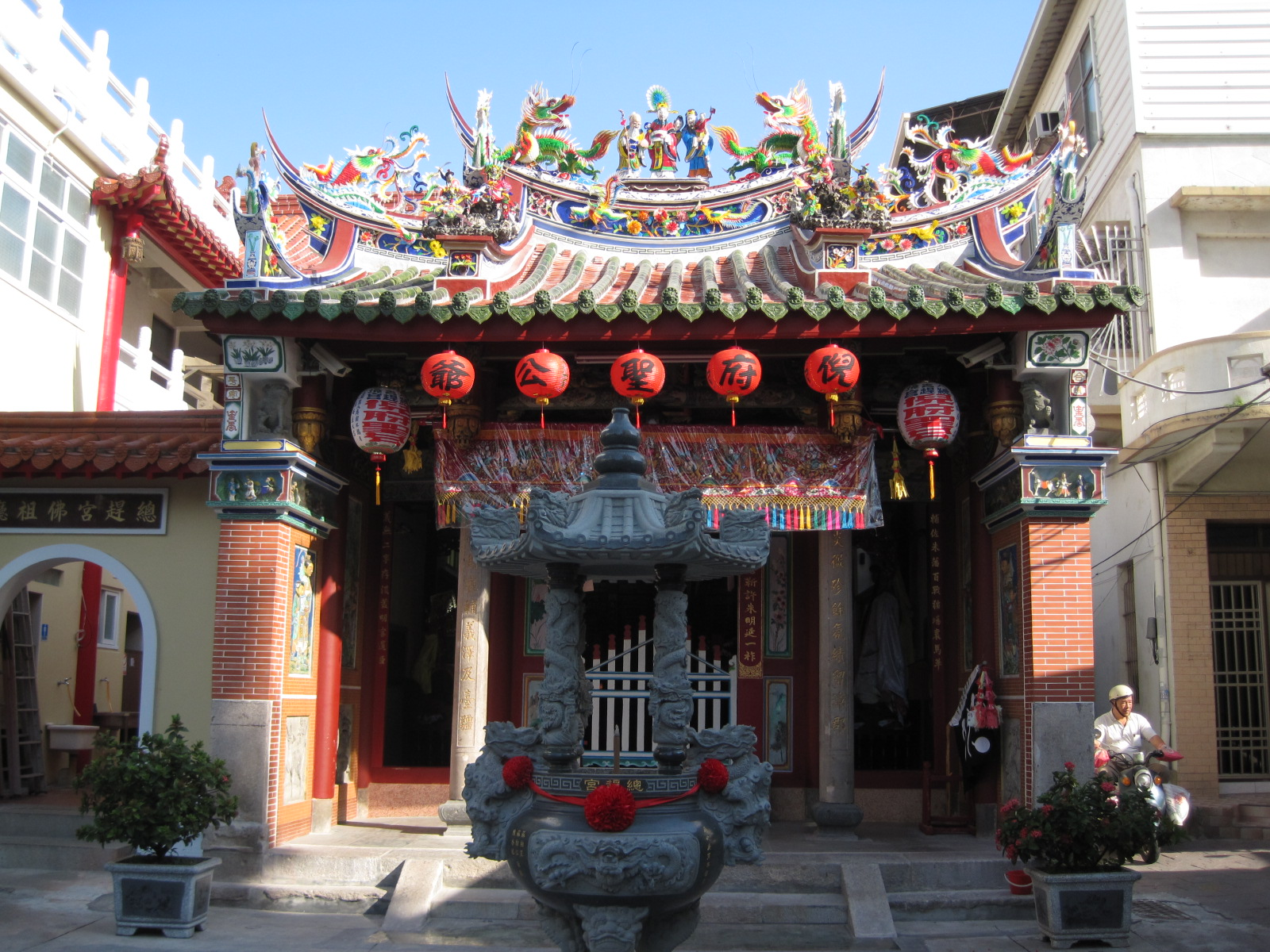
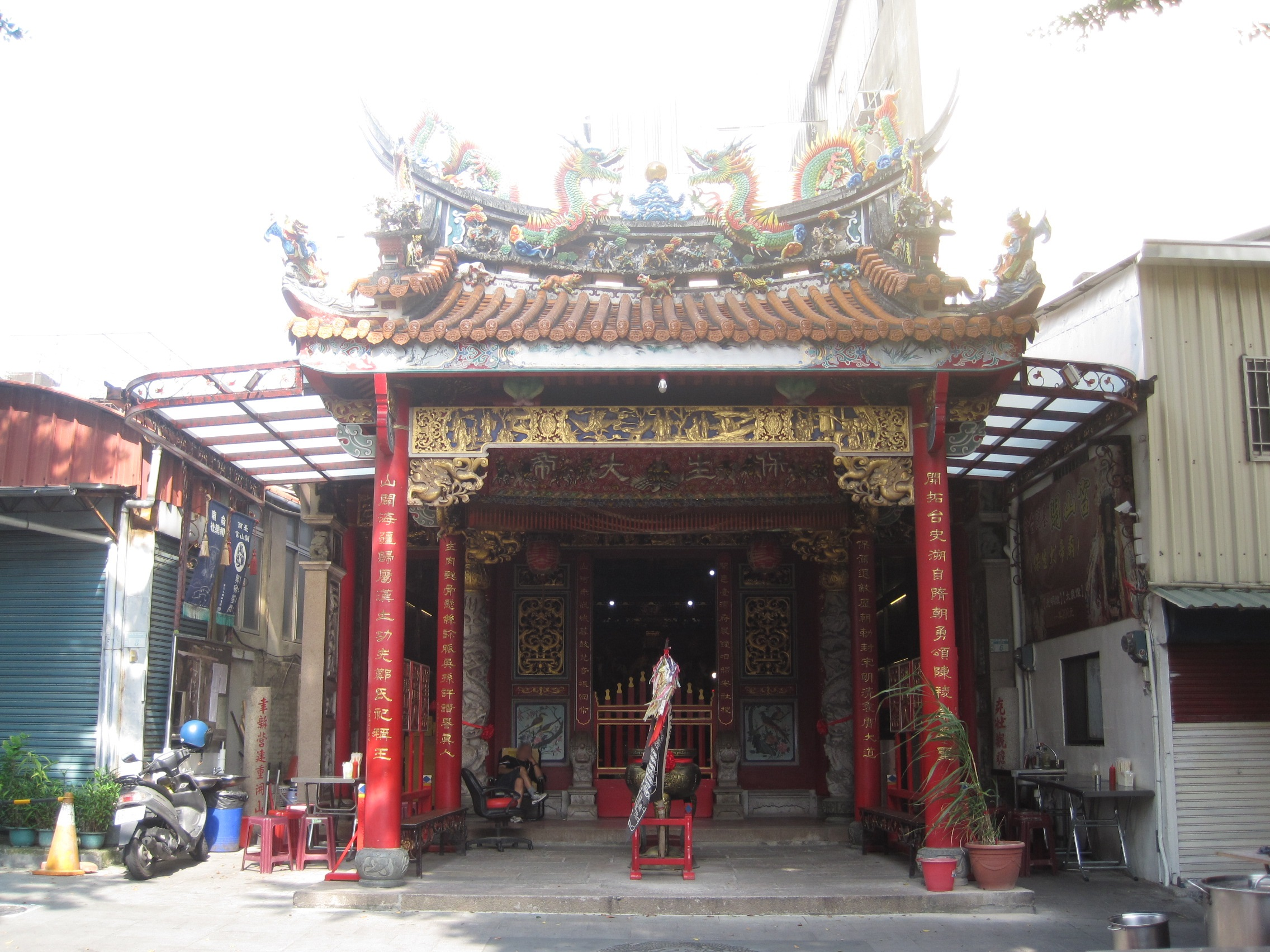
1996年復元。

## 清朝統治時代

### 漢民族の建築

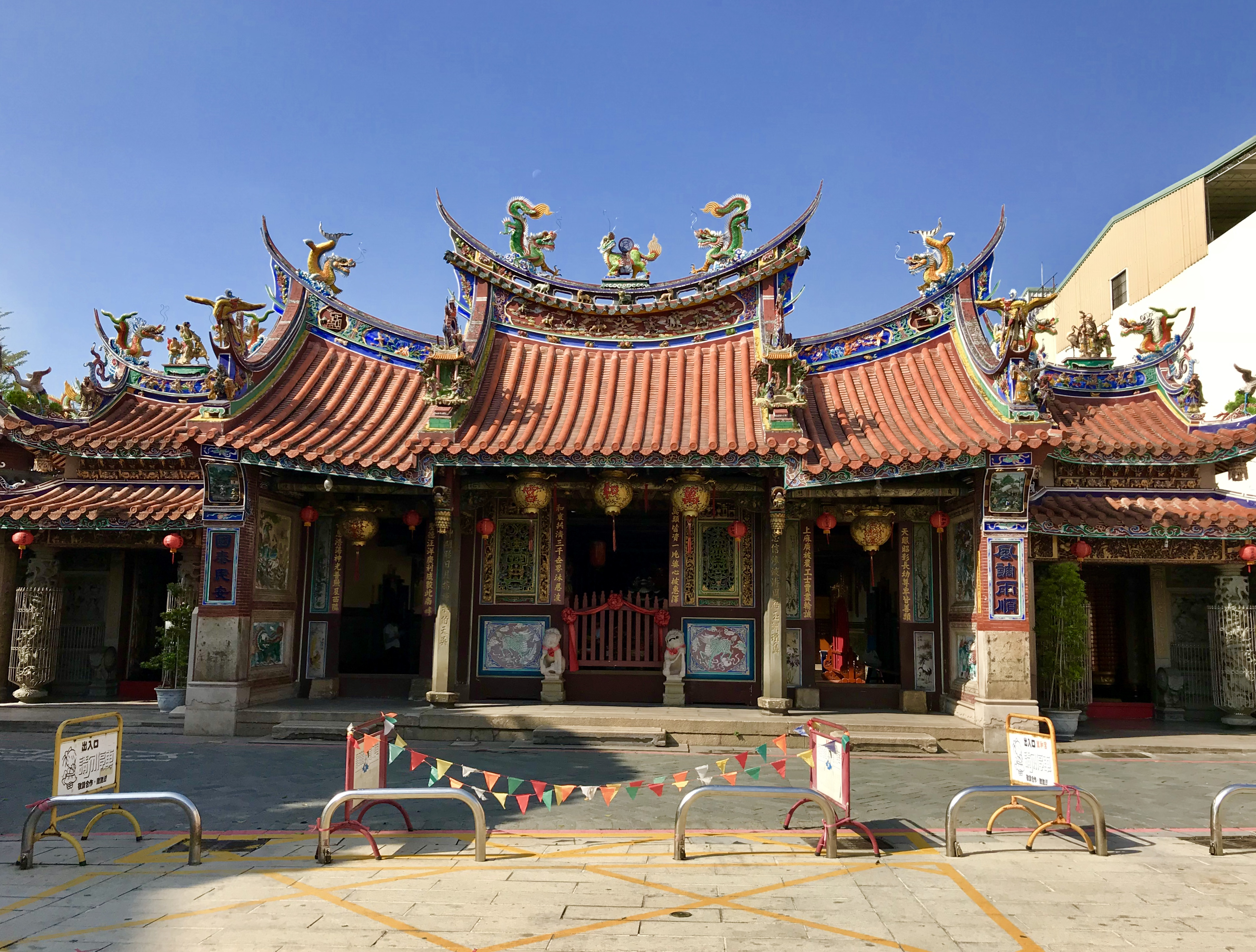
1727年建成。日本統治時代修復。
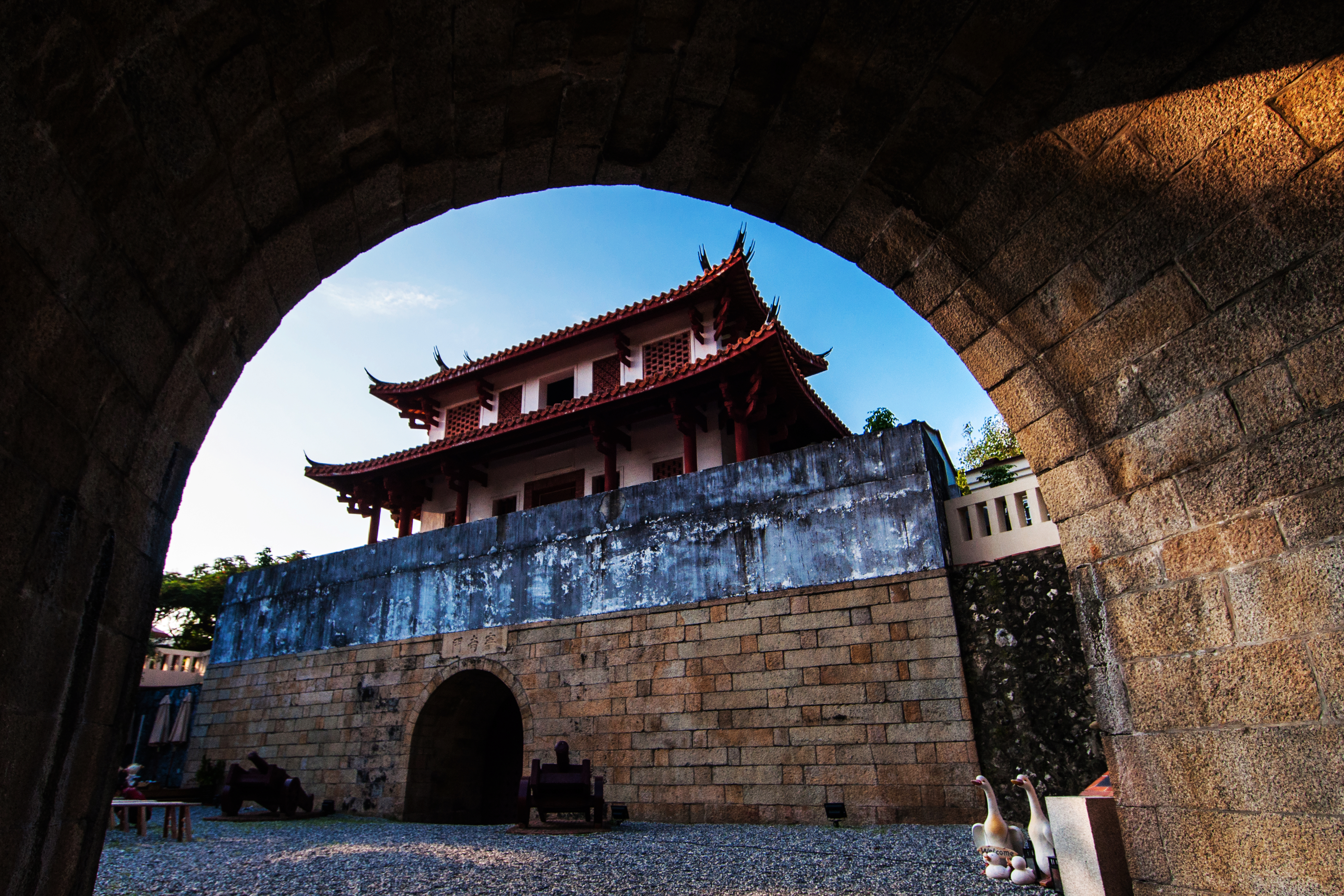
1736年建成。
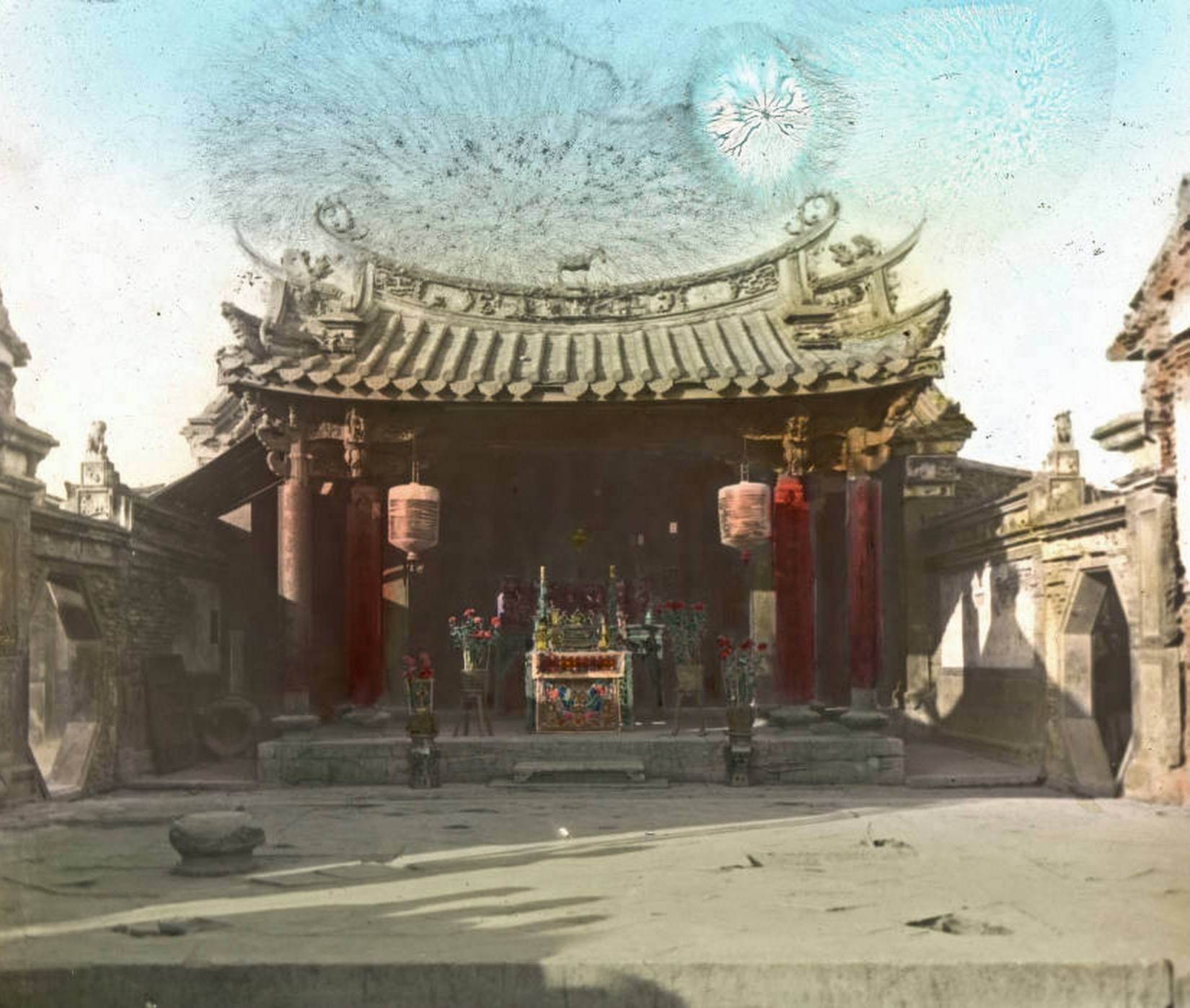
約1773年建成
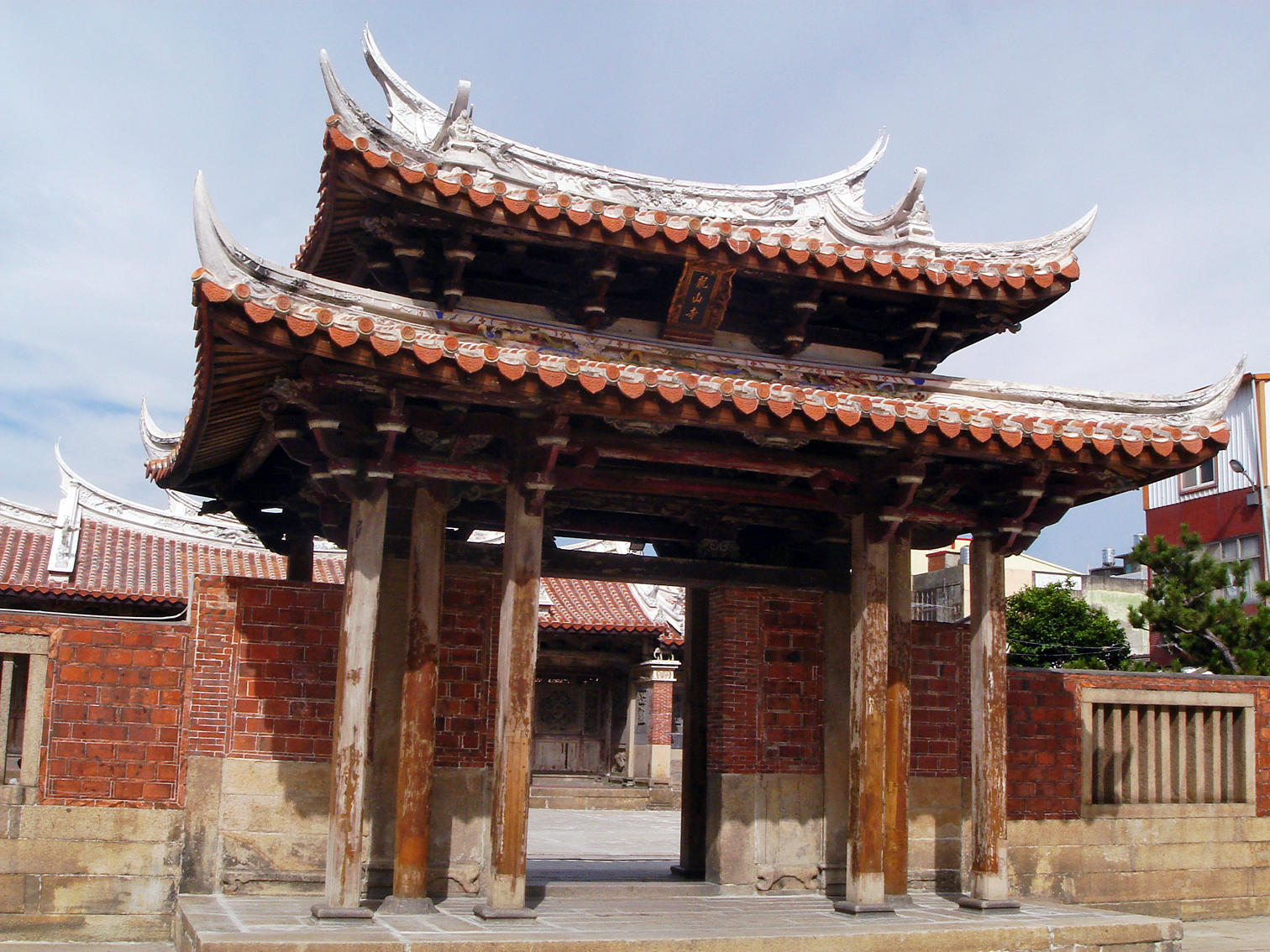
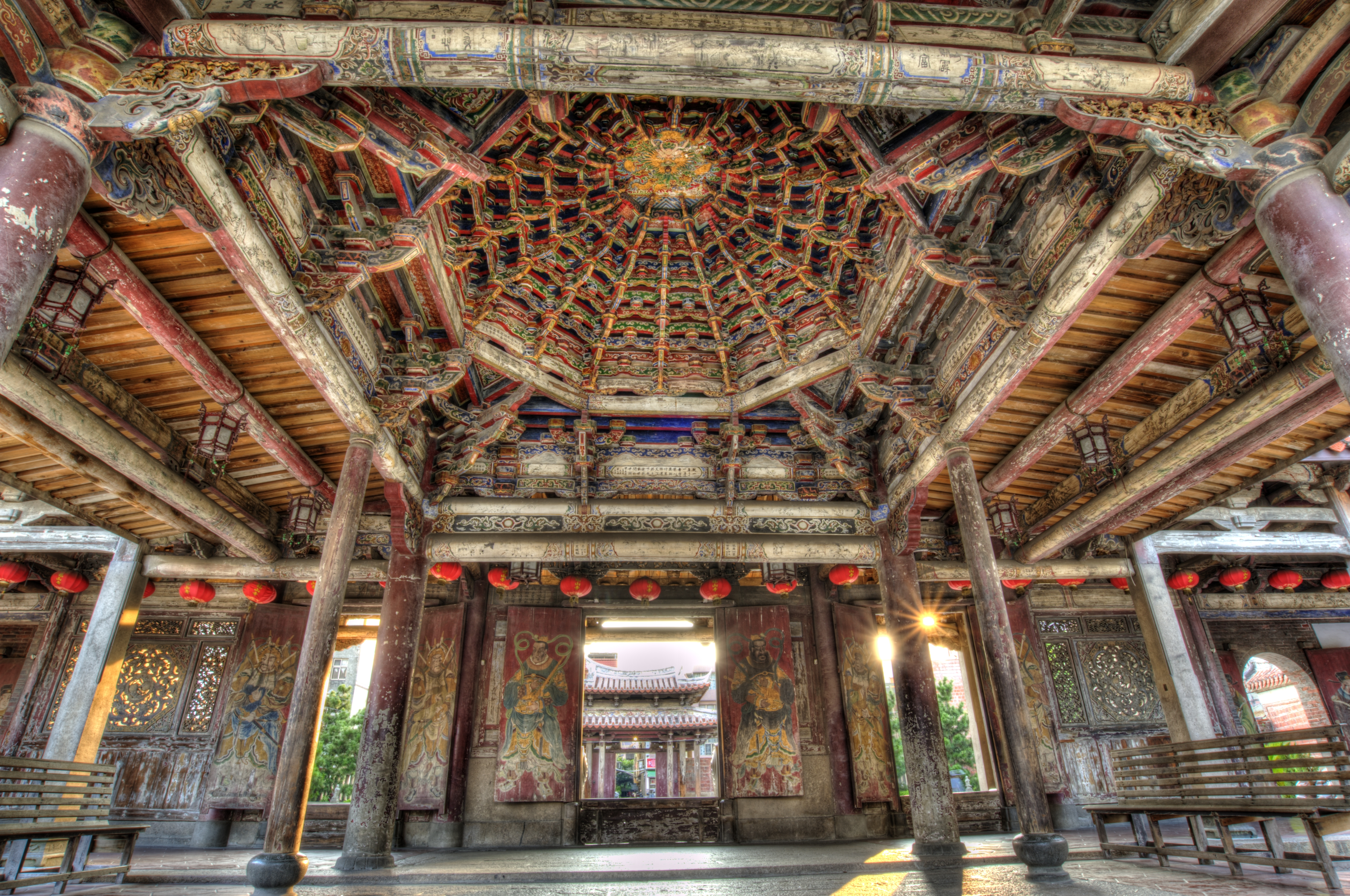
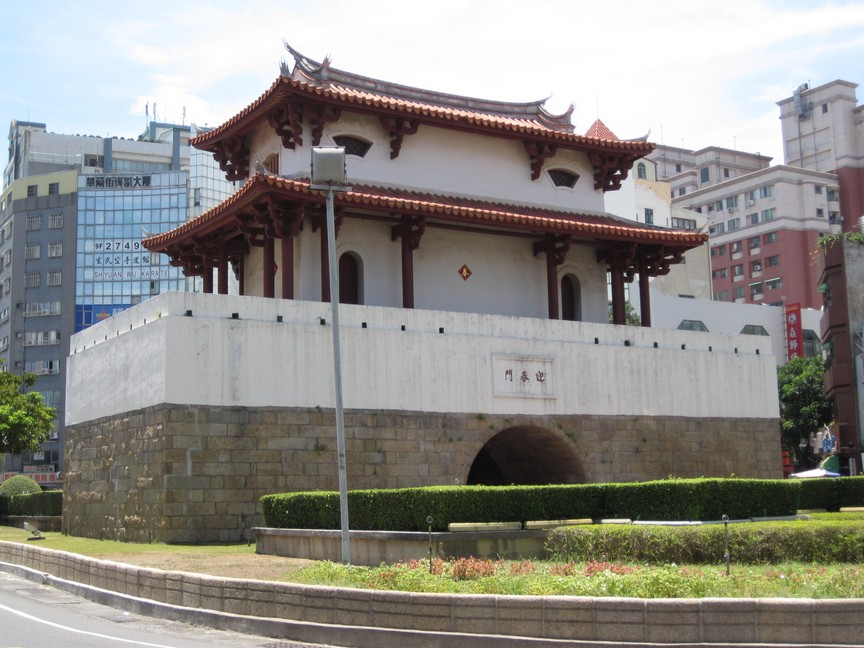
1788年建成
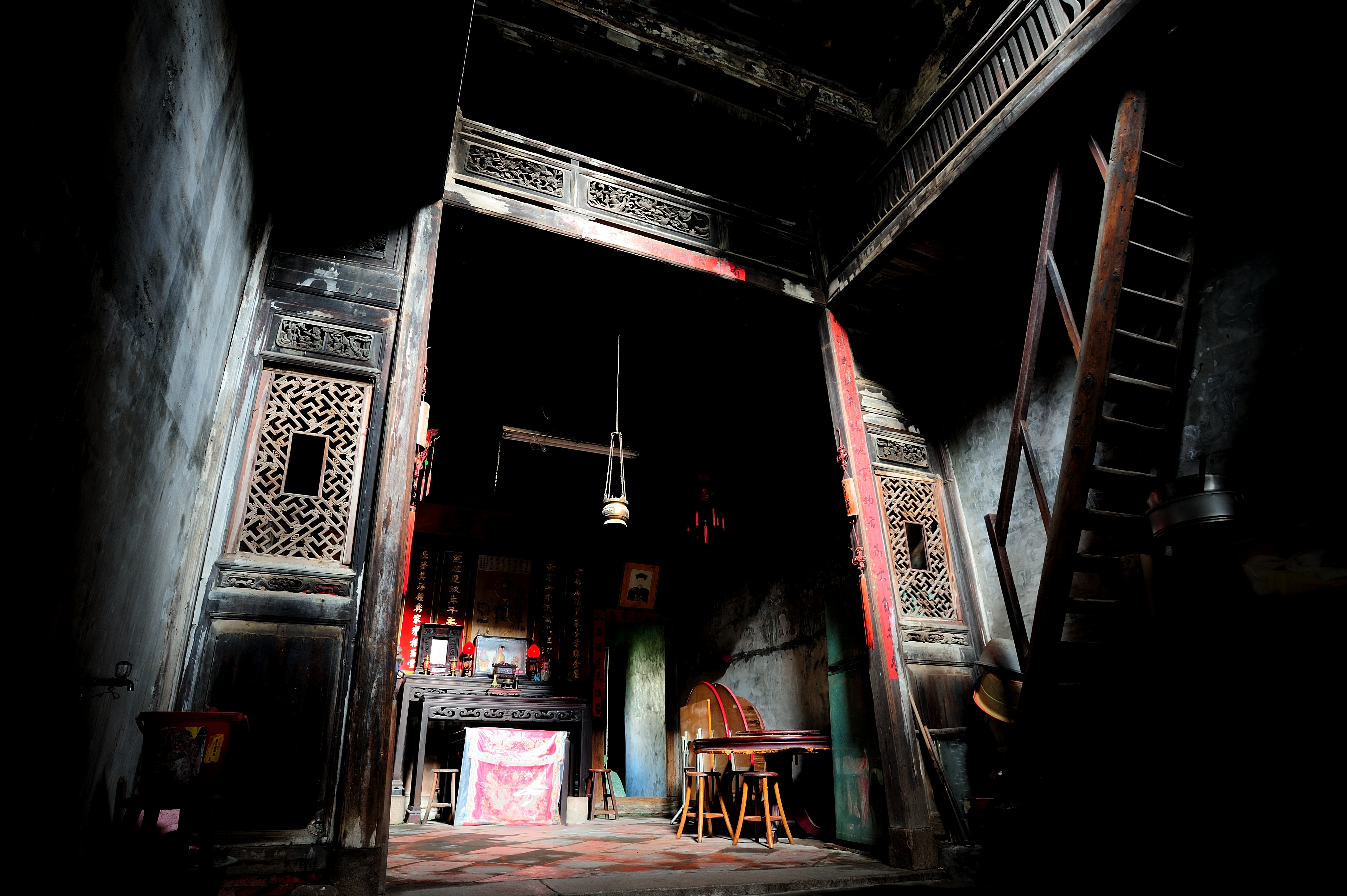
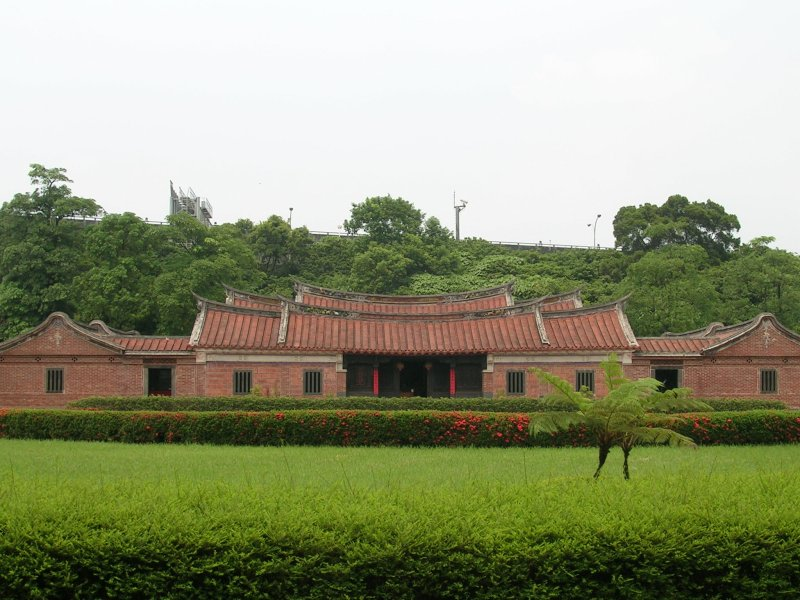
1822年建成
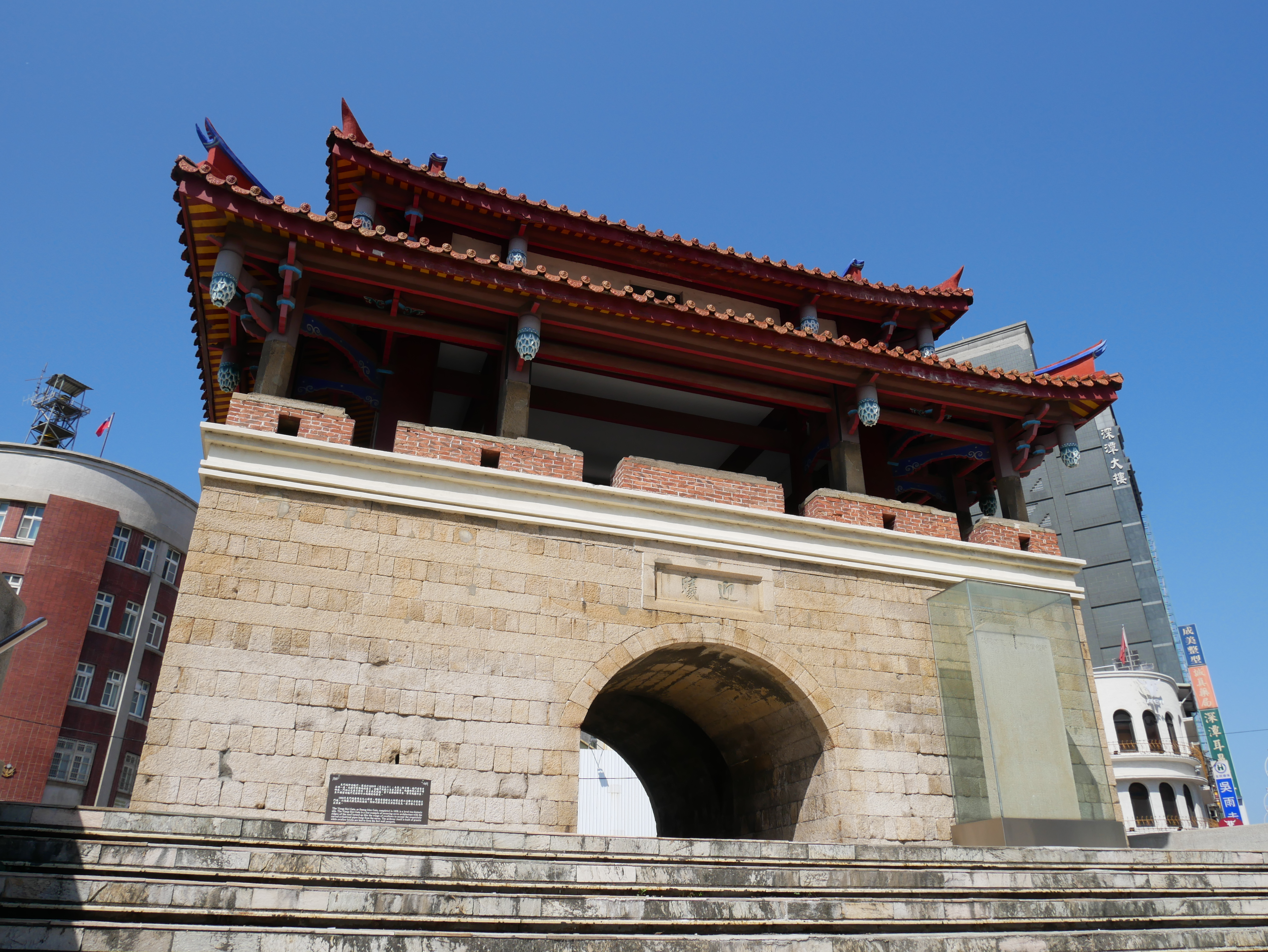
1829年建成
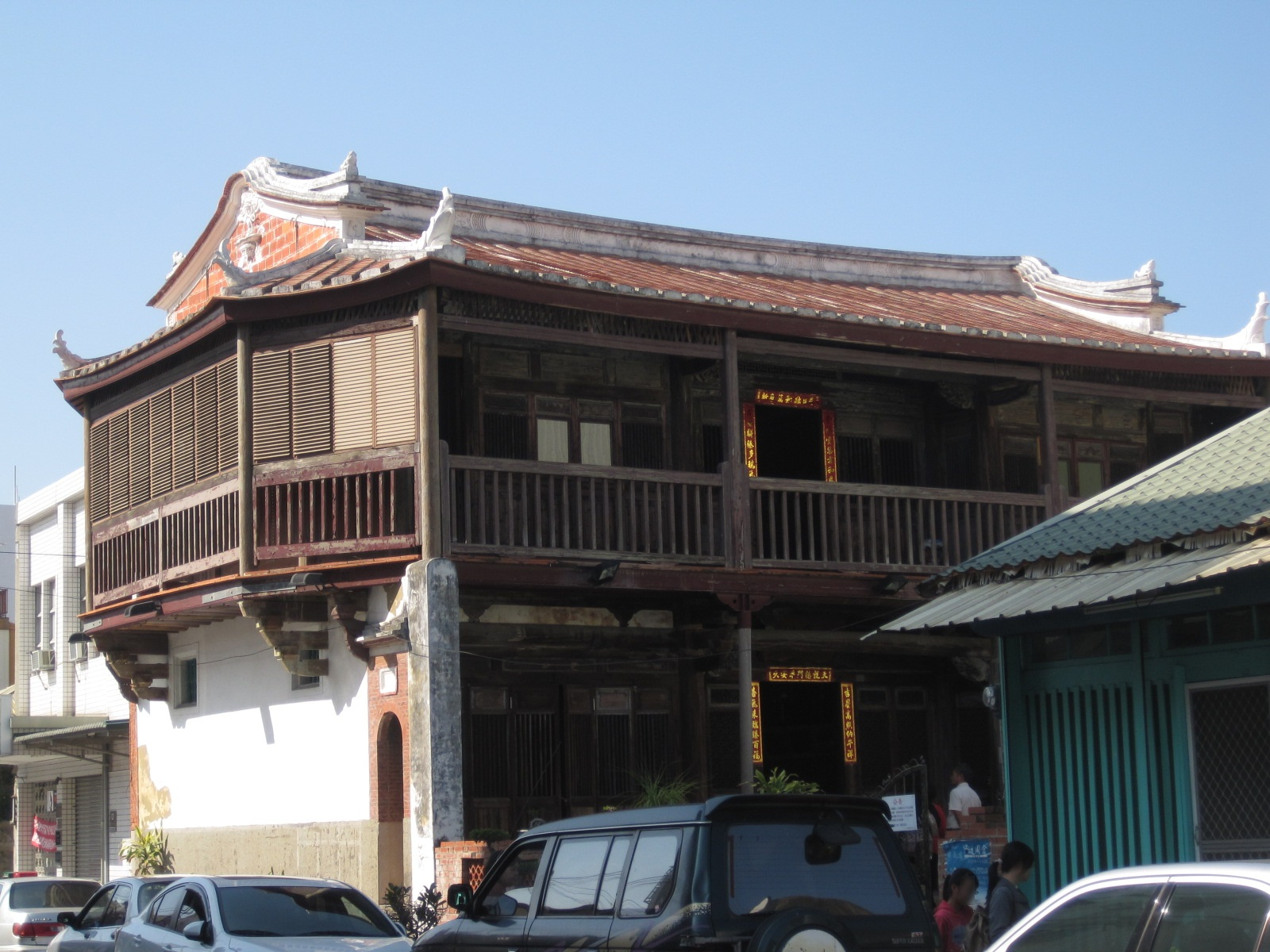
1847年建成
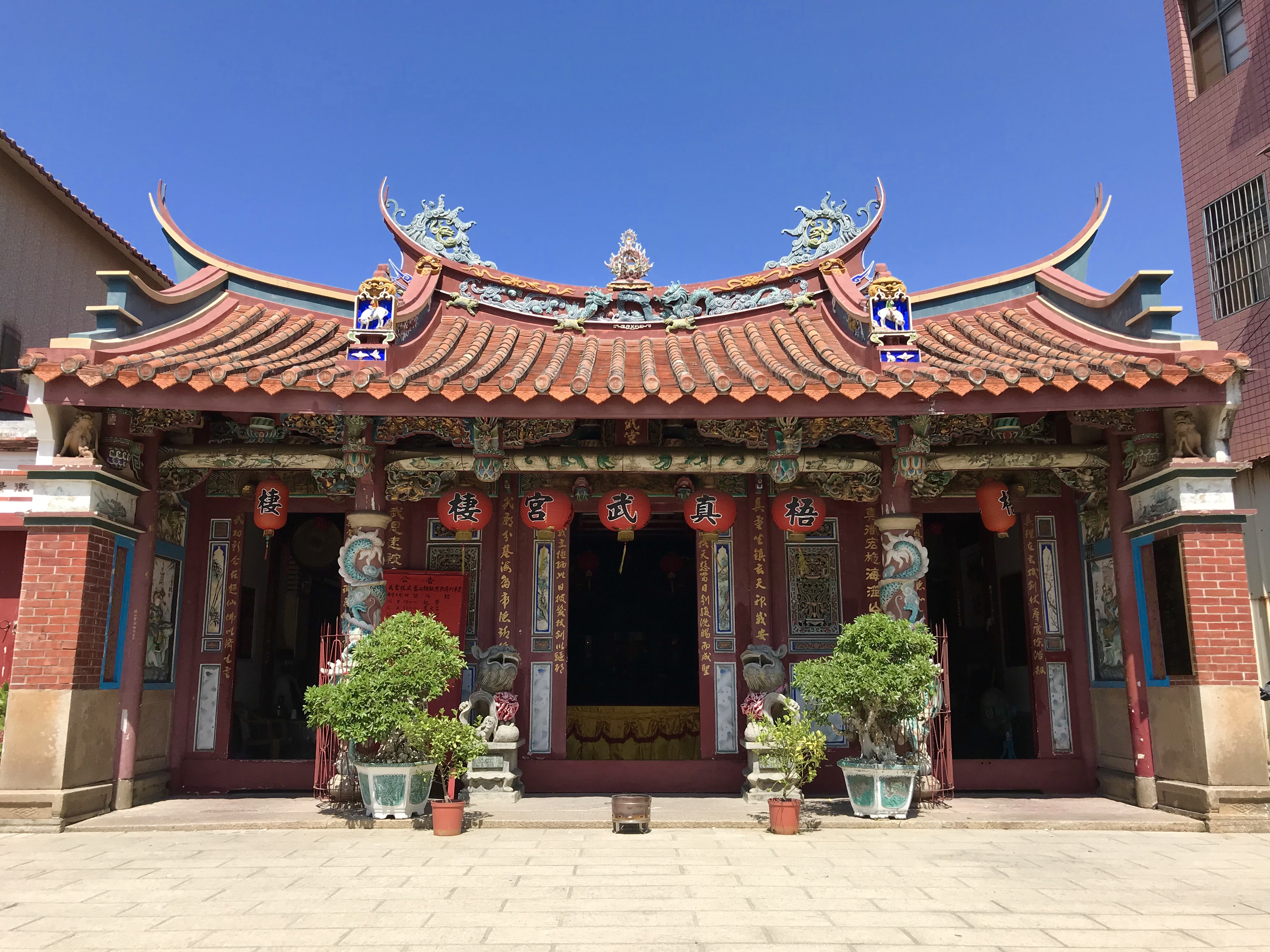
1849年建成。1953年修復
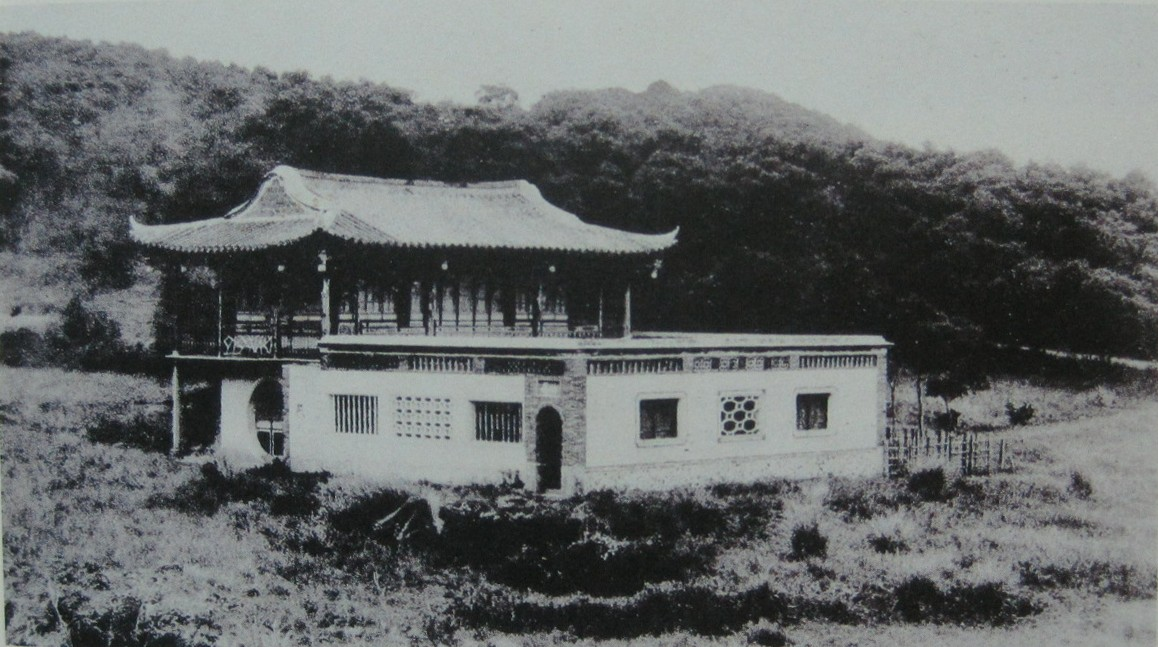
1864年建成
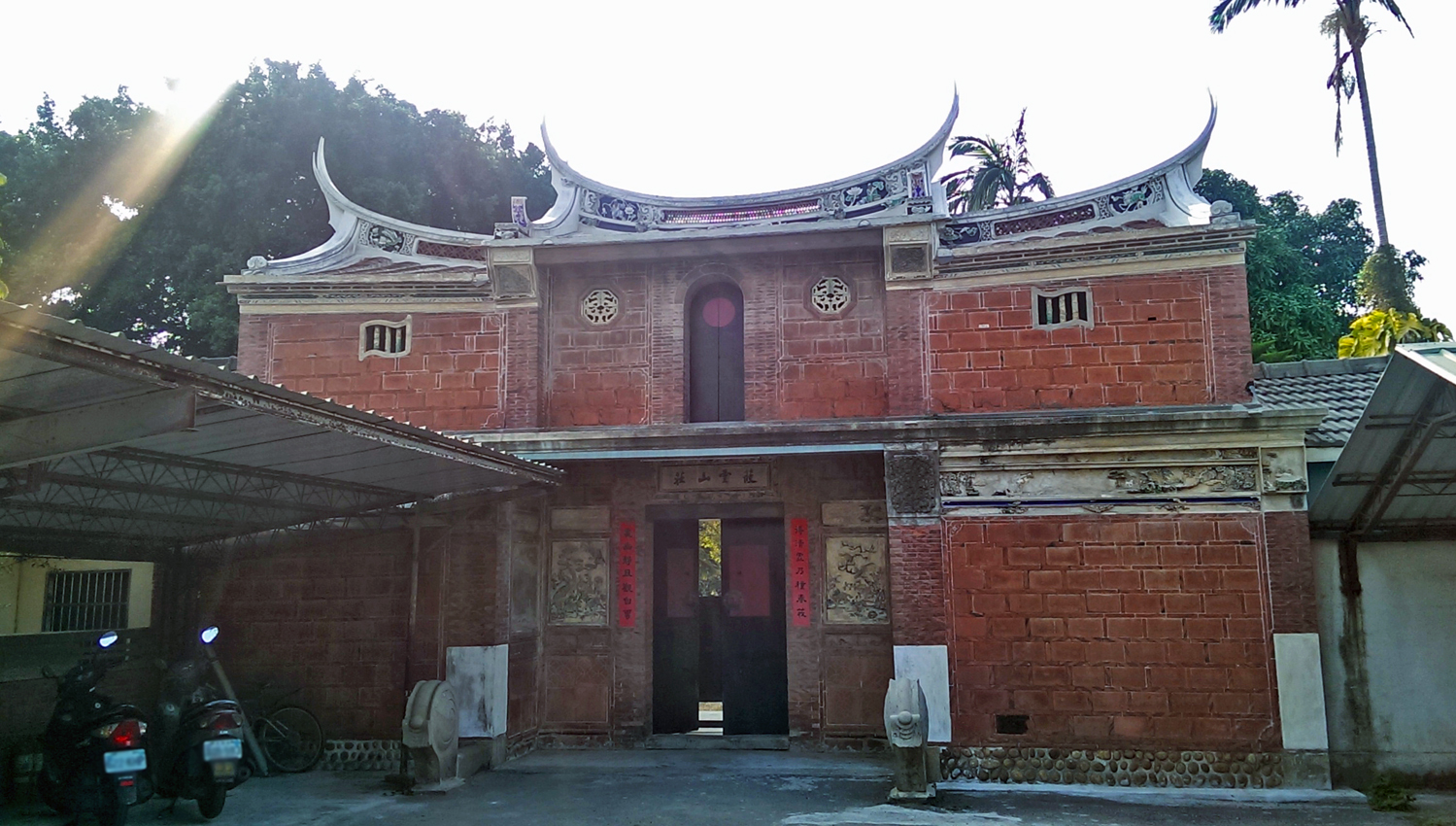
筱雲山莊門樓（1866年）
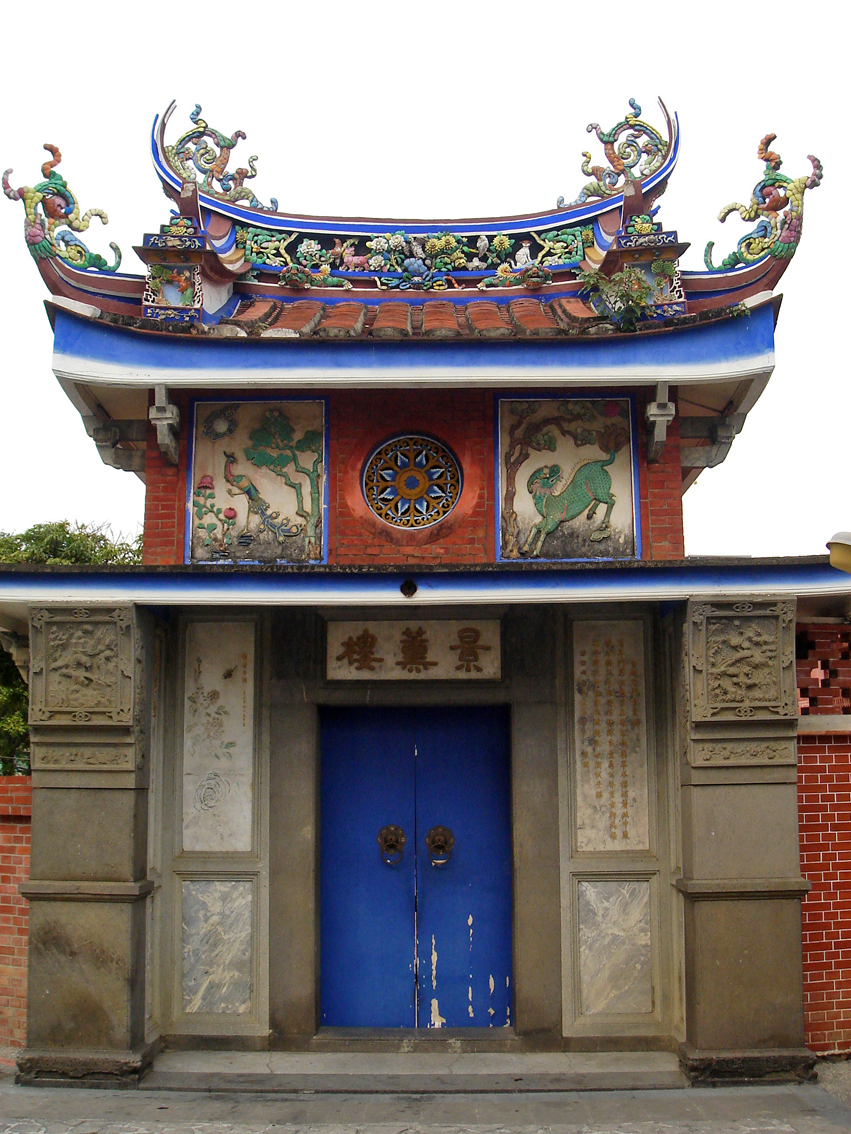
1867年建成
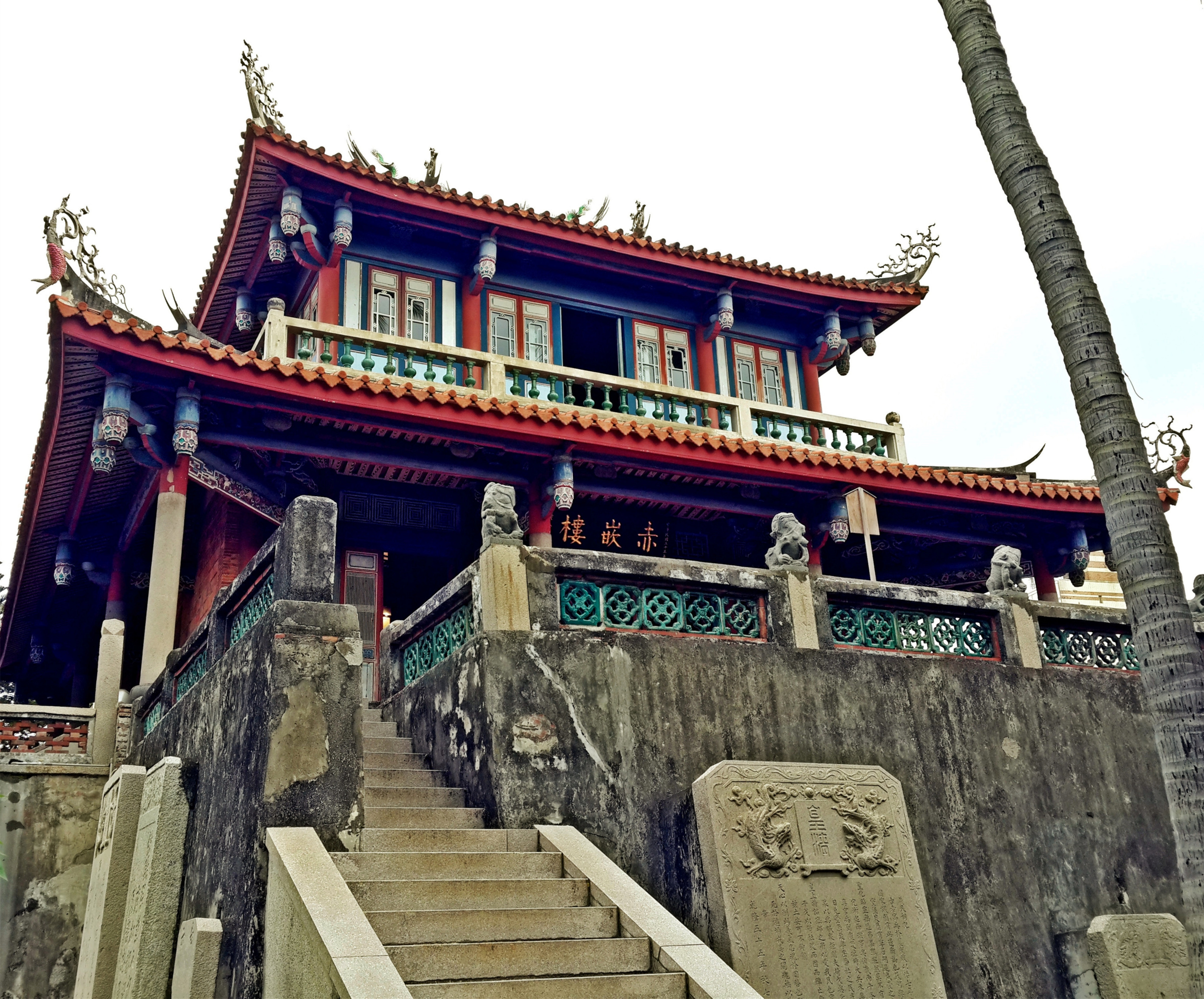
1886年建成
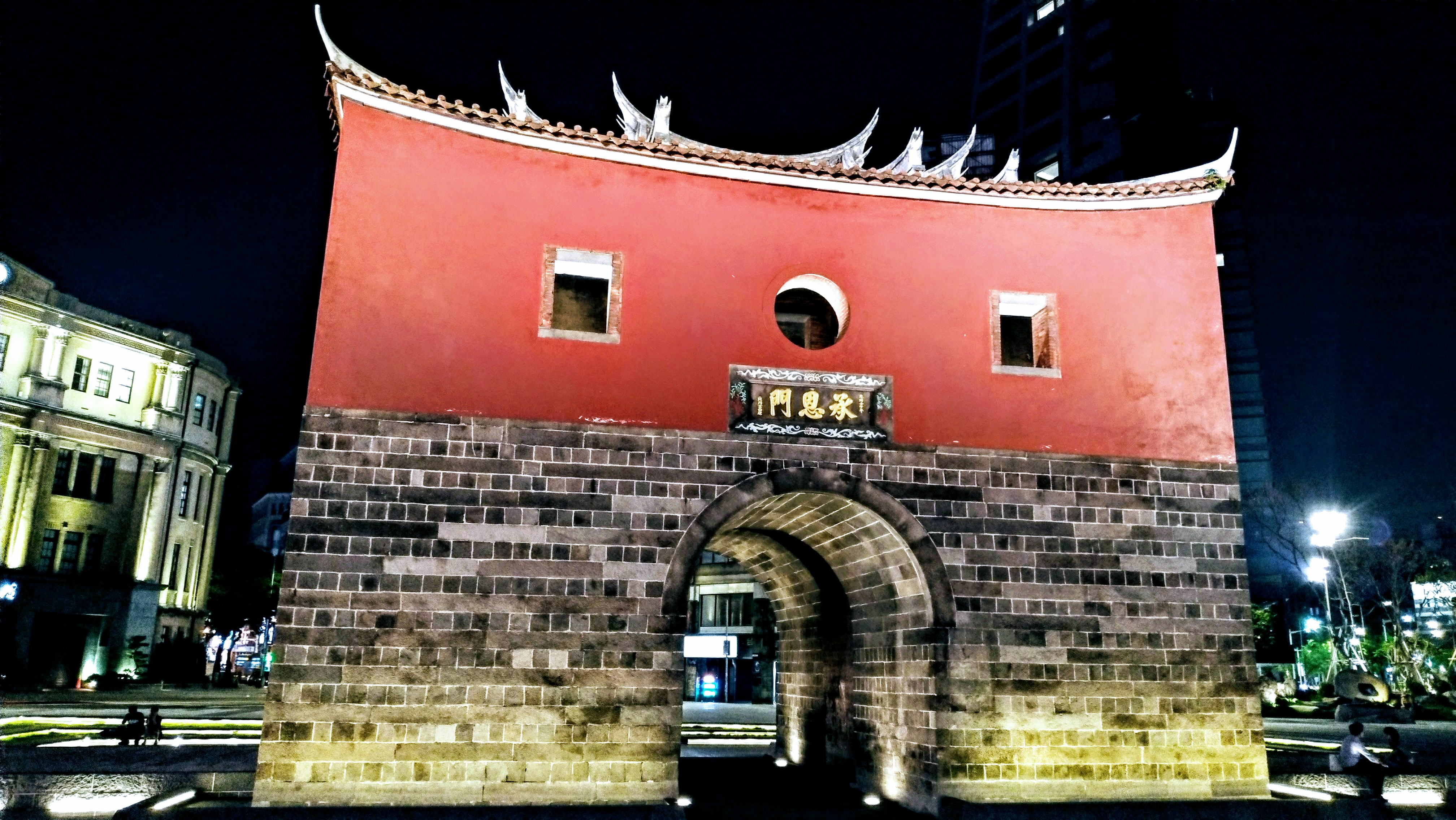
1884年建成
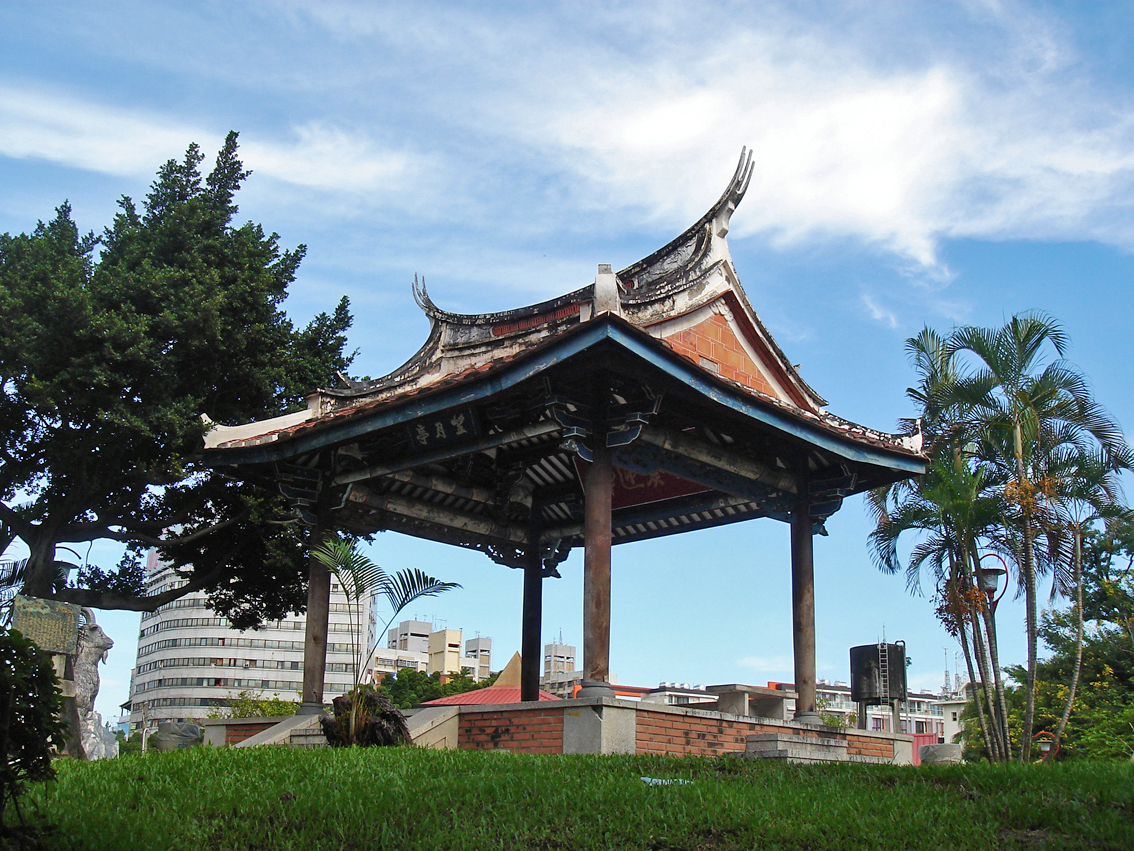
1889年建成
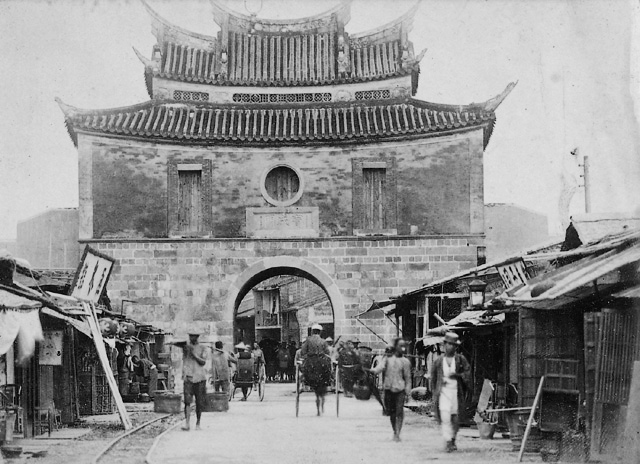
1884年建成
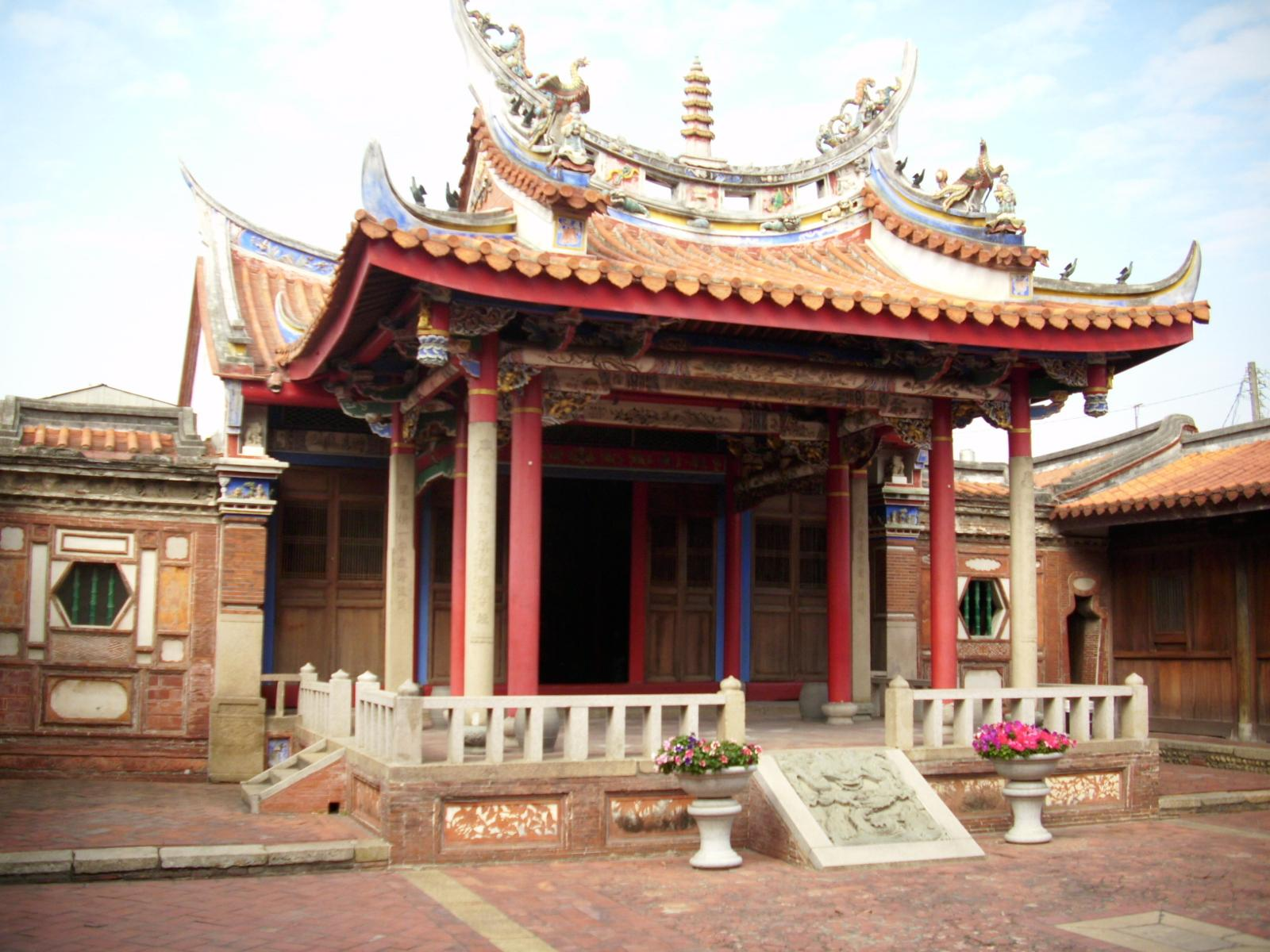
1890年建成
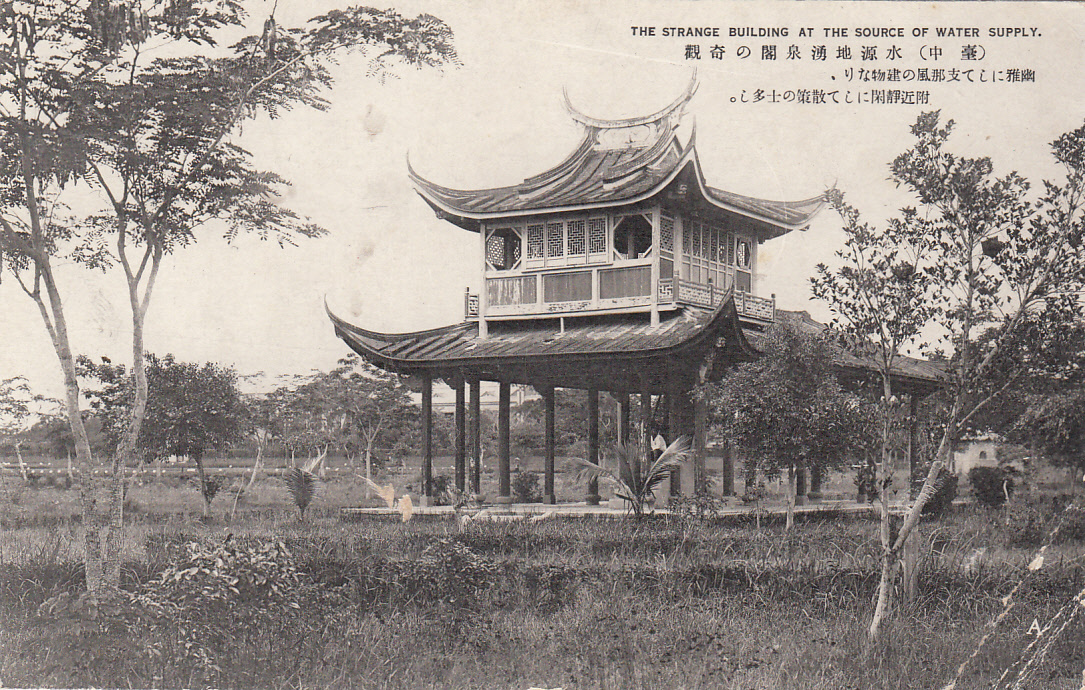
1891年建成
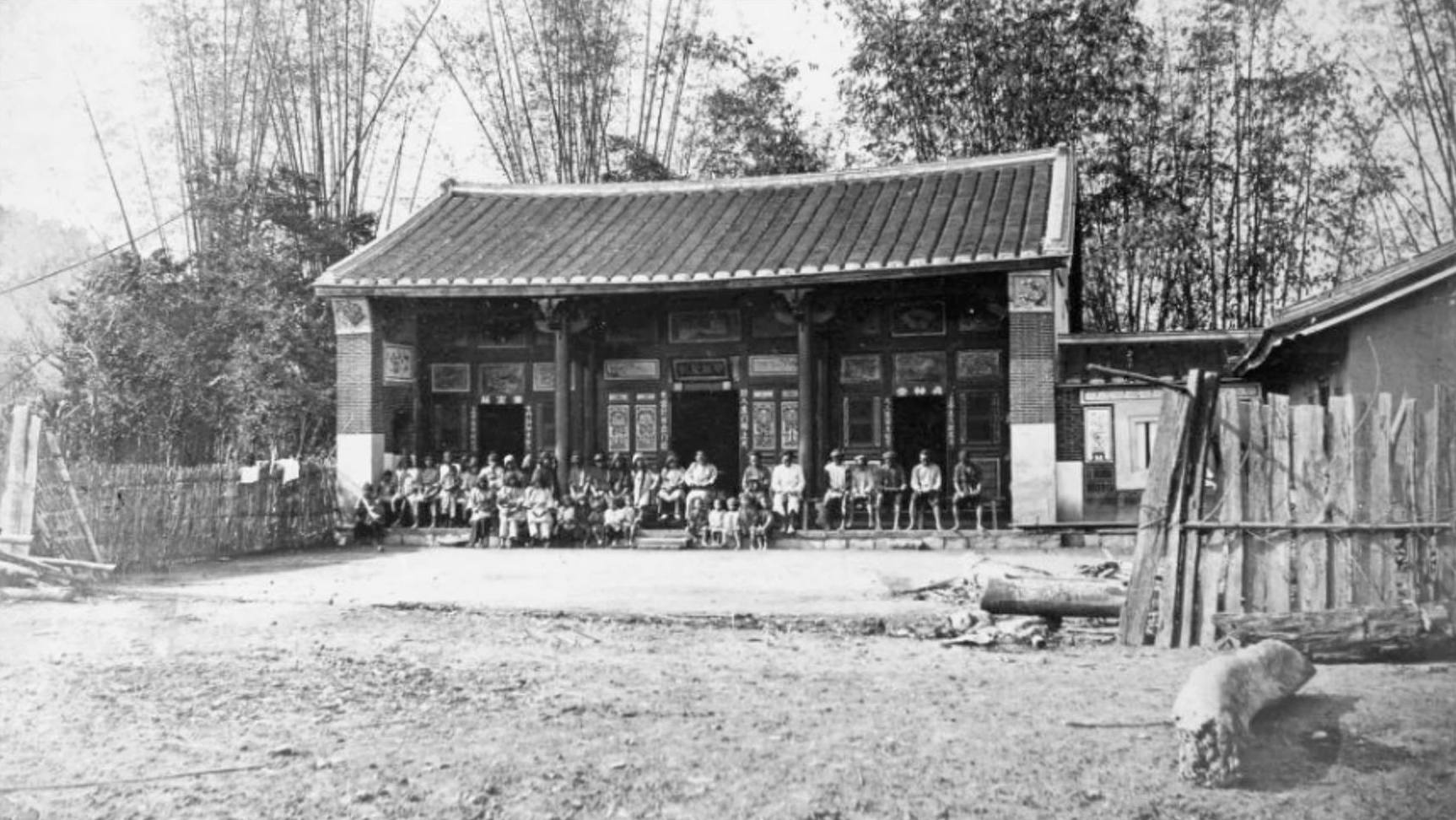

### 中華風と洋風の融合建築

前金天主堂（1861年）
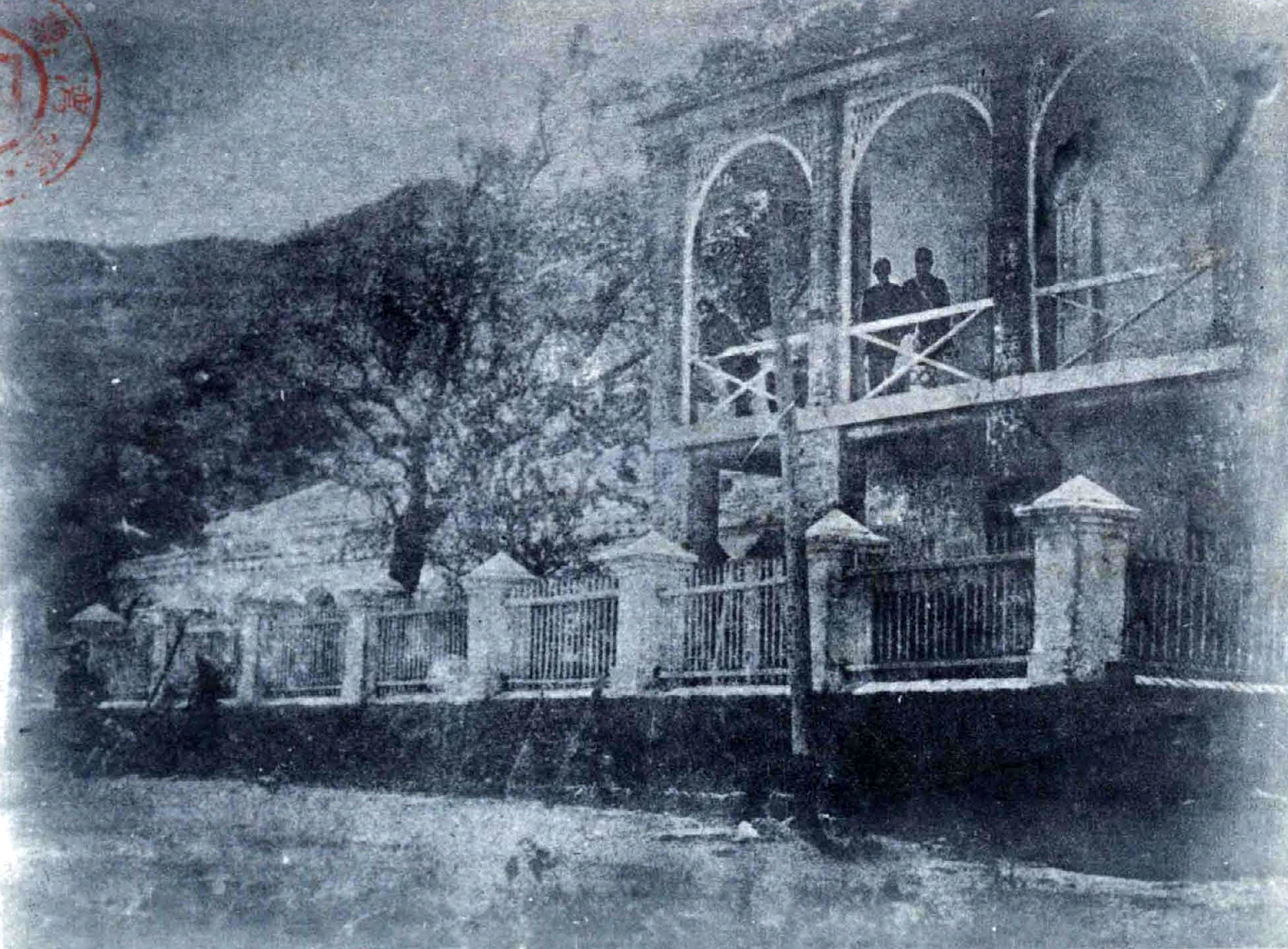
1868年建成
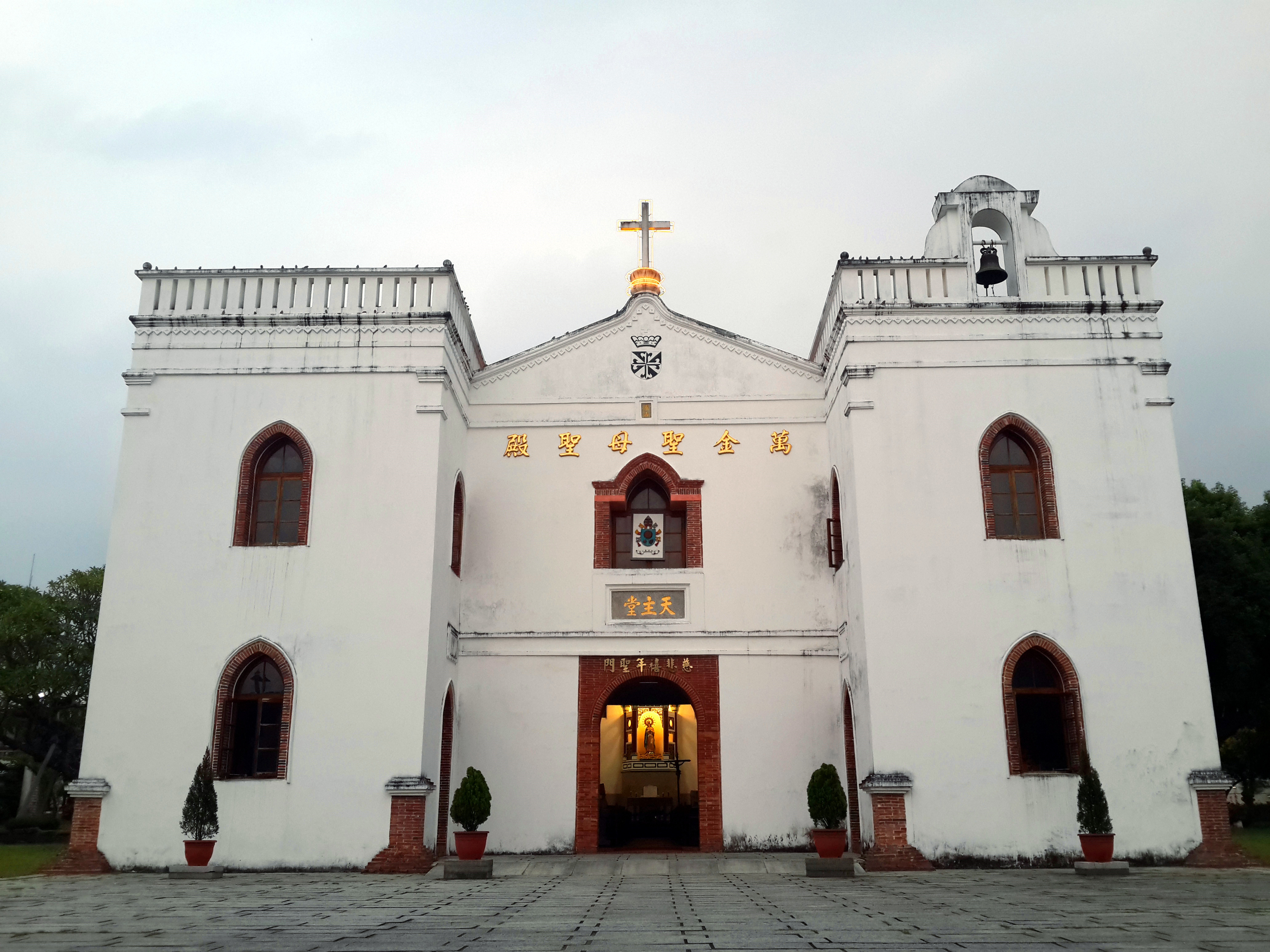
万金天主堂（1870年）
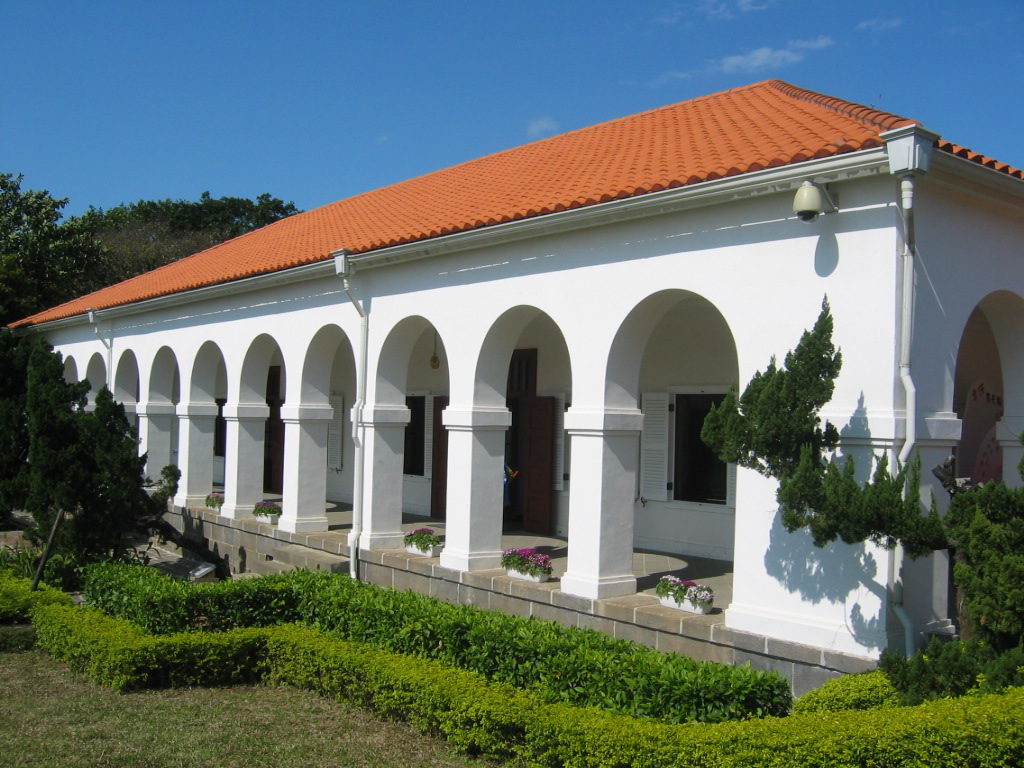
前清淡水關稅務司官邸（1870年）
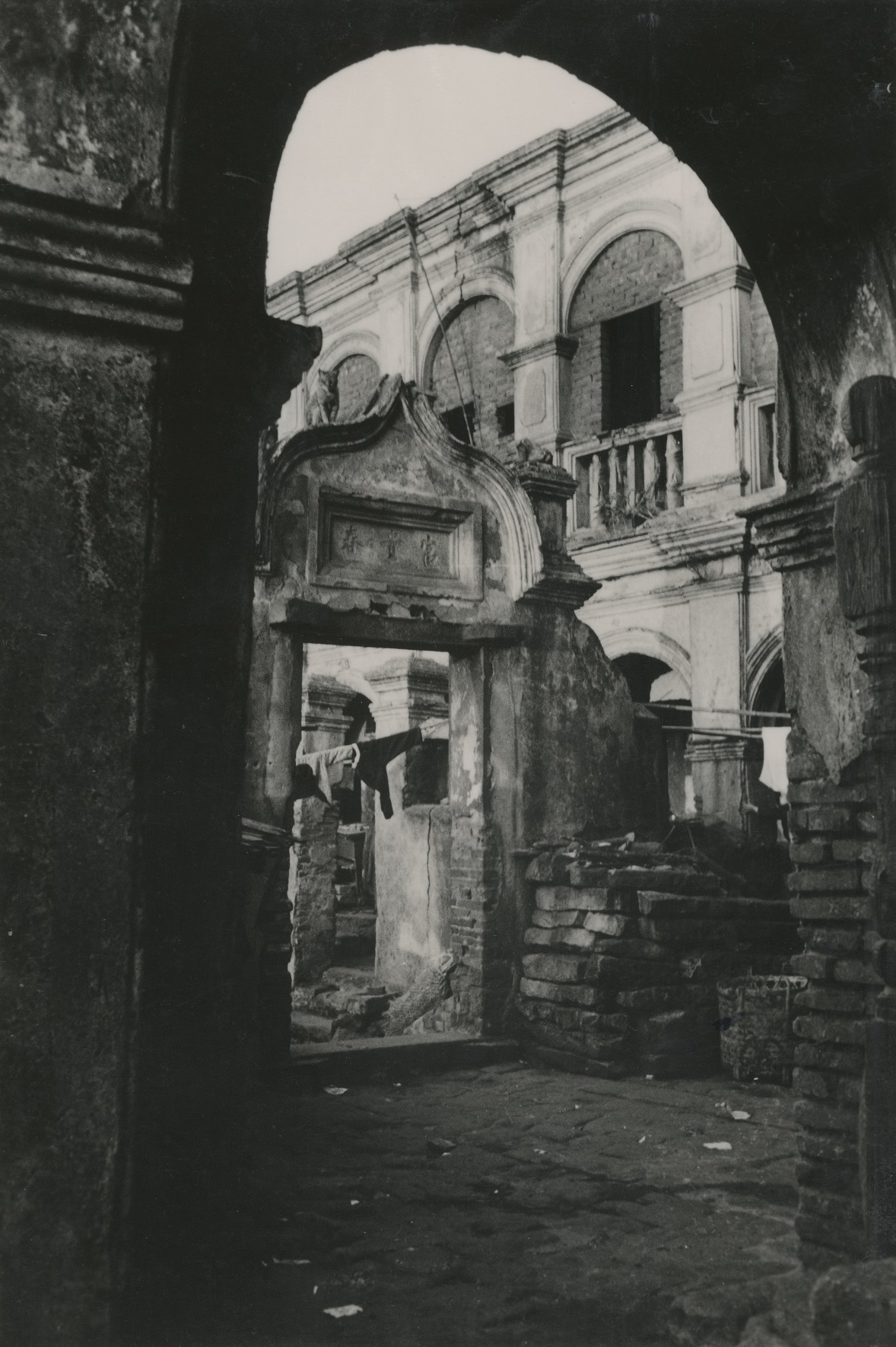
淡水白楼（約1875年[11]）
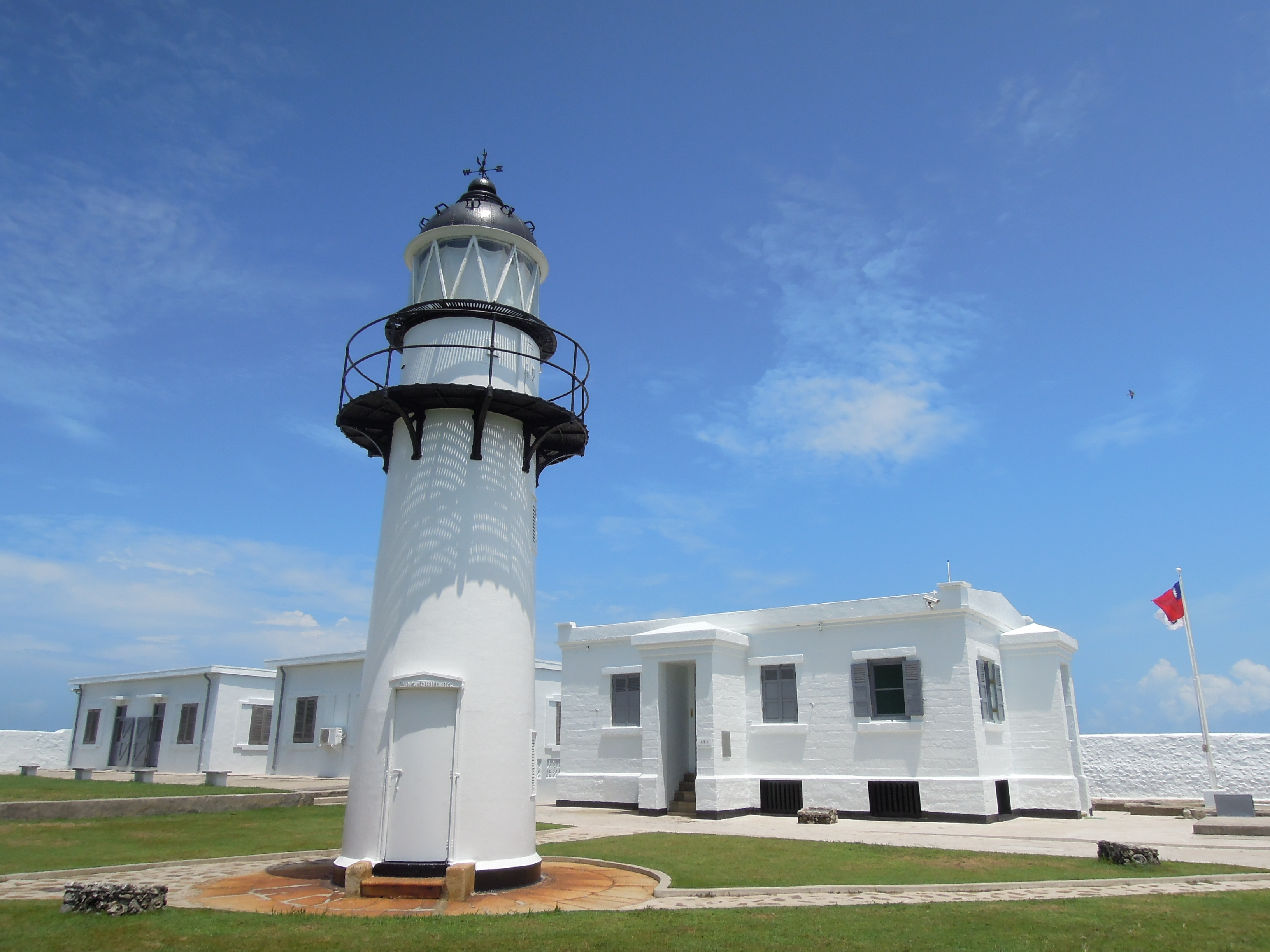
漁翁島灯塔（1875年）
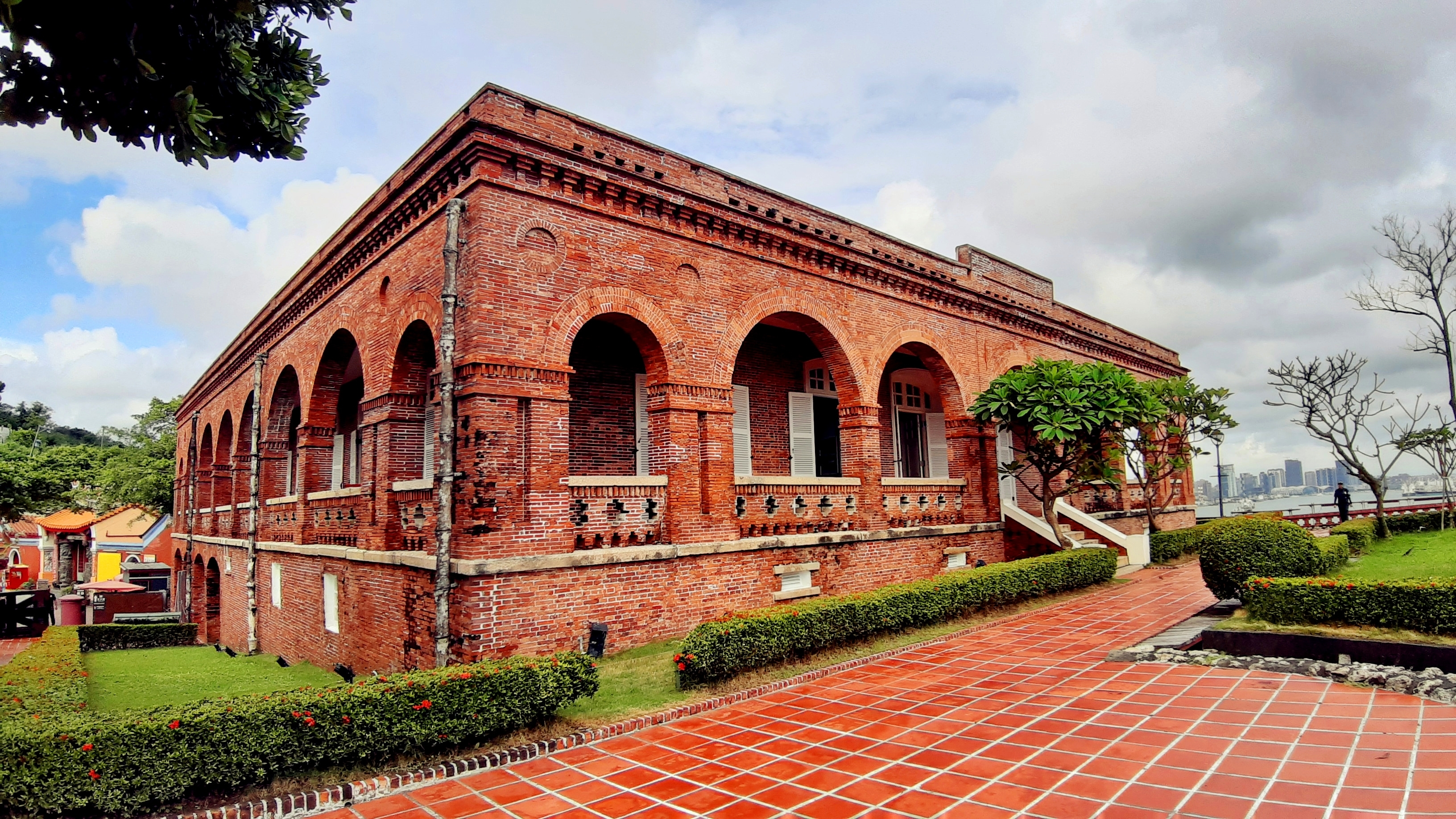
イギリス領事館（1879年）
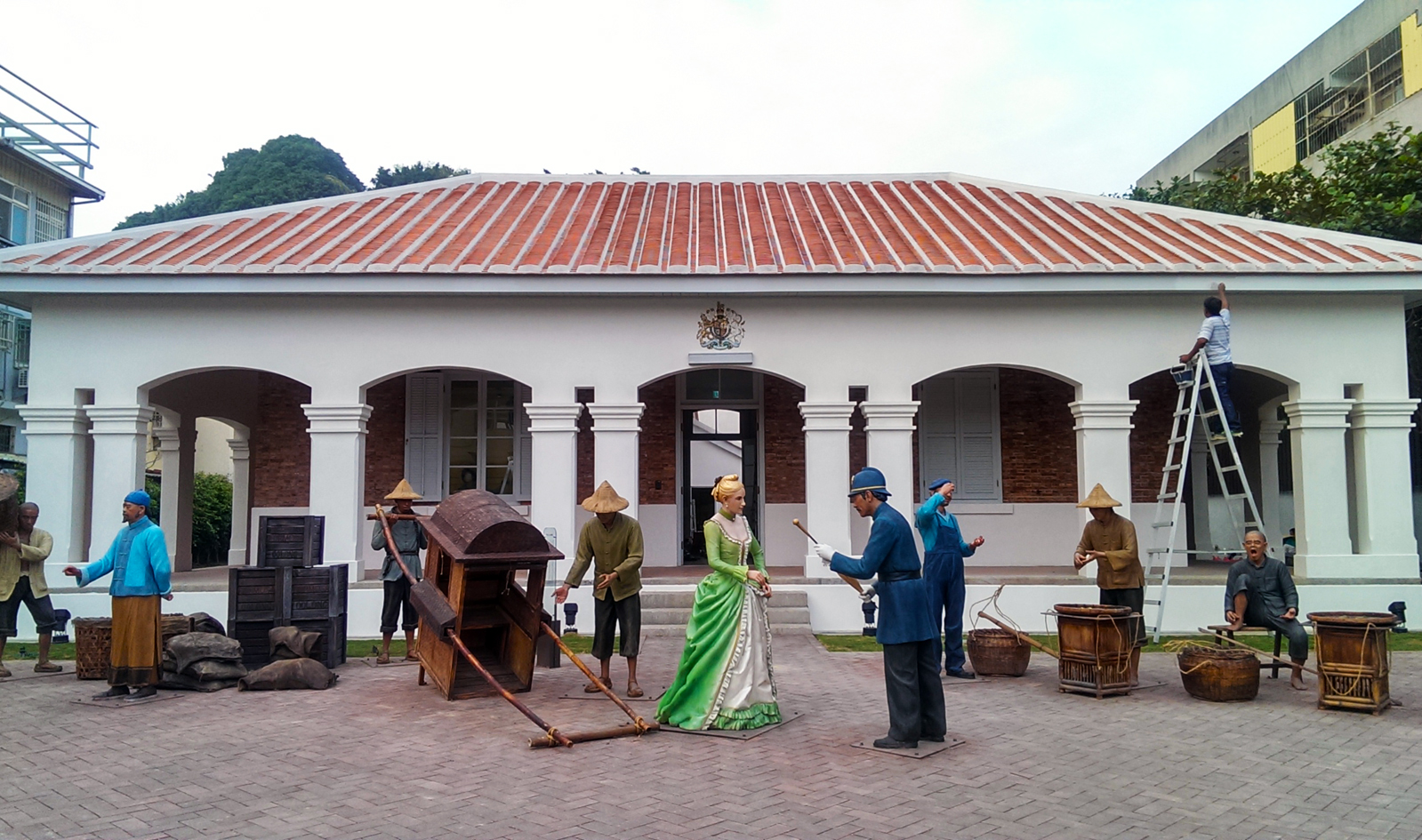
イギリス領事館（1879年）
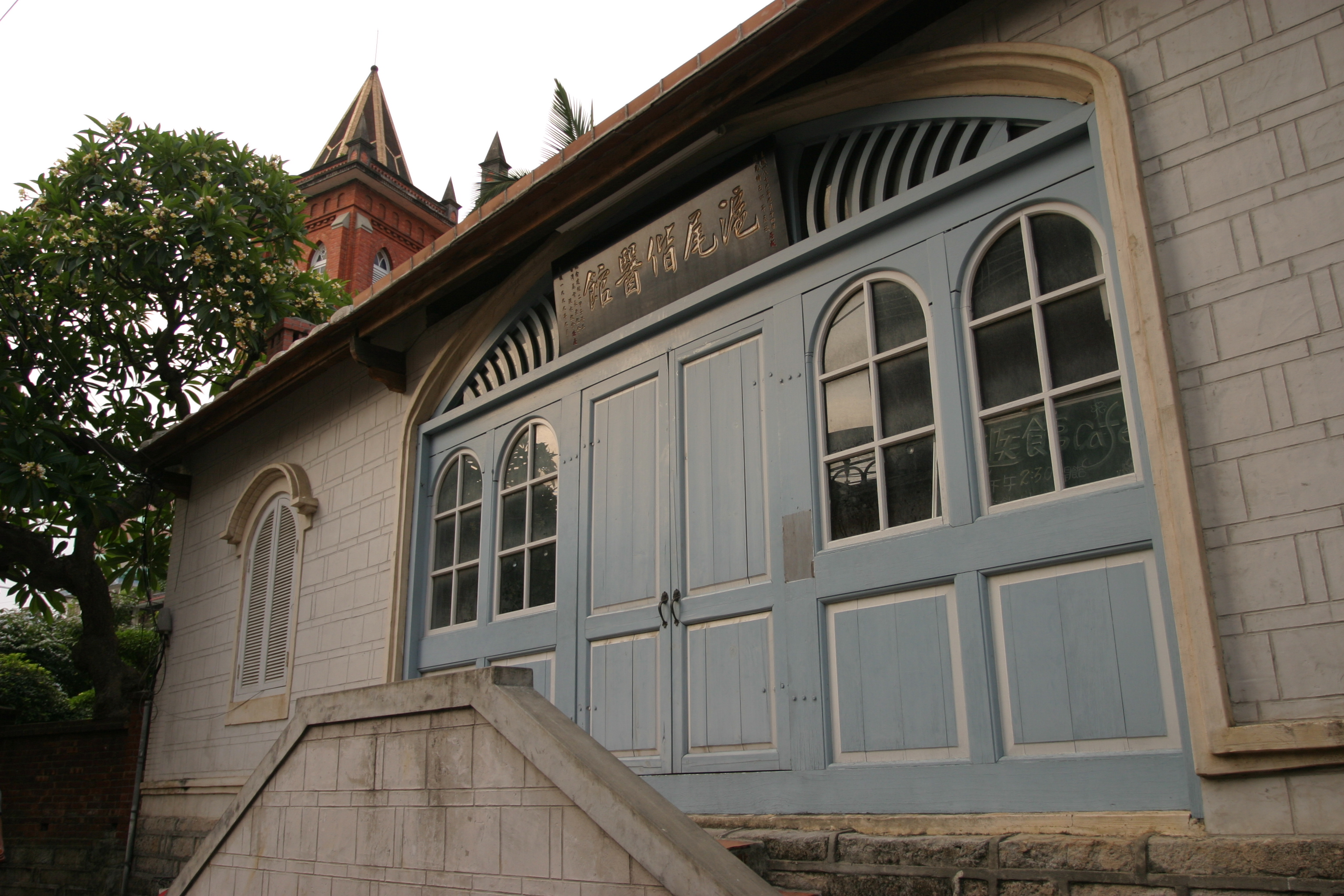
滬尾偕医館（1879年）
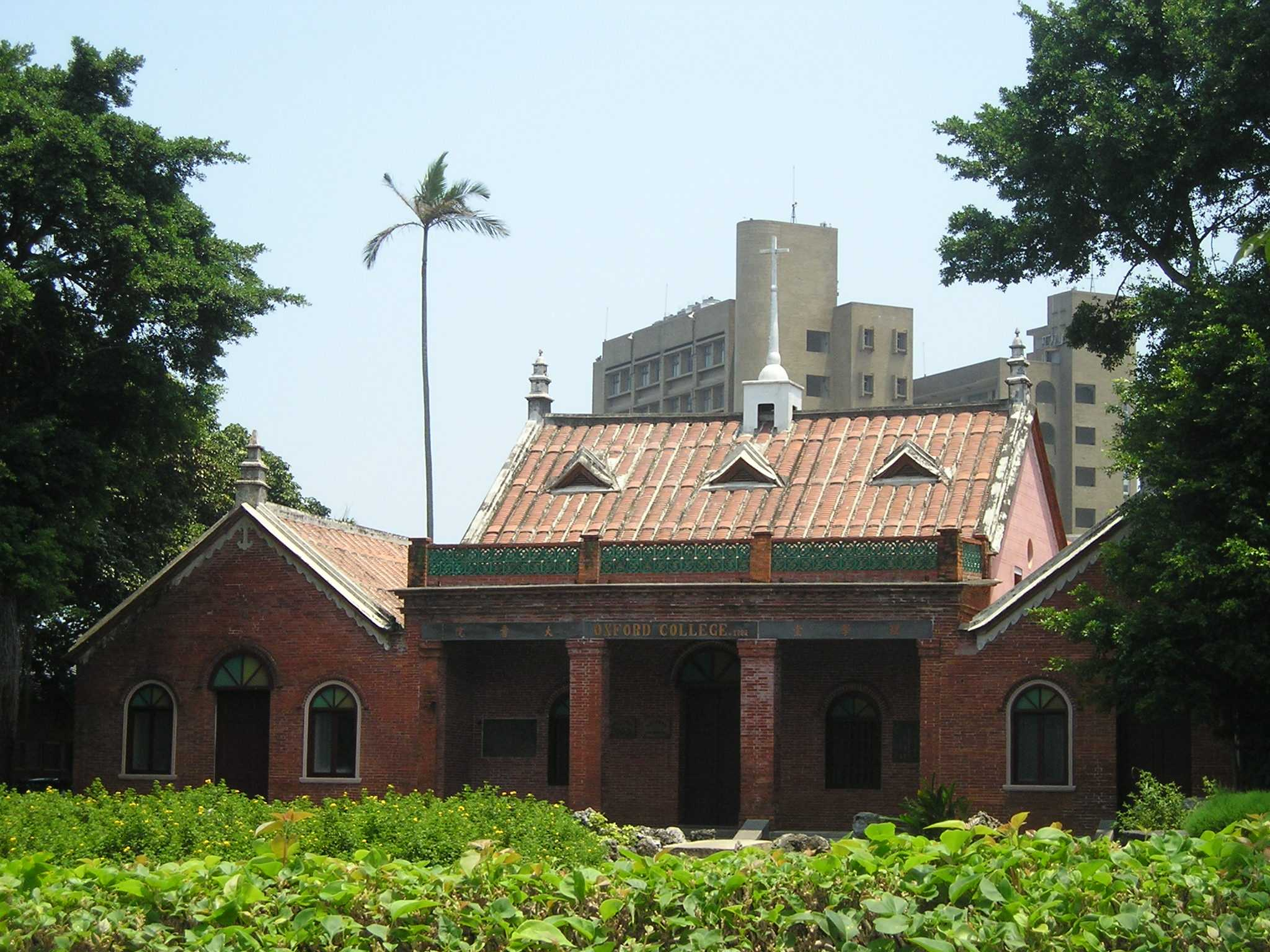
牛津学堂（1882年）
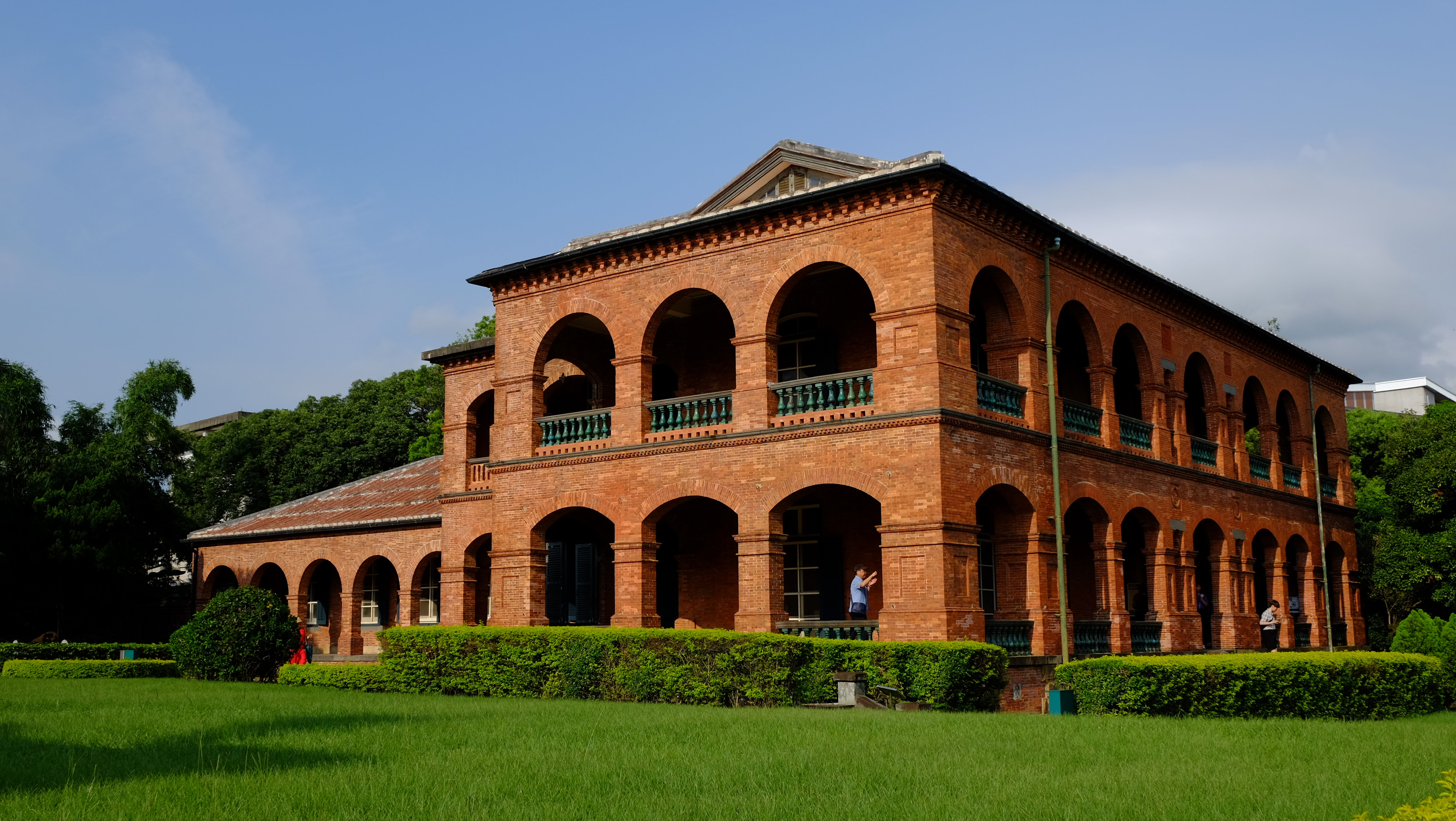
淡水イギリス領事館（1891年）
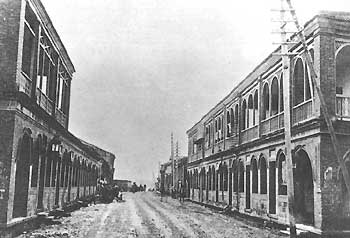
台北六館街（約1892年）
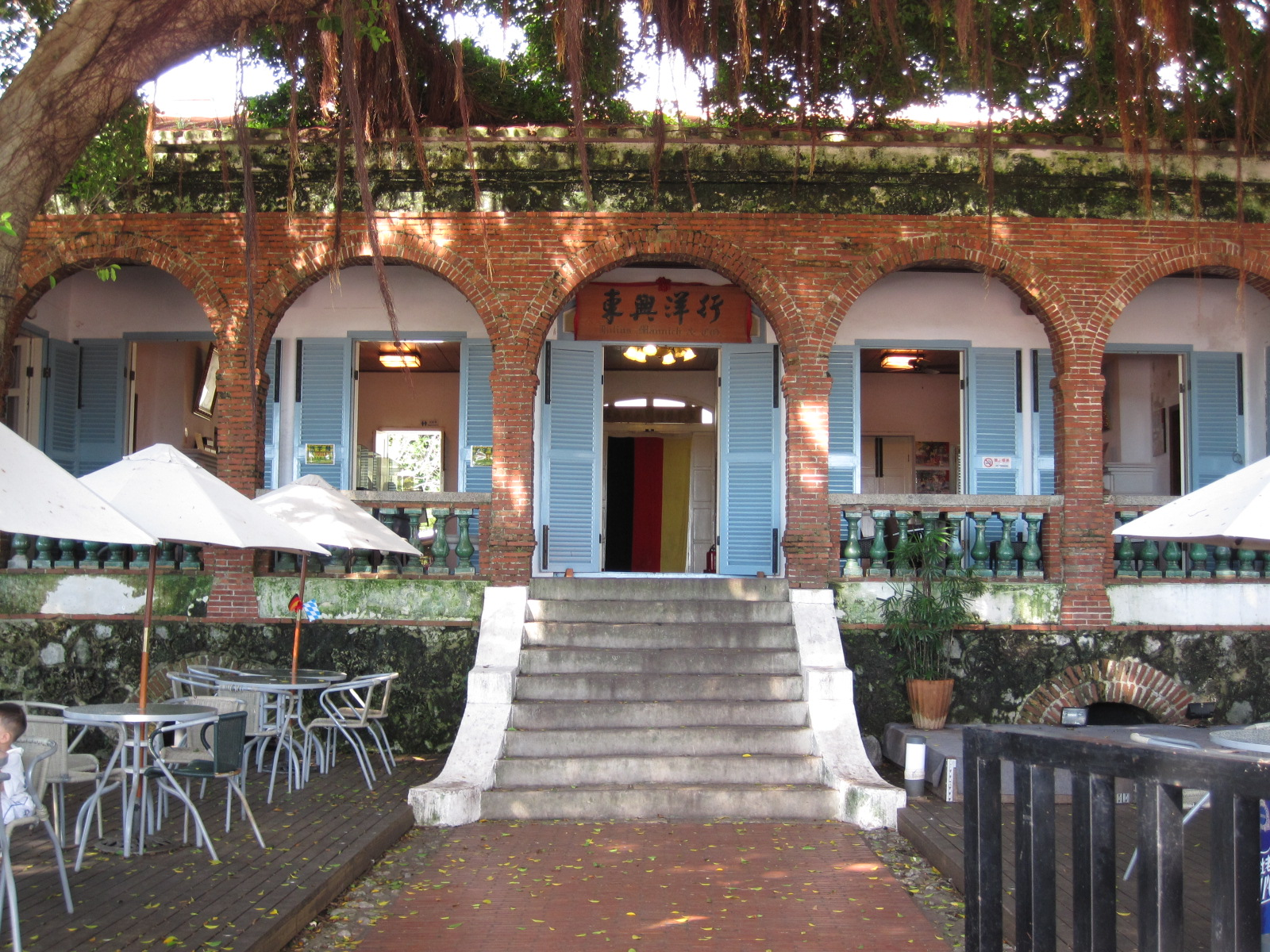
ドイツ商人の東興洋行
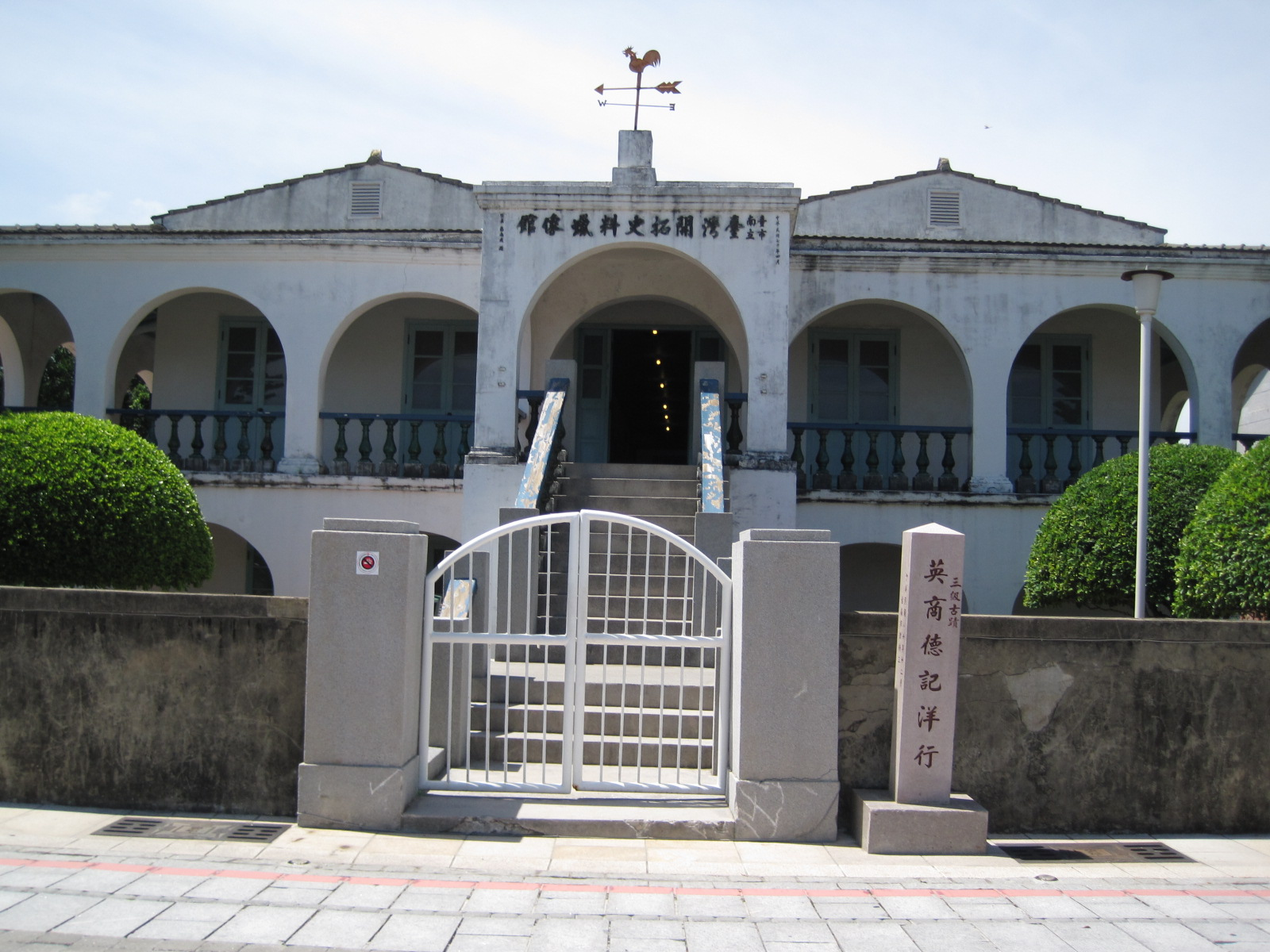
イギリス商人の德記洋行
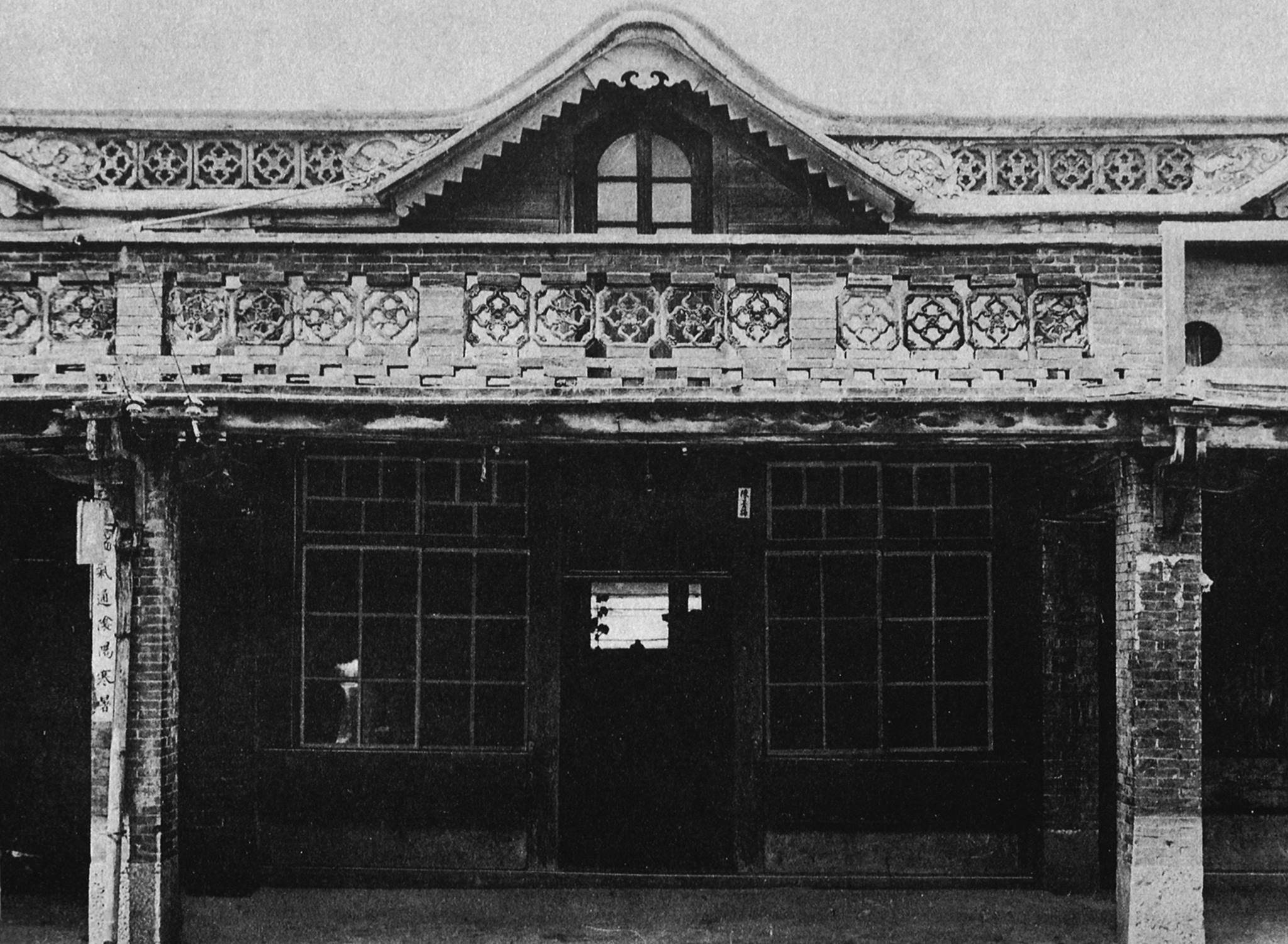
竹南陳汝厚宅
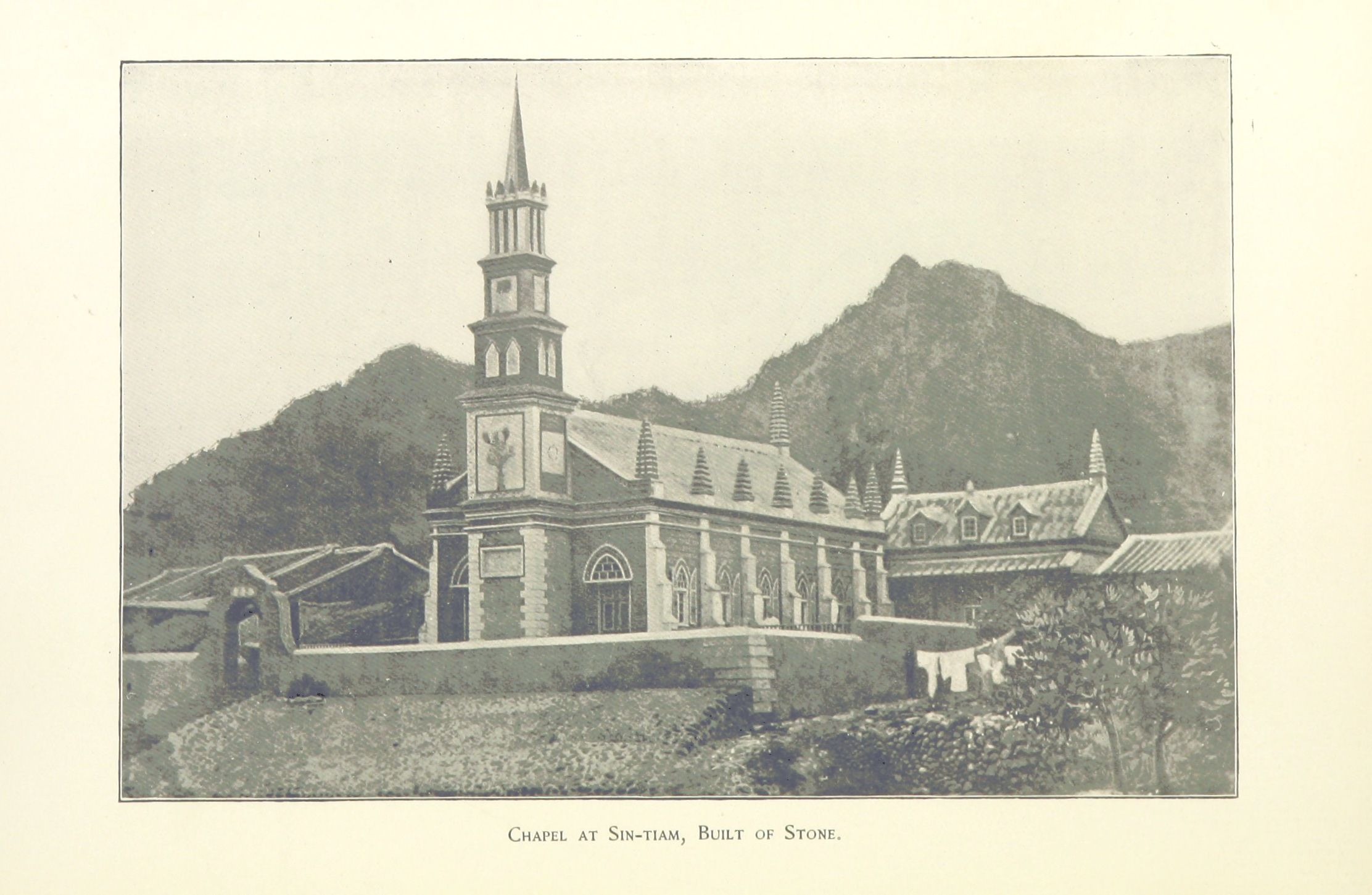
新店礼拝堂

## 2020年代
2020年代に入り、台湾経済が急速に発展する中で、多くの専門的な遺跡修復師が登場した。これらの職人たちは台湾の各地の寺院や伝統的な建築において、以前の装飾を修復し、さらに多くの現代的な技術を取り入れている。台湾の寺院装飾は基本的に中国の伝統を受け継いでいるが、明治時代の日本の技術も多く取り入れられており、両者の融合によって台湾の装飾芸術のレベルは一層向上した。また、台湾の寺院修復師は中国に赴き、修復技術を教えることも多く、各国民間の友好交流を深めている。

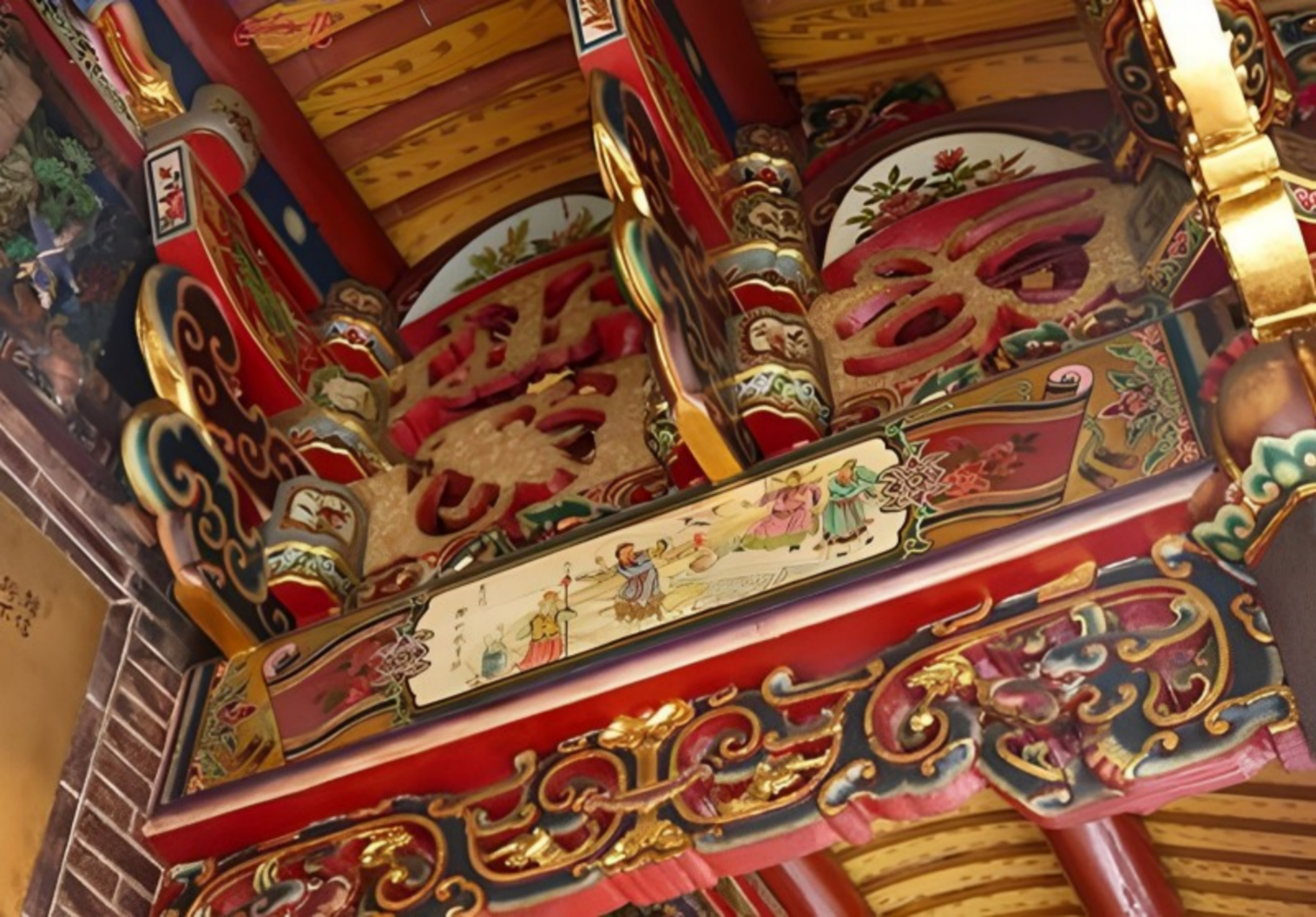
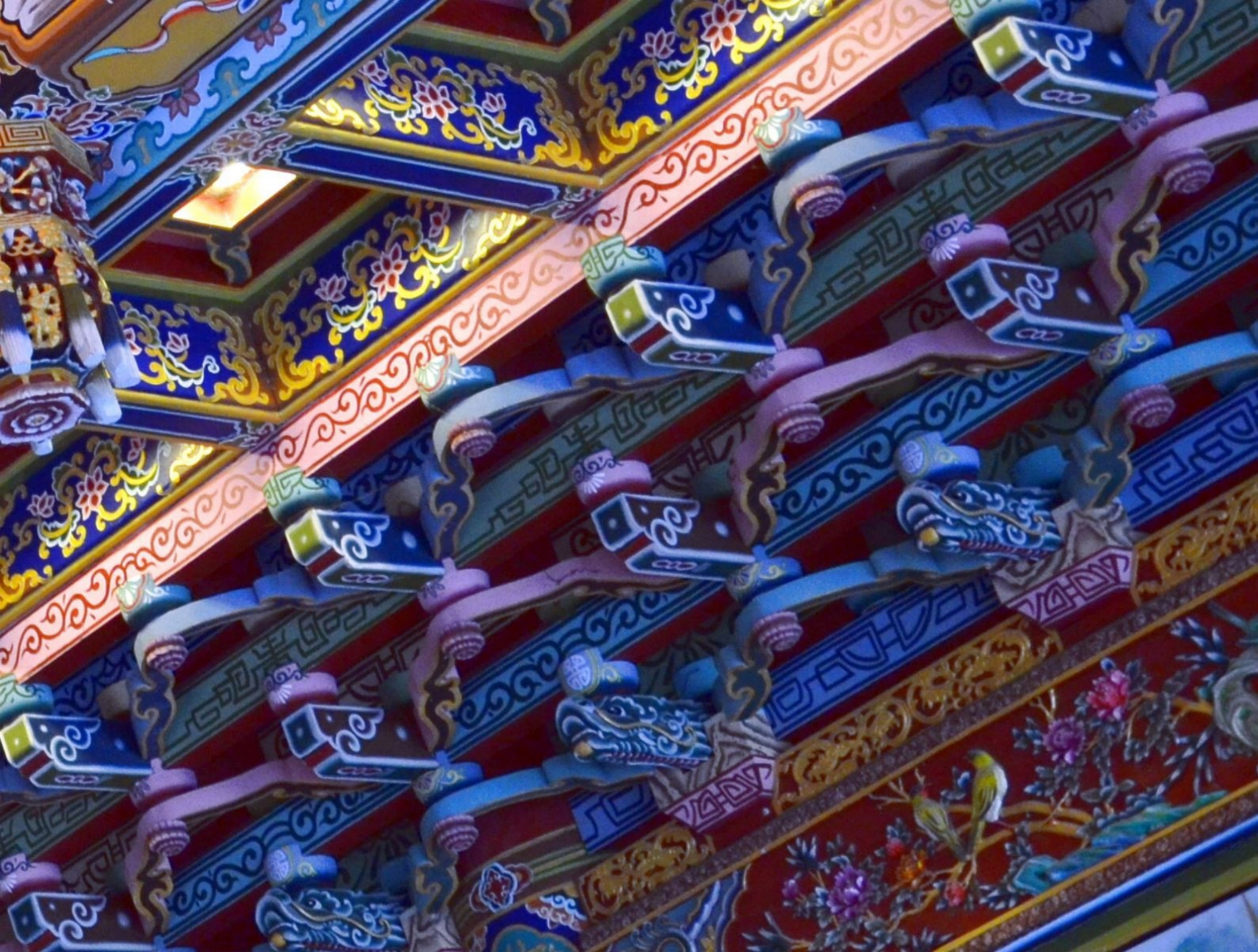
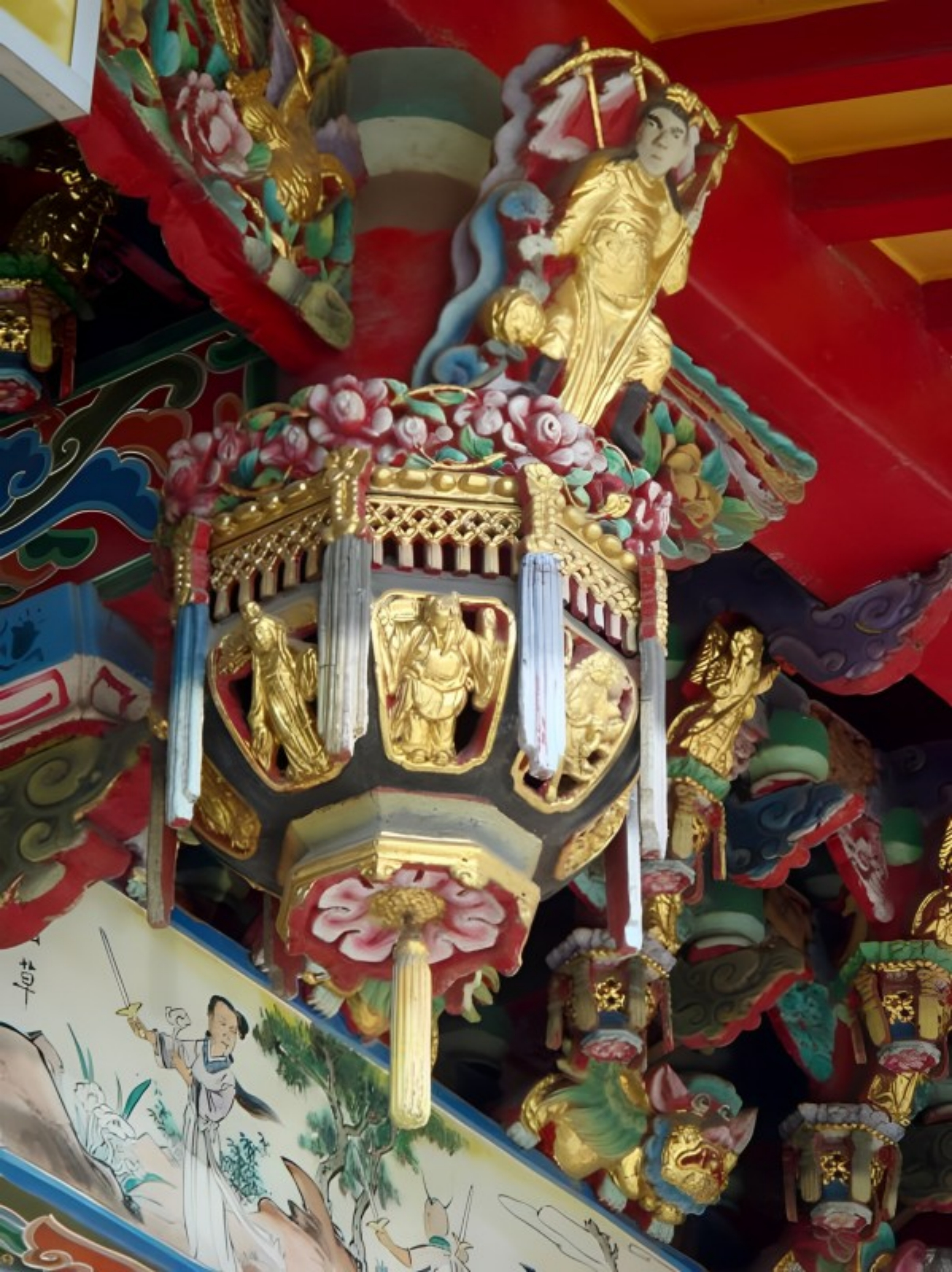
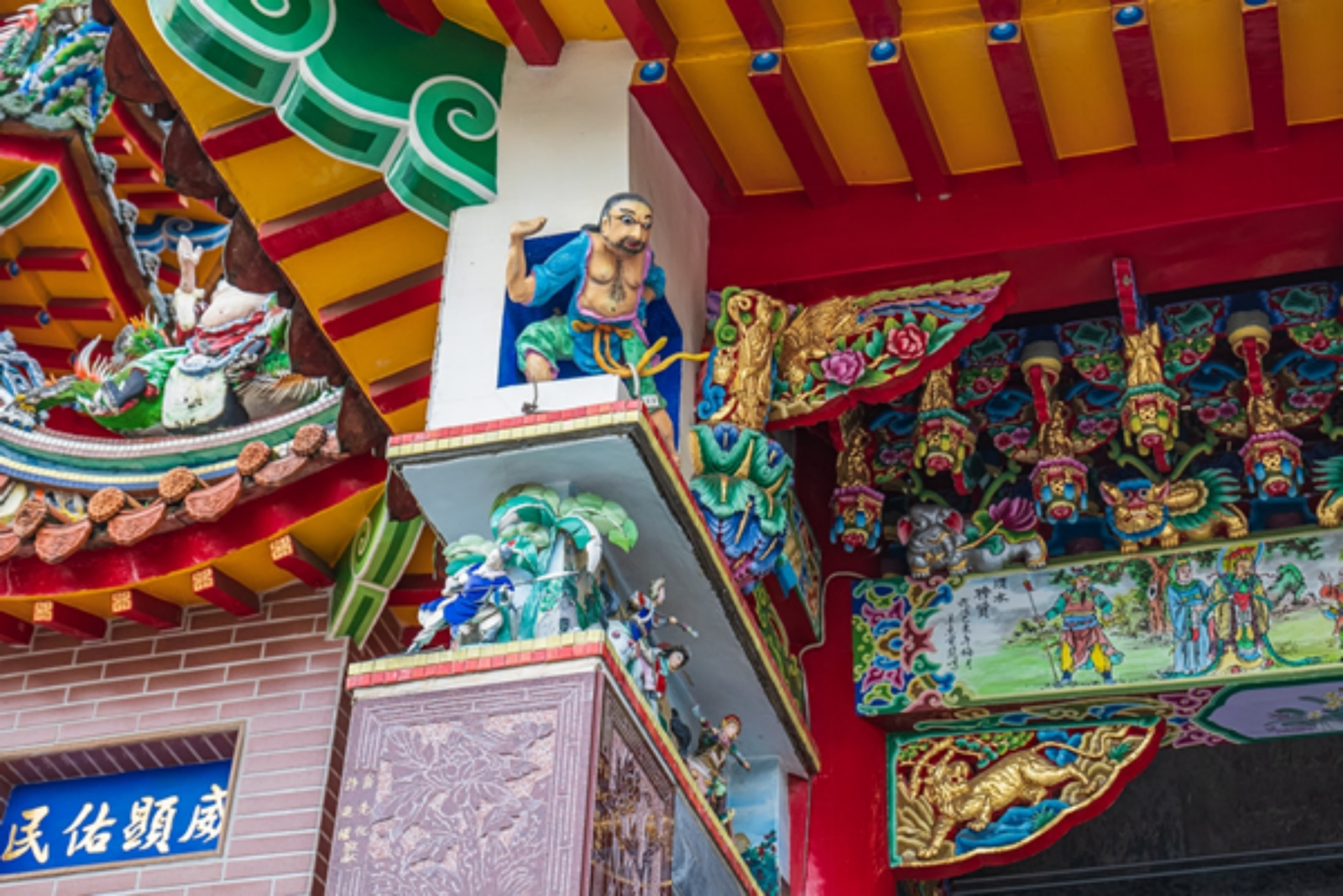
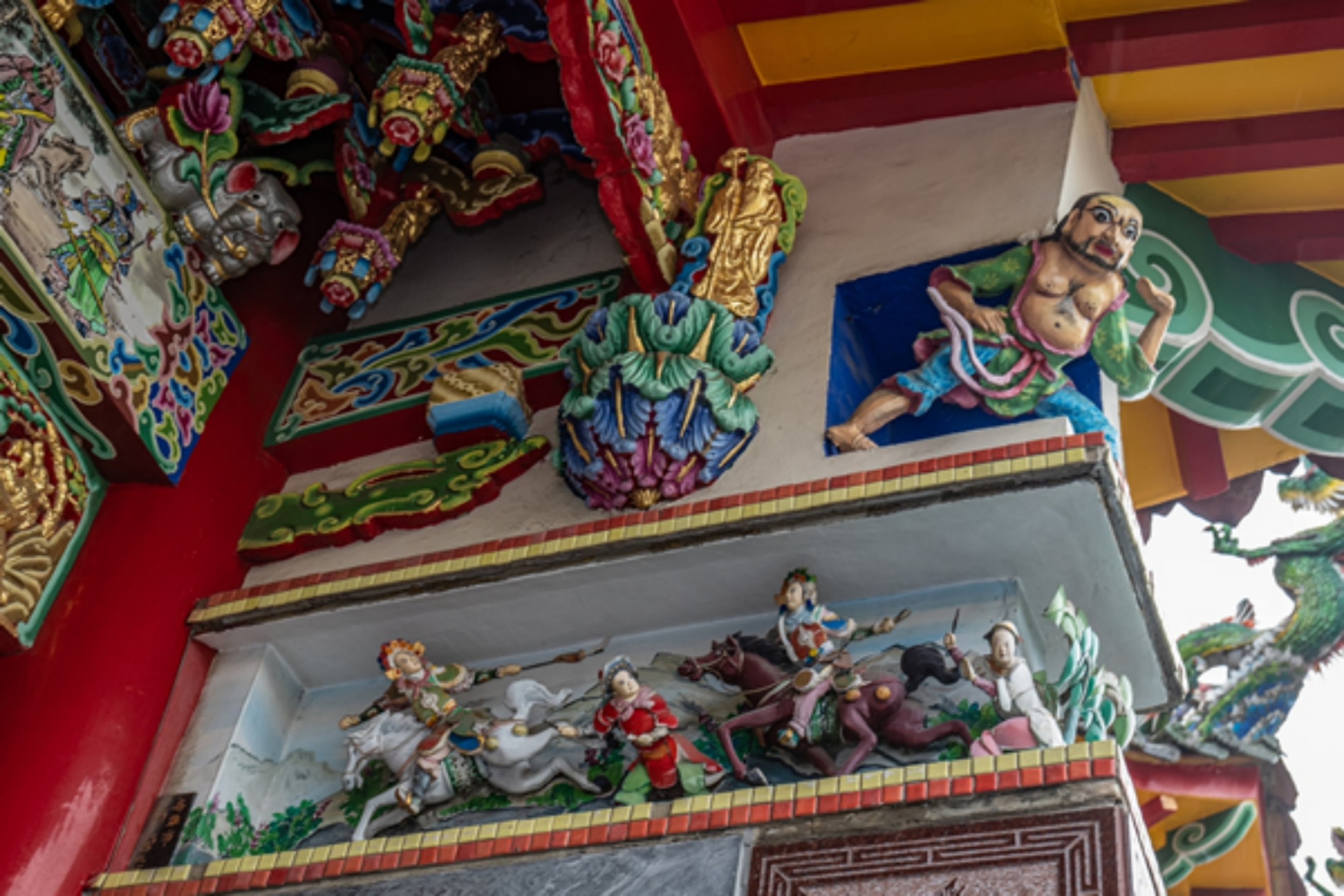
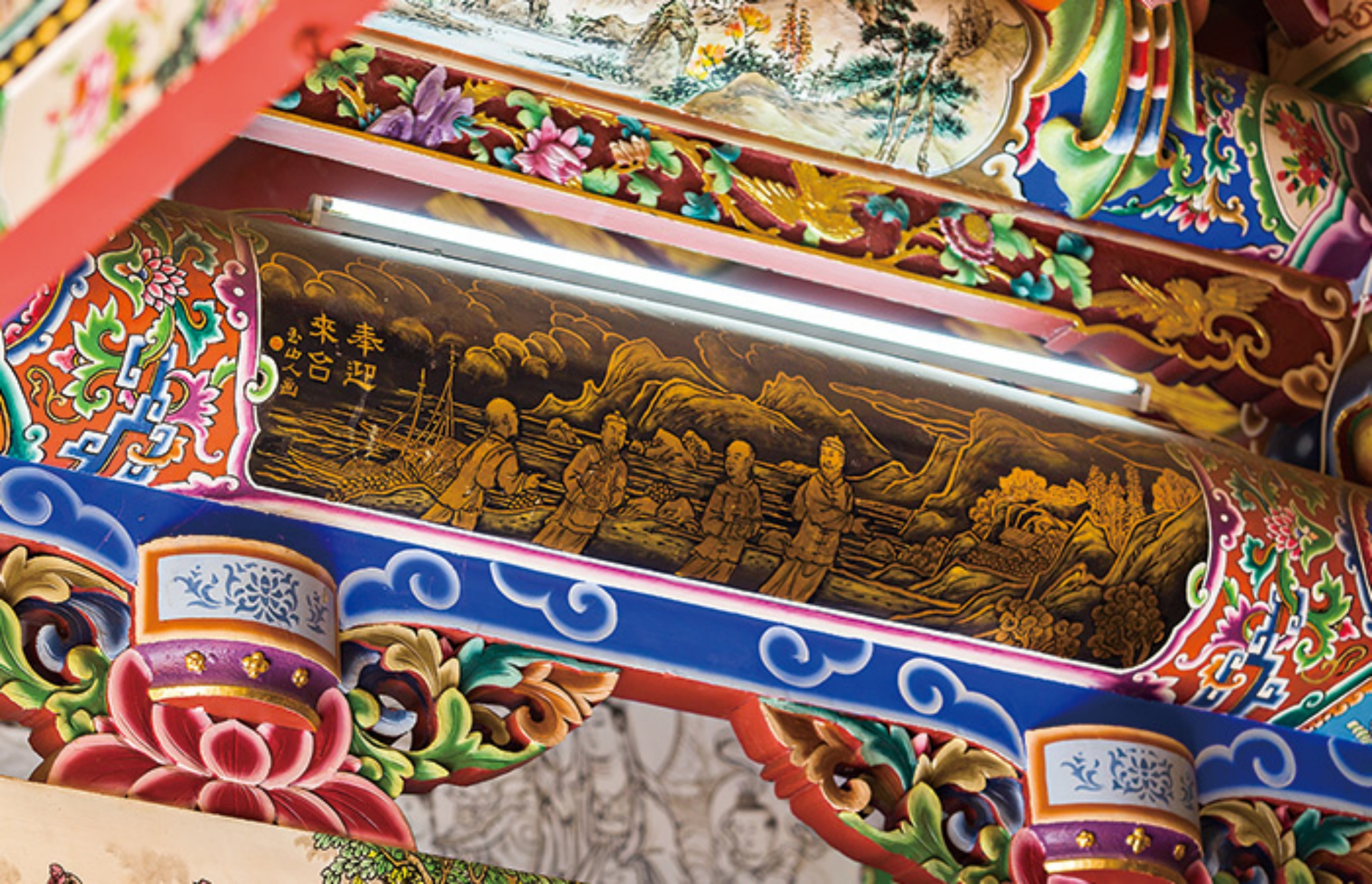
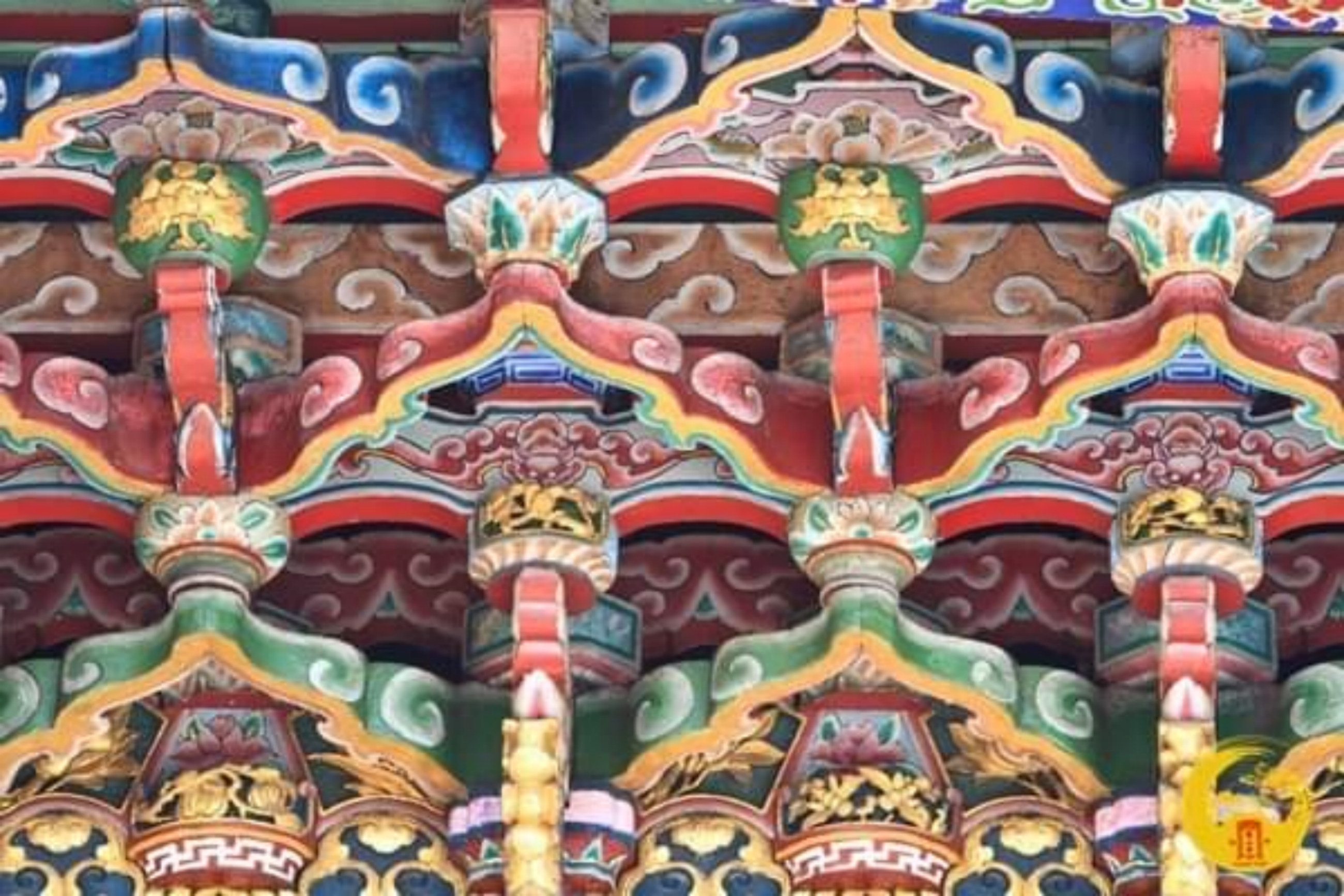
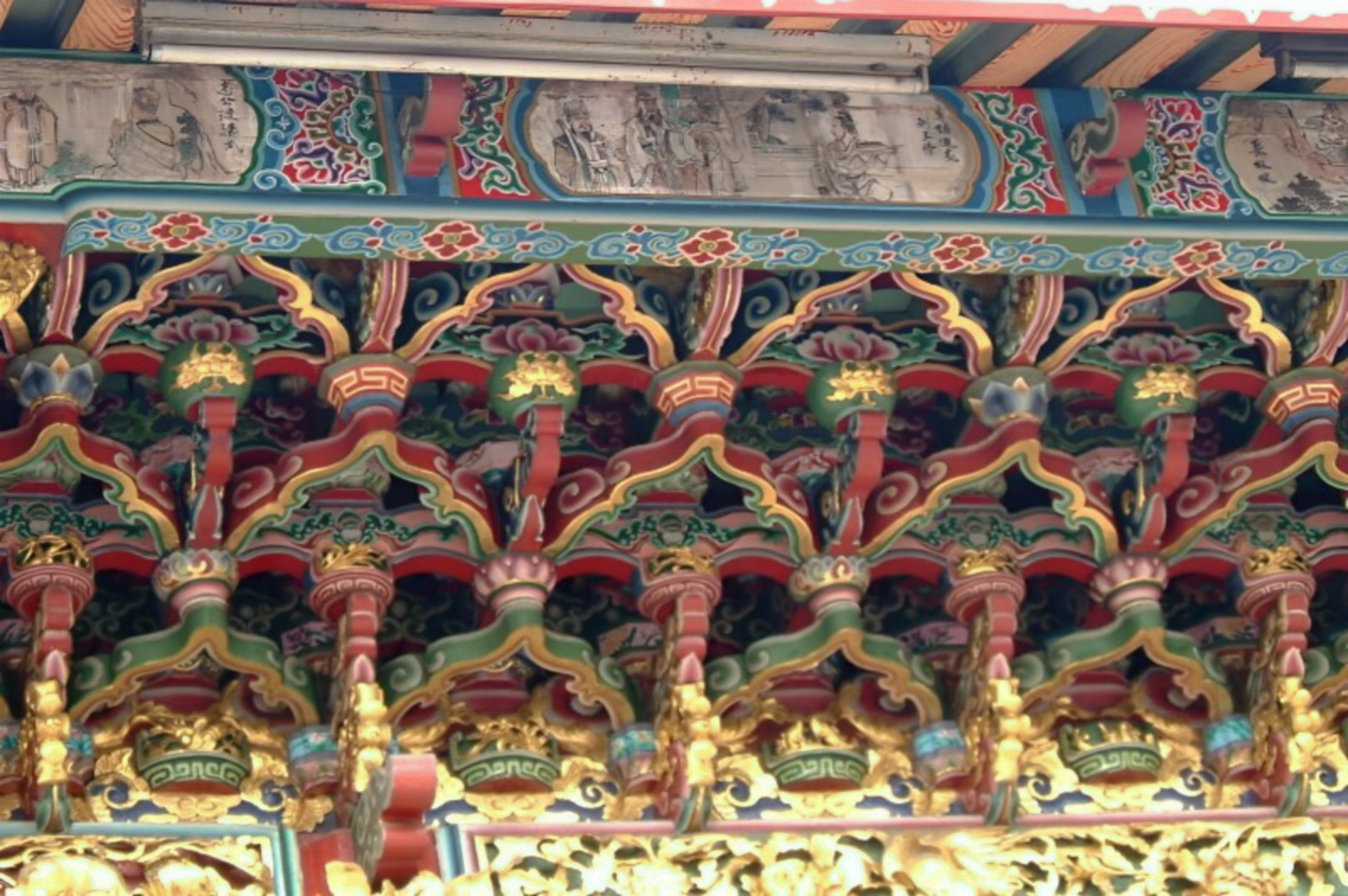
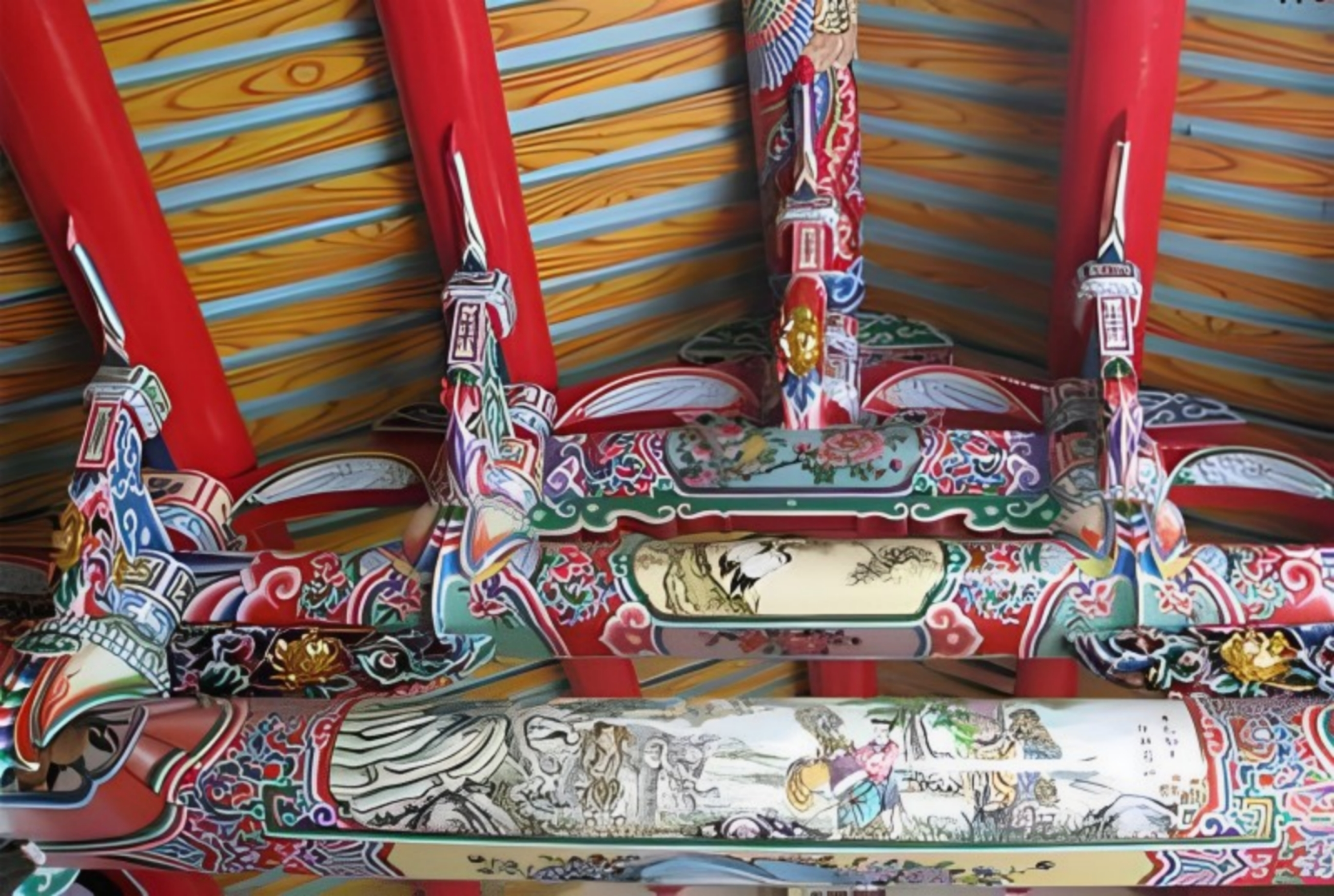
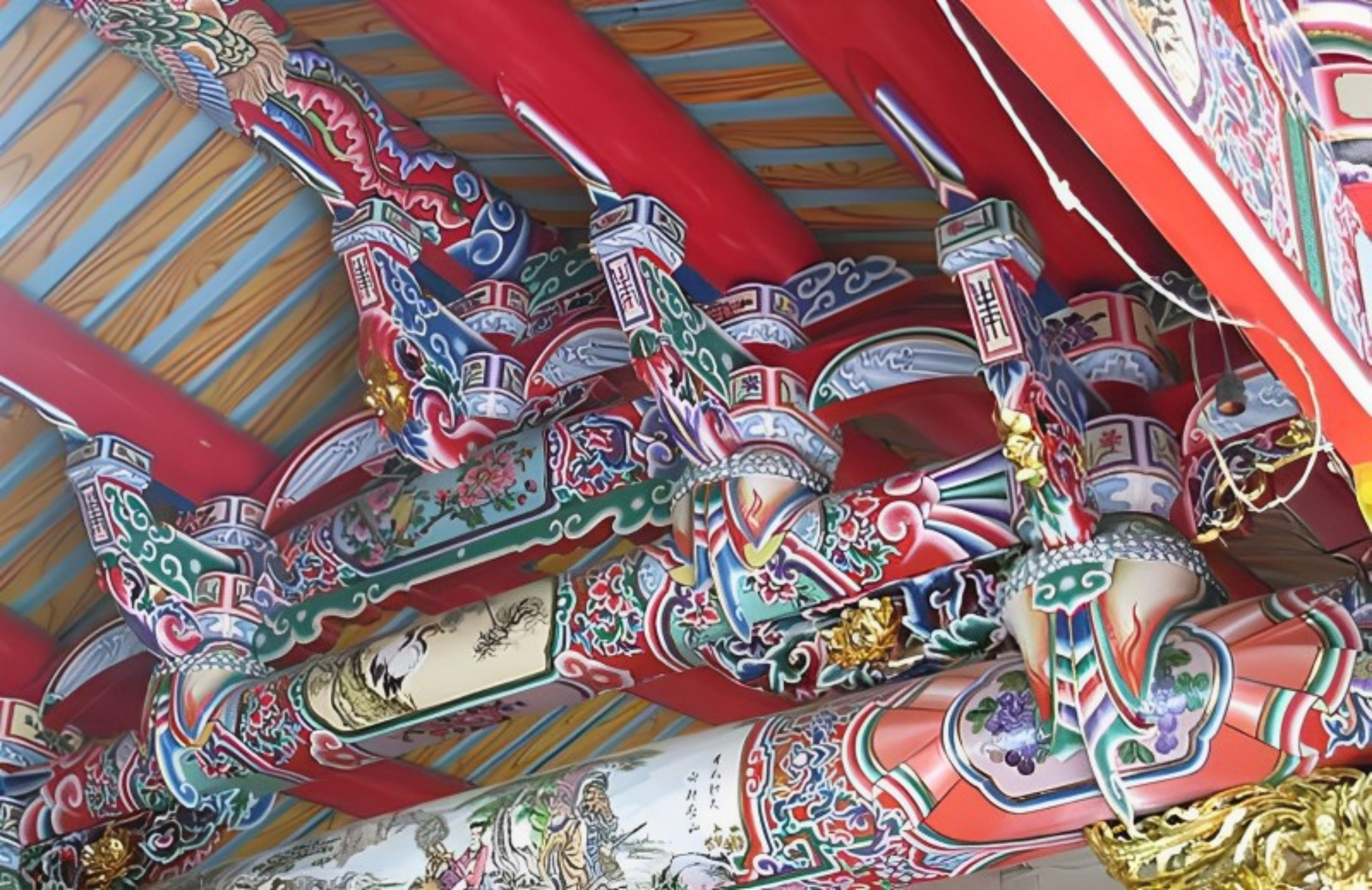
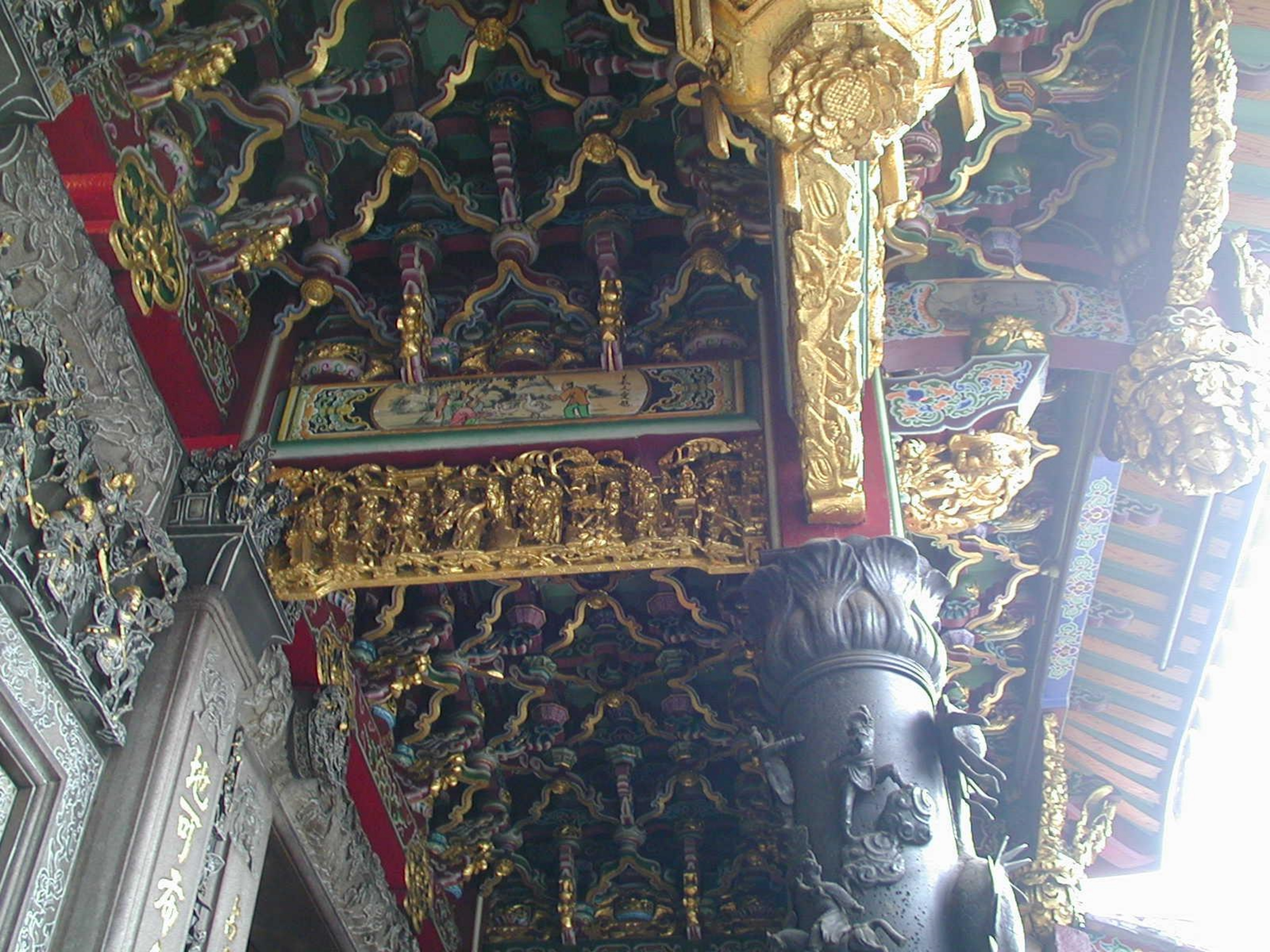
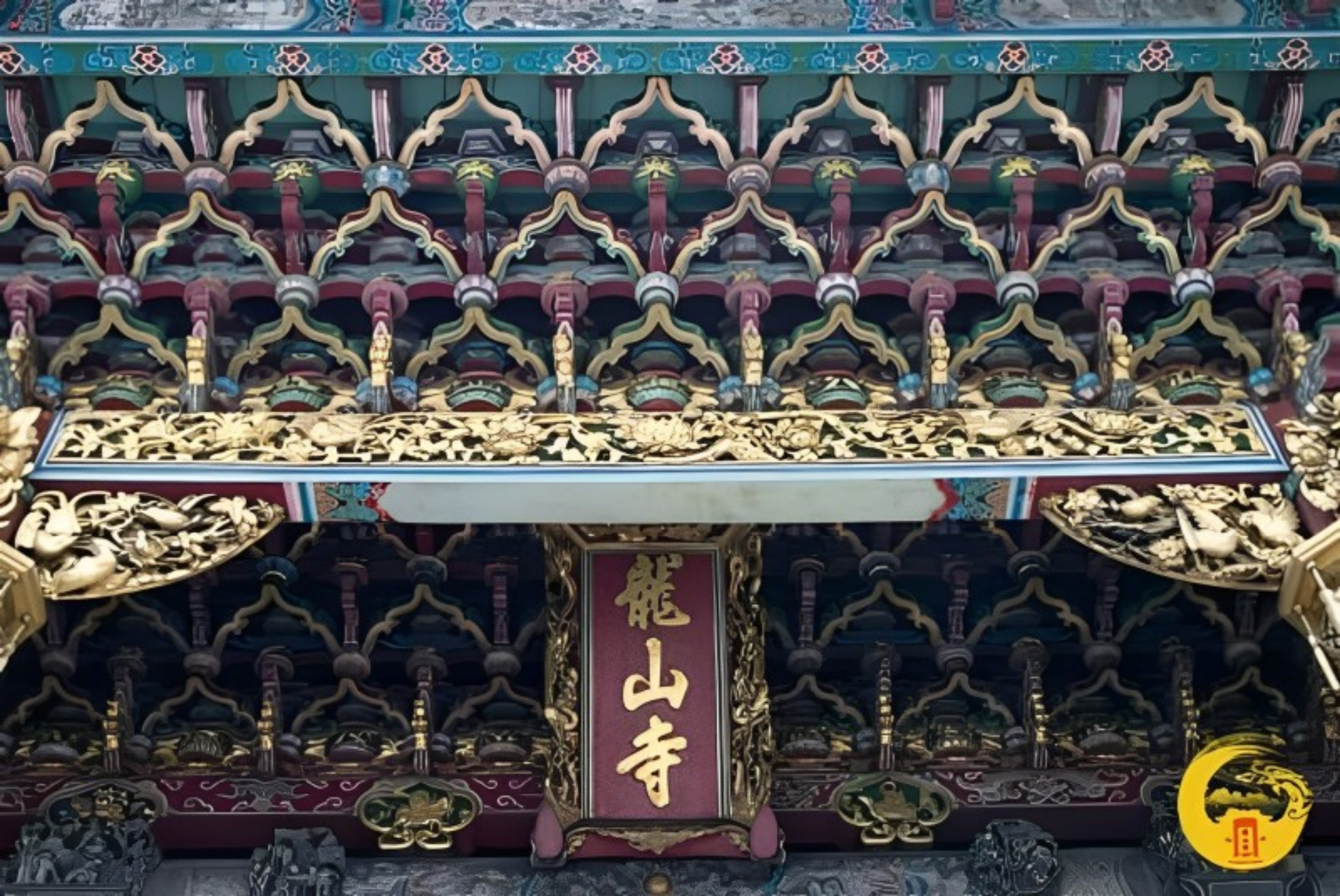
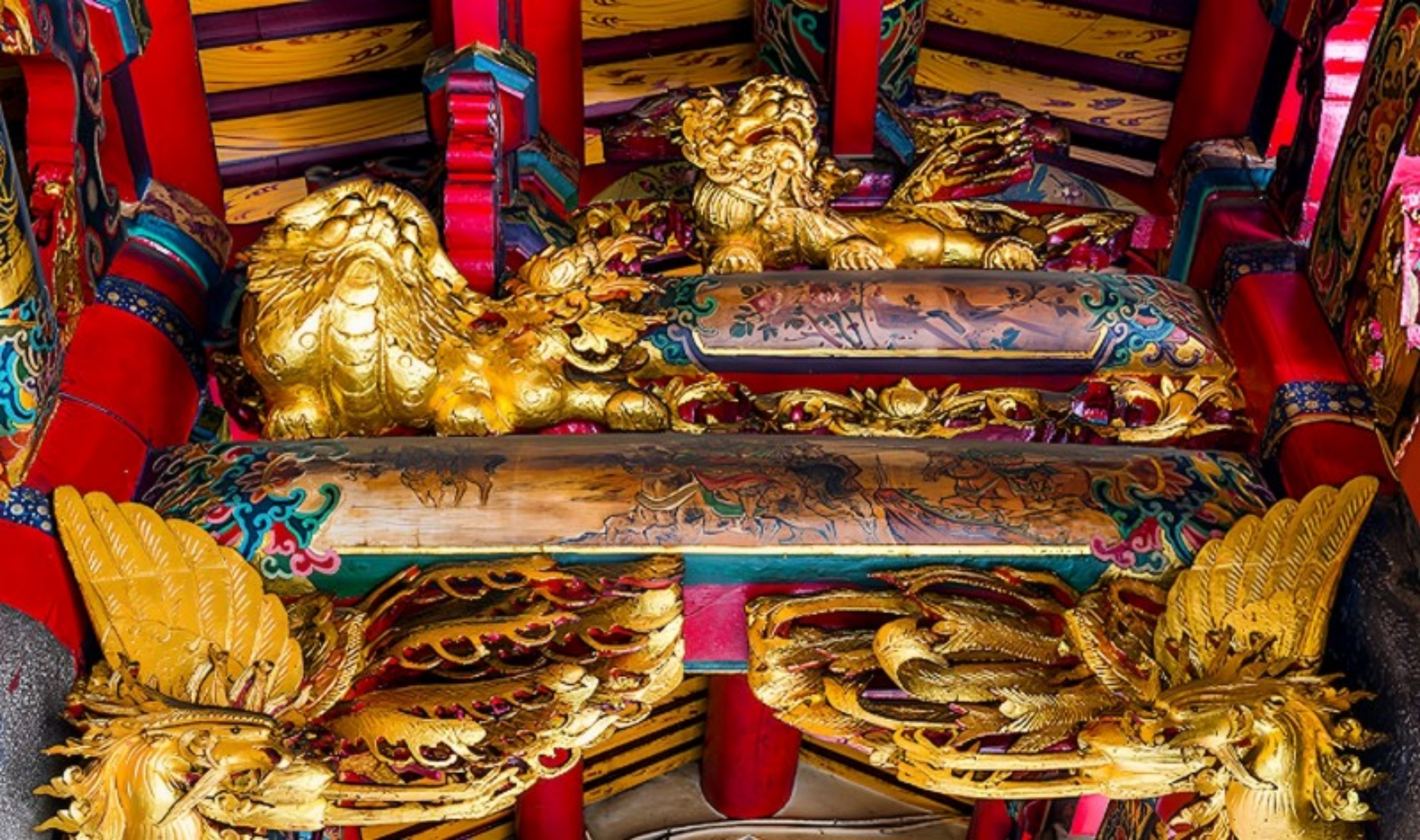
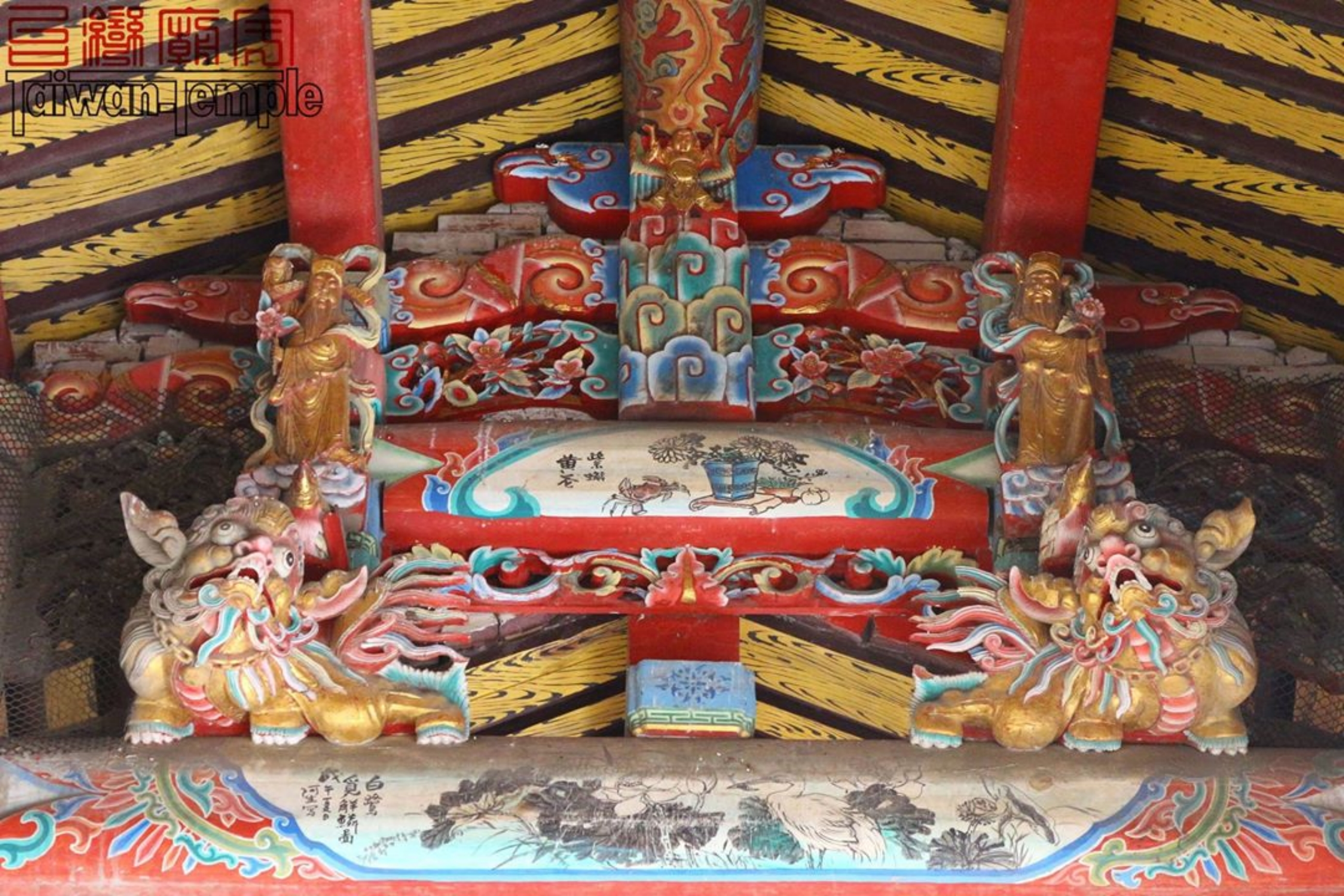
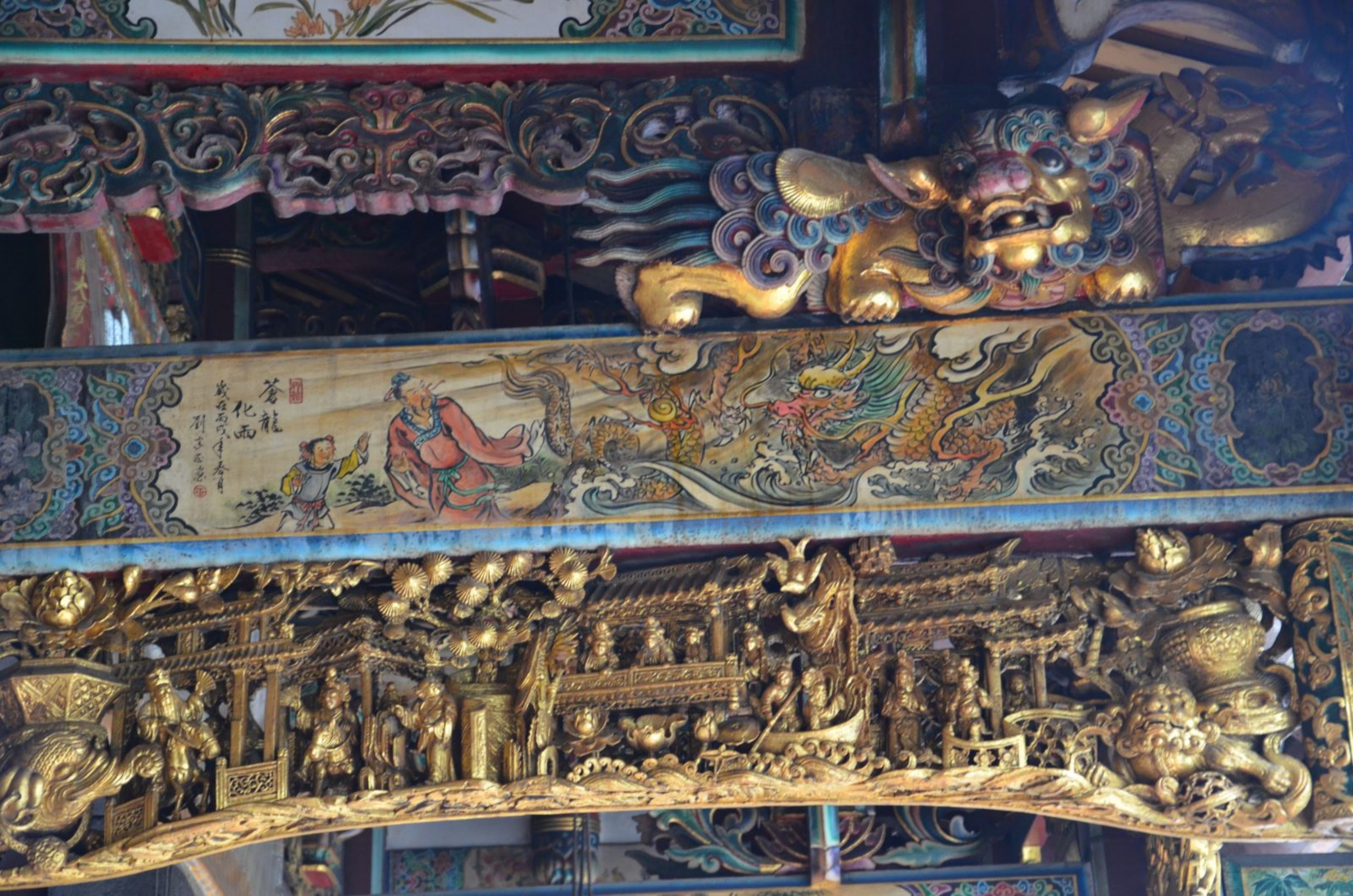
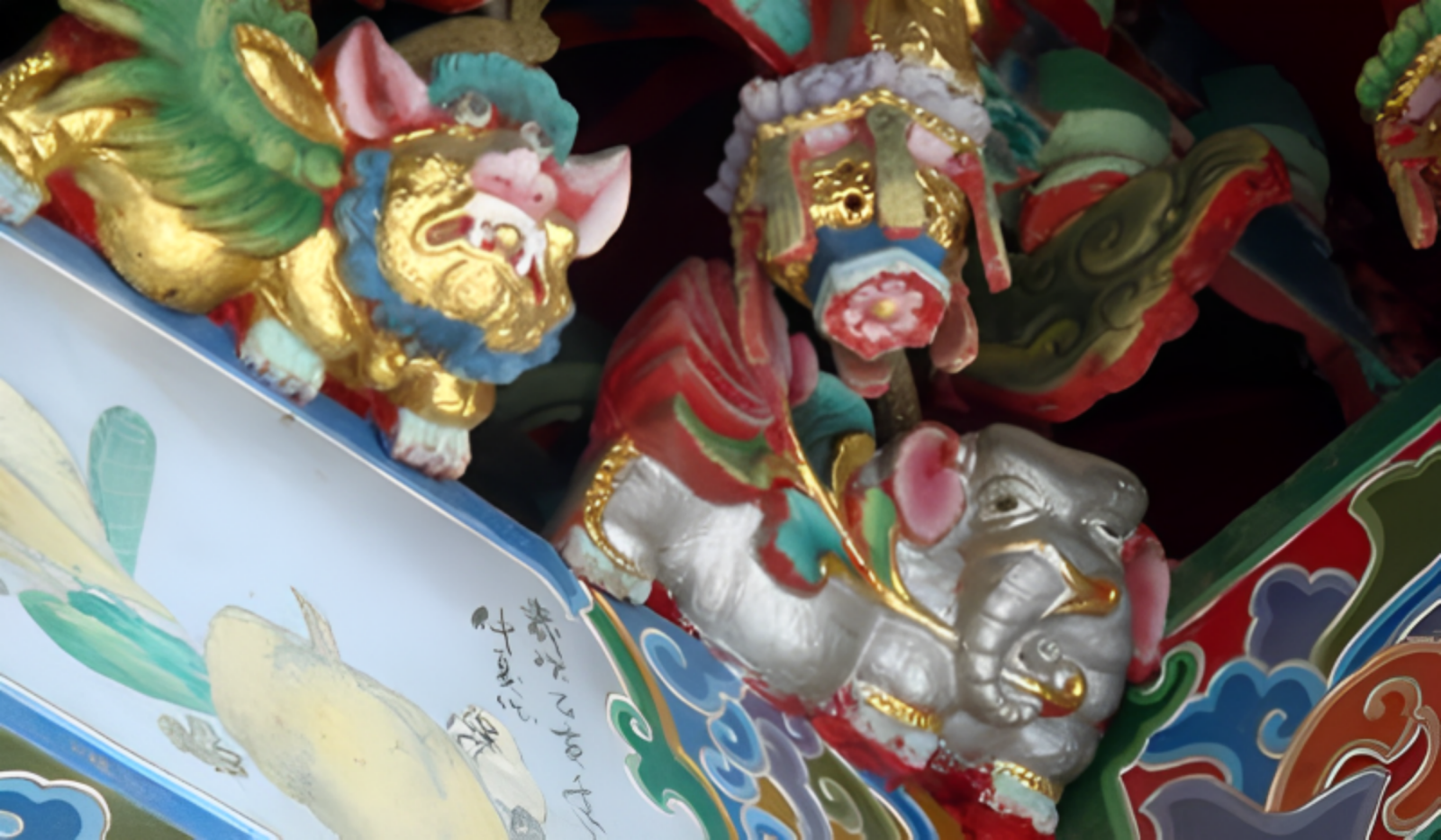
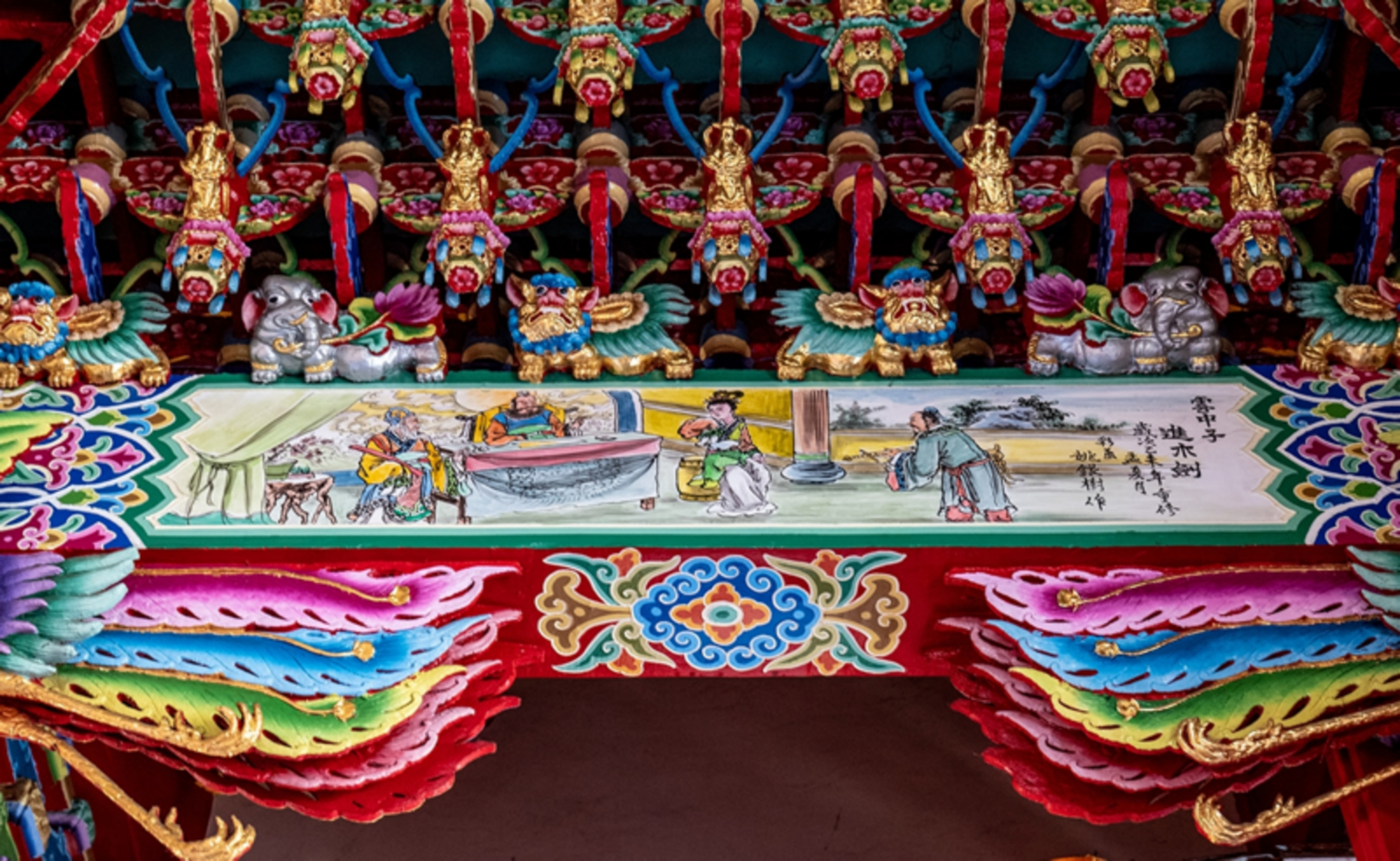
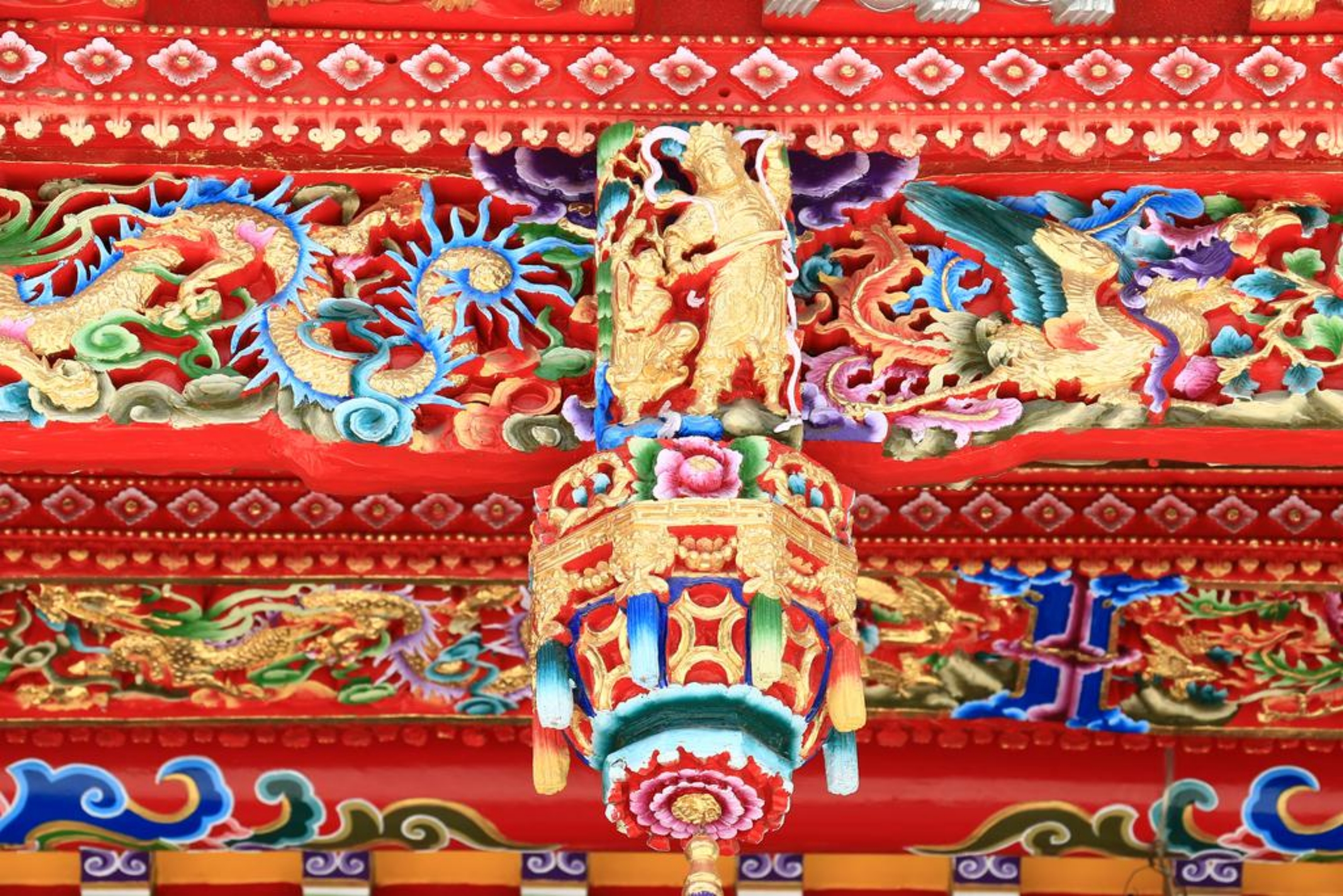
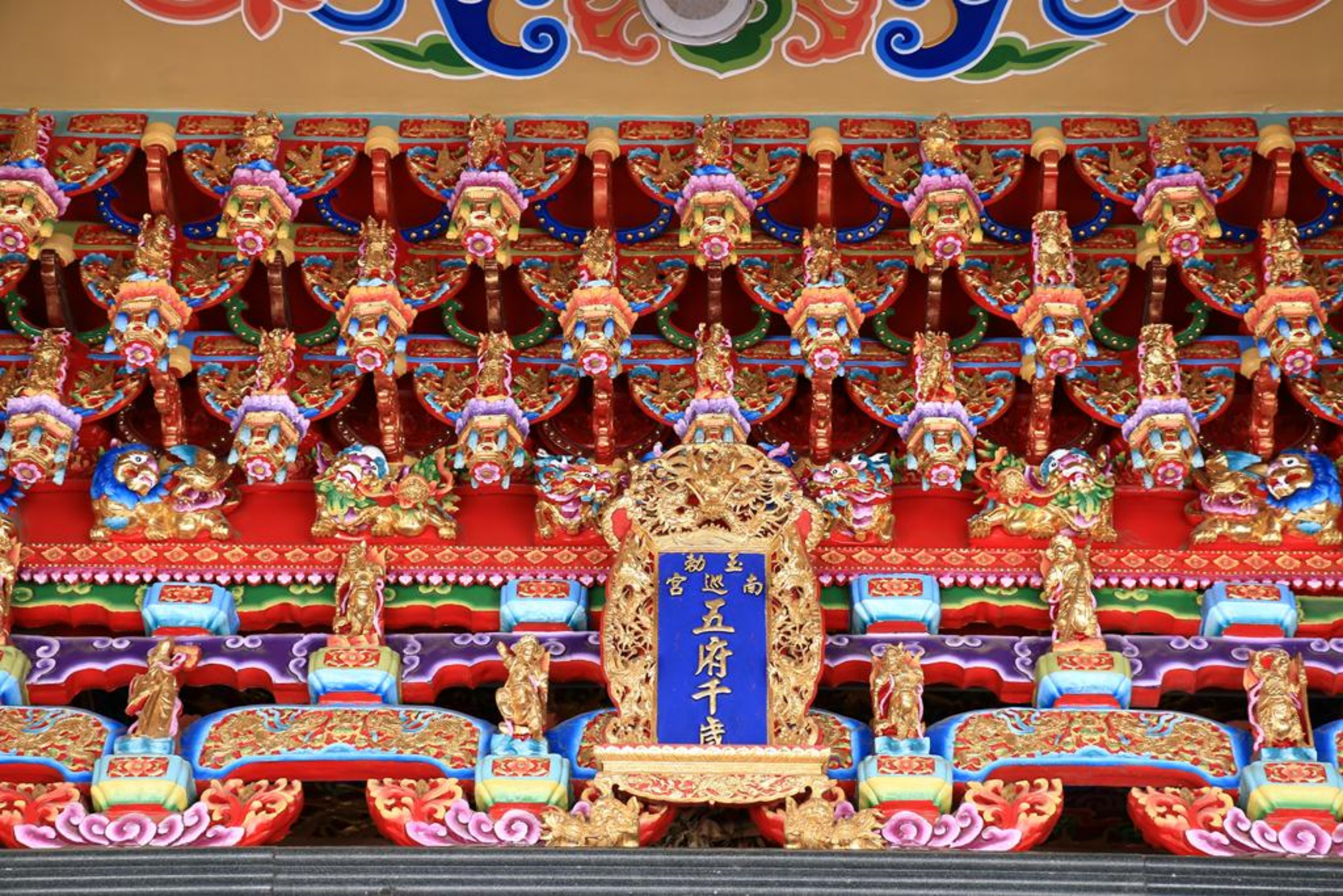